# 子供のために

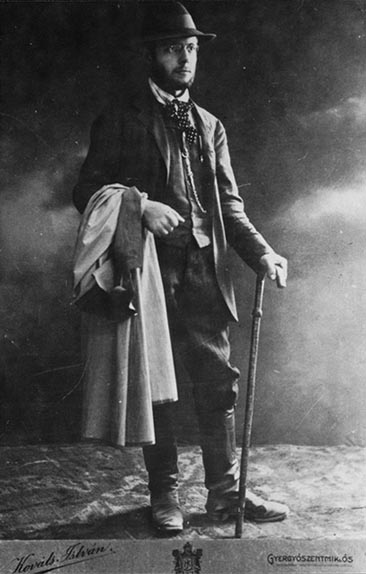
旅行姿のバルトーク（1907年、トランシルヴァニアへの民謡採集旅行）

『子供のために』（こどものために、ハンガリー語: Gyermekeknek、チェコ語: Pro děti、英語: For Children）は、ハンガリーの作曲家バルトーク・ベーラ （1881年 - 1945年）がブダペスト音楽院のピアノ科教授に就任した後の20歳台後半に作曲した、子供や初学者を対象としたピアノ曲集である。旋律にはハンガリーとスロバキアの民謡がほぼそのままの形で使われており、音楽教育を目的とした作品としても民謡の編曲作品としても最初の大規模な曲集である。
1908年から1910年にかけて作曲された初版は全4巻、85曲からなり、ブダペストのロジュニャイ・カーロイ社から出版された。第1巻と第2巻がハンガリー民謡、第3巻と第4巻がスロバキア民謡に基づいている。その約30年後、バルトークがアメリカ合衆国に移住していた最晩年の1943年に作曲者自身による改訂版がつくられ、バルトークの死後、1946年にニューヨークのブージー＆ホークス社（本社はロンドン）から出版された。改訂版は、初版の第1巻と第2巻、第3巻と第4巻がそれぞれ統合されて全2巻となり、6曲が削除されて79曲となっているほか、一部の曲では和音や拍子が変更されている。
原曲の民謡（わらべ歌や器楽曲も含む）については、バルトーク自身がハンガリー各地の農村を訪れて採集（蝋管式蓄音機による録音および採譜）したもののほか、『ハンガリー子供の遊戯歌集』や『スロバキア歌集』など、先駆者が収集したものが約半数の曲で使われている。バルトークの編曲は民謡の歌詞の内容や雰囲気をよく表現しており、技法の面では後の『ハンガリー農民歌による8つの即興曲』などに比べれば単純なものであるが、バルトークは曲が単調に陥らないよう様々な工夫を凝らしており、こうした工夫が以後の作品における作曲技法の出発点となっている。曲集の中には音楽的に高度な曲も含まれており、子供や初学者用の教材にとどまらずプロのピアニストのレパートリーにもなっている。バルトーク自身も生涯この曲に愛着をもっており、その抜粋を自身の演奏会で取り上げた。
バルトークの作品番号には複数の分類方法があるが、セーレーシ番号ではSz 42、ショムファイ・ラースローによる番号ではBB 53である。

## 版による構成の違いと本稿での扱い
『子供のために』には、1909年～1911年にハンガリーで出版された初版（全4巻、85曲）と、バルトークがアメリカに移住していた1943年に改訂され作曲者の死後に1946年に出版された改訂版（全2巻、79曲）があり、現在流通している楽譜のほとんどは改訂版である。改訂はいわば「マイナーチェンジ」であり、曲の内容そのものに大きな変更はないが、構成や曲の数および順序が変更されている（改訂の詳細については #改訂での主な変更点 参照。）
初版は、第1巻と第2巻がハンガリー民謡、第3巻と第4巻がスロバキア民謡に基づいており、改訂の際に第1巻と第2巻、第3巻と第4巻がそれぞれ統合されて全2巻となった。また、初版に含まれていた6曲が改訂版で削除されたことに伴い、曲の順序や番号が一部で変更となった。
本稿においては、巻数および各曲の番号の混同を避けるため、曲のタイトルも含めて改訂版の番号を用い、初版の巻数や曲番号を使用する必要がある場合は初版であることを併記する。また、初版の第1巻および第2巻（改訂版第1巻）を「ハンガリー編」、第3巻および第4巻（改訂版第2巻）を「スロバキア編」と表記する場合がある。
| 初版  | 初版           | 改訂版 | 改訂版         | 備考                            |
| ----- | -------------- | ------ | -------------- | ------------------------------- |
| 第1巻 | 第1番～第21番  | 第1巻  | 第1番～第21番  | 番号に変更なし。                |
| 第2巻 | 第22番～第24番 | 第1巻  | 第22番～第24番 | 番号に変更なし。                |
| 第2巻 | 第25番         | 第1巻  | 削除           |                                 |
| 第2巻 | 第26番～第27番 | 第1巻  | 第26番～第27番 | 番号に変更なし。                |
| 第2巻 | 第28番         | 第1巻  | 第25番         | 改訂版では番号が3つ繰り上がる。 |
| 第2巻 | 第29番         | 第1巻  | 削除           |                                 |
| 第2巻 | 第30番～第42番 | 第1巻  | 第28番～第40番 | 改訂版では番号が2つ繰り上がる。 |
| 第3巻 | 第1番～第22番  | 第2巻  | 第1番～第22番  | 番号に変更なし。                |
| 第4巻 | 第23番         | 第2巻  | 削除           |                                 |
| 第4巻 | 第24番～第26番 | 第2巻  | 第23番～第25番 | 改訂版では番号が1つ繰り上がる。 |
| 第4巻 | 第27番         | 第2巻  | 削除           |                                 |
| 第4巻 | 第28番～第32番 | 第2巻  | 第26番～第30番 | 改訂版では番号が2つ繰り上がる。 |
| 第4巻 | 第33番         | 第2巻  | 削除           |                                 |
| 第4巻 | 第34番         | 第2巻  | 削除           |                                 |
| 第4巻 | 第35番～第43番 | 第2巻  | 第31番～第39番 | 改訂版では番号が4つ繰り上がる。 |

## 教育的作品として

### 教育的作品に対するバルトークの考え

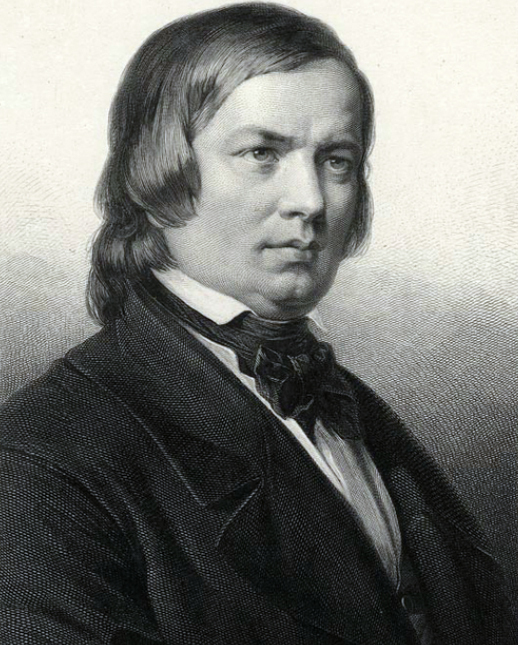
シューマン

『子供のために』は、初版の副題に「ピアノ初心者のための小品集（オクターブ内の）」（ハンガリー語: "Apró darabok kezdő zongorázóknak (oktávfogás nélkül)"）とあるように、ピアノを学習する子供や経験の浅い初学者が演奏することを前提とした教育的作品である。ただし、体系的なピアノの学習を目的とした教則本や練習曲ではなく、子供や初学者が技術的に無理なく、質の高い現代の音楽に親しむことができる教材という位置づけである。
バルトークは、作曲家としての活動の初期からこうした分野の作品を書くことに関心をもっていたと晩年に述べており、その動機として、子供や初学者向けの易しい楽曲に優れた作品がほとんどないことを懸念していたからだと説明している。また、同時にバルトークは、そのわずかな例外である優れた作品として、J.S.バッハの簡単な楽曲やシューマンの『ユーゲントアルバム』を挙げている。

### 技術面での教育的配慮

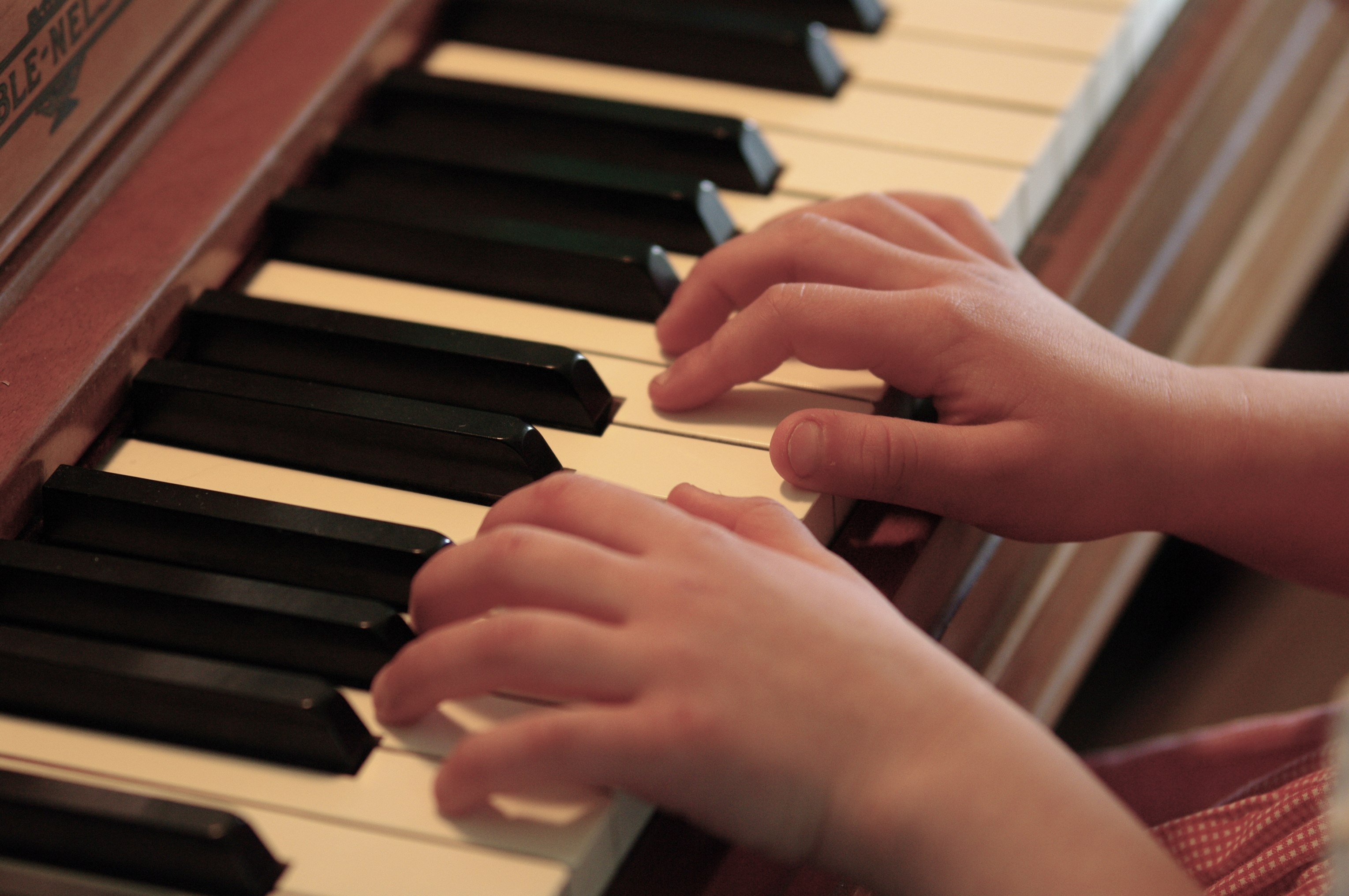
ピアノを弾く子供

#### オクターブへの配慮
自身が優れたピアニストであり音楽大学のピアノ科教授でもあったバルトークは、『子供のために』においては、子供や初学者のために指づかいを細かく配慮している。副題の「オクターブ内の」という言葉どおり、手が小さくて1オクターブ離れた鍵盤に指が届かなくても全ての曲が演奏できるように書かれており、1オクターブ離れた鍵盤を同時に押さえる音を使う場合は、譜例のように（）で省略しても構わない音が示されている。
（ハンガリー編 第23番 第56小節-、左手）

#### 指番号
指づかいを示す「指番号」が細かく丁寧に記入されている。次の譜例の3小節目は、1小節目と全く同じ音の動きと指づかいであるため、本来は指番号の必要はないが、子供向けの配慮としてここにも指番号を記している。なお、教育を目的としないバルトークのピアノ曲では指番号の記入は必要最小限にとどめられており、例えば『ピアノソナタ』第1楽章の場合、指番号が最初に出てくるのは楽譜が6ページ目に入ってからである。
（ハンガリー編 第17番「ラウンド・ダンス」 第1小節-）
指づかいについては、演奏のしやすさだけでなく音楽表現も考慮されており、次の譜例では、山型のアクセント（とフェルマータ）がつけられている高い嬰ハ音を、前後の音とつながりの良い小指ではなく、力の入れやすい中指（指番号「3」）で弾かせることで、指番号のとおりに演奏すれば無意識のうちにアクセントがつくように工夫されている。
（ハンガリー編 第25番「ラウンド・ダンス」 第3小節-）

#### テンポ設定
テンポについても子供にとっての弾きやすさが考慮されており、改訂の際には一部の速いテンポの曲で初版よりも遅い指示に改められている。ただし、バルトークの自作自演の録音（後述）では、改訂版で「♩=140」の指定がある第1巻第6曲「左手の練習」を「♩=169」で演奏しているように、一部の曲では楽譜の指定と異なるテンポが採られている。

#### 曲集の難易度
曲集の難易度は「初級向け」とされるが、実際には意外に難しいとされる。その要因としては、対位法的な書法や伴奏におけるリズムの変化といった技術的なことのほか、独特なリズムなど東欧の民俗音楽の特徴の表現や、外国の民謡における言葉のイントネーションの理解など文化的なことが挙げられる。また、曲集中には後年の作品を先取りしたような曲も含まれており
、そうした一部の曲は音楽的には子供向けの域を超えたものになっているが、かえって、この曲集が子供に限らず大人も含めた幅広い層に愛好されることになっている。

### 教育的作品と民謡

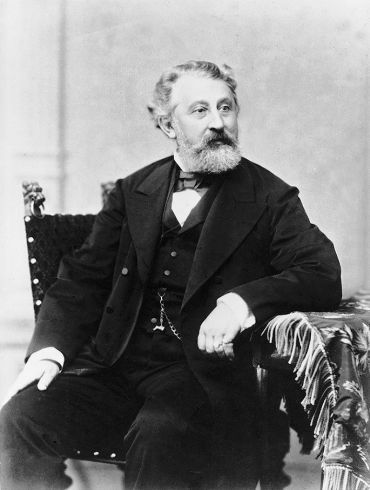
バルタルシュ・イシュトヴァーン

バルトークは『子供のために』以外にも、子供や楽器の初学者を対象とした教育的な作品を複数作曲している（下の表を参照）。バルトーク自身が、教育目的の曲には民謡が適していると語っているとおり、それらの作品では曲集の全部または一部に民謡が使われている。中でも、『子供のために』は全曲が民謡の編曲であり、教育目的の作品としても民謡の編曲作品としても初の大規模な作品である。なお、バルトークの最後の教育的な作品となったピアノ曲集『ミクロコスモス』の場合は、体系的にピアノのテクニックを学ぶことを目的としているためオリジナルのテーマが中心に使われており、民謡編曲はごくわずかにとどめられている。
民謡を教育的な音楽に使うというアイデアはバルトークに始まったものではなく、ヨーロッパ各地で革命が起こった1848年以降、ヨーロッパの各国では民謡を編曲したピアノ用の教材が目立つようになっていた。1860年代のハンガリーでは、バルタルシュ・イシュトヴァーンが、収集した民謡を編曲したピアノ曲集”Gyermek lant”（直訳すれば『子供の竪琴』）、”Gyermek dalhon”（直訳すれば『子供の歌』）という、『子供のために』を先取りしたような作品を出版している。
| 作曲年               | タイトル                              | ジャンル     | 備考                                                                 |
| -------------------- | ------------------------------------- | ------------ | -------------------------------------------------------------------- |
| 1908年               | 『10のやさしい小品』BB 51             | ピアノ       |                                                                      |
| 1908-1910年          | 『子供のために』BB 53                 | ピアノ       |                                                                      |
| 1913年               | 『ピアノ教本』BB 66                   | ピアノ       | レショフスキー・シャンドールとの共著                                 |
| 1915年               | 『ルーマニアのクリスマスの歌』BB 67   | ピアノ       |                                                                      |
| 1915年               | 『ルーマニア民俗舞曲』BB 68           | ピアノ       |                                                                      |
| 1915年               | 『ソナチネ』BB 69                     | ピアノ       |                                                                      |
| 1929年               | 『ピアノ初心者のために』BB 66         | ピアノ       | 『ピアノ教本』から18曲を抜粋                                         |
| 1931-1932年          | 『44のヴァイオリン二重奏曲』BB 104    | ヴァイオリン |                                                                      |
| 1935-1936年          | 『27の二部および三部の合唱曲』BB 111a | 児童合唱     |                                                                      |
| 1938年               | 『若いピアノ弾き』                    | ピアノ       | 『10のやさしい小品』からの4曲および『子供のために』からの18曲。全2巻 |
| 1926年、 1936-1939年 | 『ミクロコスモス』BB 105              | ピアノ       | 全6巻、153曲                                                         |

## 民謡編曲作品として

### 『子供のために』に使われた民謡

#### 大規模な民謡編曲作品
ランペルト・ヴェラの研究によれば、バルトークが生涯に編曲した民謡は約310曲あるが、79曲（初版では85曲）の民謡が編曲された『子供のために』はその約4分の1を占めており、数の上で群を抜いている。『子供のために』の原曲となった民謡は、バルトークが自らの足でハンガリー各地の農村を回って採集（録音・採譜）したもののほか、先駆者が採集したものが使われている。

#### バルトークの民謡採集

1910年頃のオーストリア＝ハンガリー帝国における民族分布。緑色がマジャル人（ハンガリー人）、ハンガリー北方の茶色がスロバキア人、ハンガリー東方のオレンジ色がルーマニア人。

1904年、作曲家兼ピアニストとして活動していた若きバルトークは、ゲメル県のゲルリツェ（現在はスロバキアの Hrlica）に滞在していたときに、トランシルヴァニア出身の女性ドーサ・リディが口ずさんでいたハンガリー民謡を聴いてその価値に気づいた。バルトークは、すでに民謡研究を始めていたコダーイ・ゾルターンに研究の方法を学ぶと、1906年の夏以降、蝋管式蓄音機（フォノグラフ）を携えて各地の農村をめぐり、本格的な民謡採集を行った。
当時のハンガリー（ハンガリー王国）は、現在のスロバキアやルーマニア西部など広い範囲を領域とするオーストリア＝ハンガリー帝国の一部であり、バルトークが採集した民謡には狭義のハンガリー民謡（マジャル民謡）のみならず、スロバキア民謡、ルーマニア民謡など様々な民謡が含まれている。
バルトークは、1906年にはドゥナーントゥールやペシュト県などで1000曲以上のハンガリー民謡を、現在はスロバキアに含まれるゲメル-キシュホント県で約300曲のスロバキア民謡を採集し、翌1907年にはトルナ県のフェルシェーイレグ （現在のイレグセムチェ）や、現在はルーマニアに含まれるトランシルヴァニア地方において約700曲のハンガリー民謡を採集した。『子供のために』には、こうした時期に採集された民謡が使われており、特に、民謡の宝庫であったフェルシェーイレグ（Felsőireg）で採集された民謡は、ハンガリー編の9曲に使われている。

#### 先駆者が収集した民謡

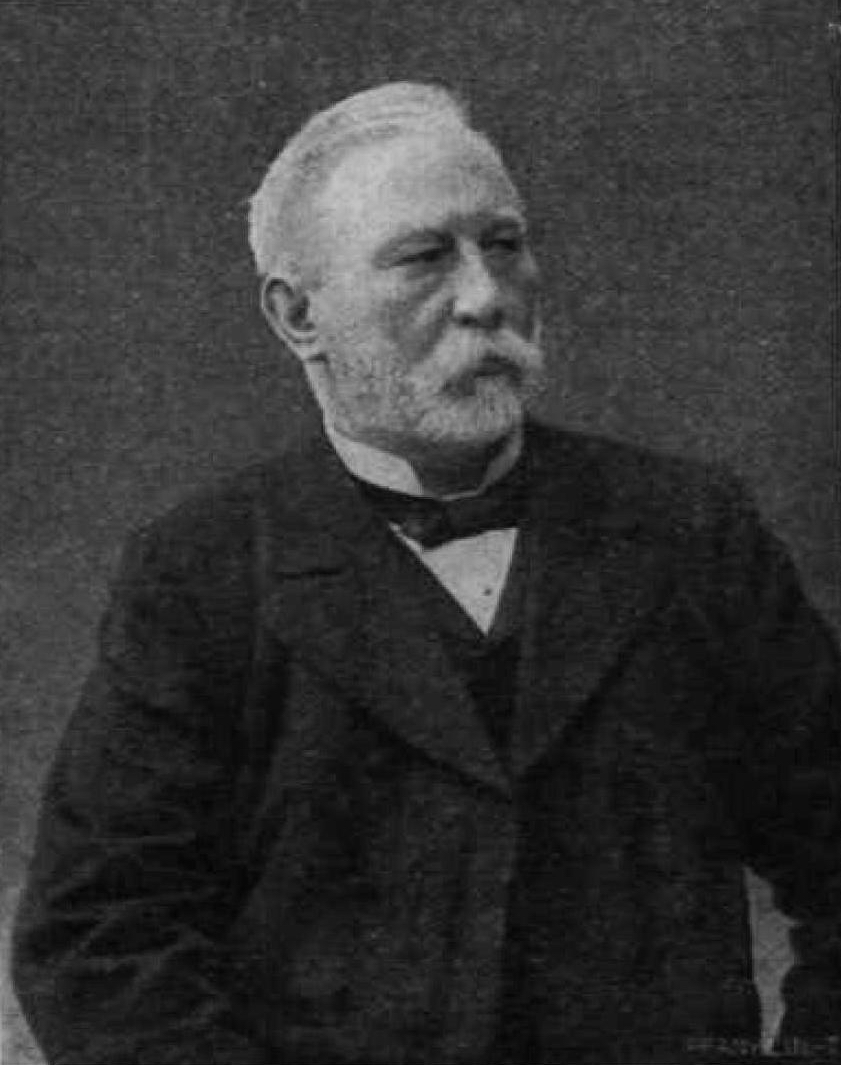
キシュ・アーロン

バルトークは、相当な数の民謡を採集していたが、『子供のために』を構成する曲の約半数を、すでに出版されていた民謡集などから選んで編曲した。
ハンガリー編では、キシュ・アーロンが1891年に出版した『ハンガリー子供の遊戯歌集』（ハンガリー語: Magyar gyermekjáték-könyv） から10曲が使用されているほか、同時代の作曲家でバルトークにとって民謡研究の先輩であるコダーイ・ゾルターンが収集した民謡が3曲、クン・ラースロー収集のものが2曲、バルタルシュ・イシュトヴァーン、ヴィカール・ベーラ、セベスチェン・ジュラ収集のものがそれぞれ1曲ずつ使われている。
スロバキア編では39曲（改訂版）のうち20曲で『スロバキア歌集』（ハンガリー語: Slovenské spevy ）に掲載された民謡が使われている。同書は、ヤン・カダヴィが編纂した1882年の 『スロバキア歌集I』と、カロル・ルッペルト他が編纂した1889年の 『スロバキア歌集II』があり、 『スロバキア歌集I』からは12曲、 『スロバキア歌集II』からは8曲が使われている。
スロバキア編ではこのほか、カロル・アントン・メドヴェツキーの『ジェトヴァ論集』から3曲、ミクラーシュ・シュナイダー＝トラナヴィスキー収集によるものが1曲使われている。

### 使われた民謡の種類

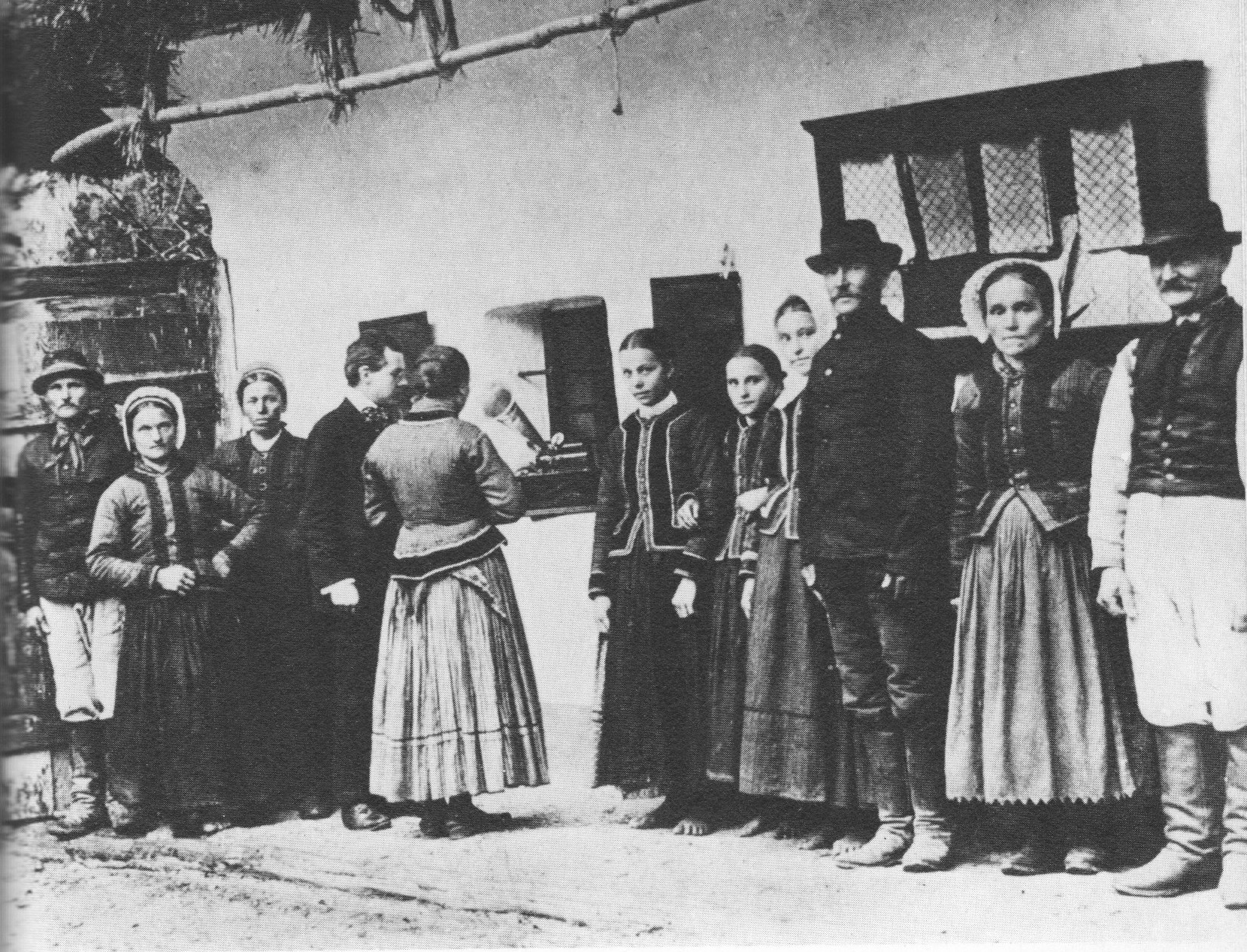
スロバキアの農村で民謡を録音するバルトーク（左から4人目）（1907年）

『子供のために』に使われた民謡は多岐にわたっており、わらべ歌から、滑稽な冗談歌、兵士の望郷の歌、恋愛の歌、さらには飲酒、殺人や死、下品で猥雑な内容など、子供向けでない内容の歌も含まれている。また、器楽曲が2曲含まれている。
バルトークは、『子供のために』を練習する子供たちがオリジナルの民謡も歌えるよう、初版の楽譜の巻末に民謡の歌詞を掲載した。出版にあたり下品な歌詞や性的な歌詞については「不適切」として割愛されたが、バルトークはそうした内容の歌の価値も認めていたため割愛を残念がったという。なお、ハンガリーやスロバキアで歌われていた「教育的に好ましくない」とされる民謡について、バルトークは著作の中で次のように記している。

### 『子供のために』における民謡編曲

#### バルトークの民謡編曲

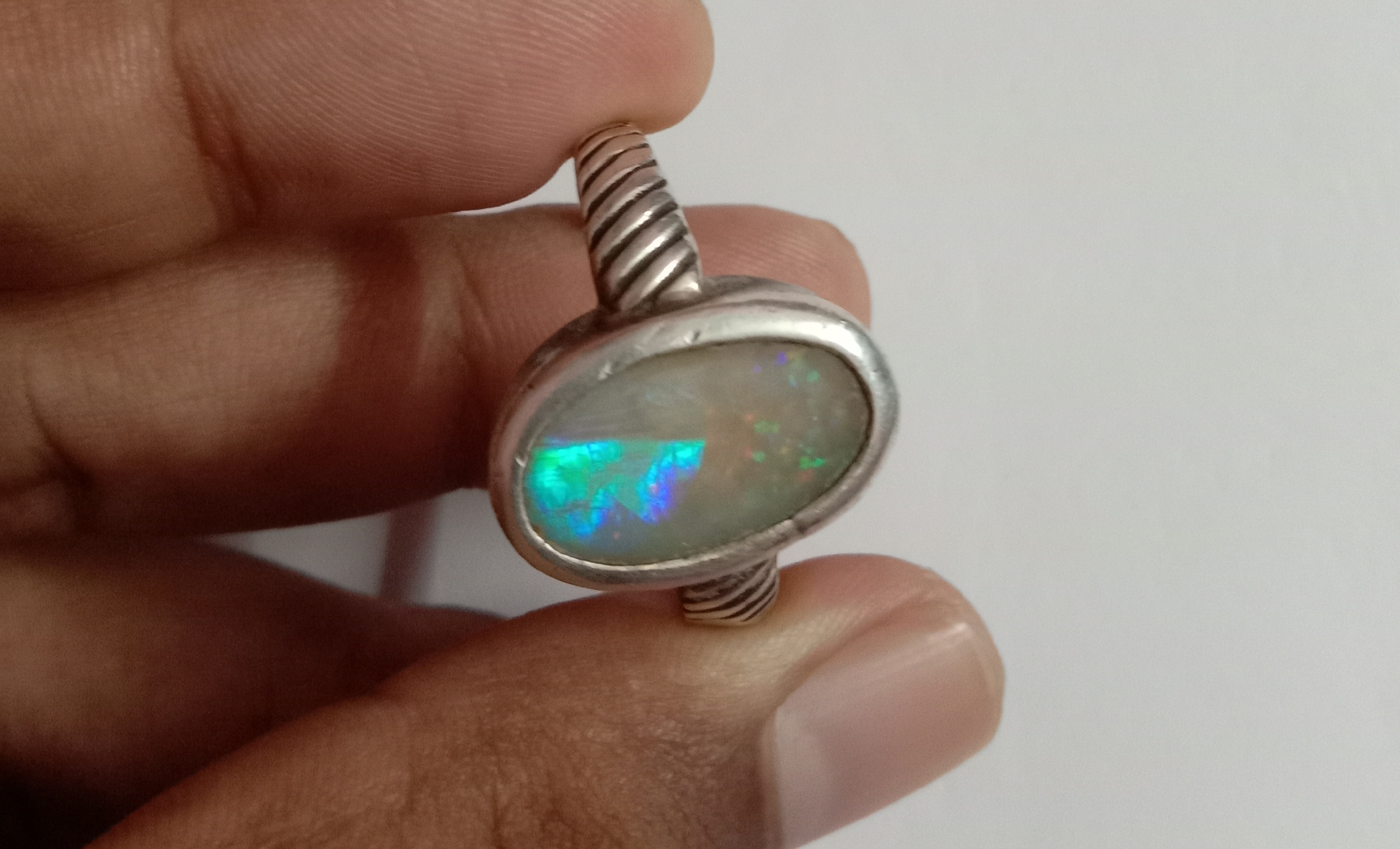
バルトークは民謡の旋律を宝石に例えた。

バルトークの民謡編曲は、民謡の旋律をほぼそのまま使い、そこに独自の簡潔な伴奏を加える手法が採られており、バルトークはこうした編曲方法を「宝石の台づくり」に例えていた。「宝石の台」である伴奏は、主に和音や分散和音、対旋律であるが、そこにはF.リストのピアノ曲のようなロマン派風の華麗な装飾は排されている。
後にバルトークは「旋律がプリミティヴなものであれば、それだけ風変りな和声や伴奏をつける事が出来る」と述べているが、そうした民謡編曲の究極の姿である『ハンガリー農民歌による8つの即興曲』（1920年）では、伴奏がもはや旋律と無関係な独自の音響を作り出すまでになっている。
そうした後の作品に比べれば『子供のために』の編曲は単純明解であり、民謡に歌われている、娘を結婚で手放す親の悲しみや恋人の行方を探す少年の不安、酔っ払いの醜態など、歌詞の内容や雰囲気がうまく表現されており、歌詞がバラード風に進む民謡では、ストーリーに合わせて音楽を展開させる工夫がされている。

#### 単調さを避けるための工夫
バルトークは作品が単調なものとならないよう様々な工夫を行っており、単純な構造の短い民謡であっても、旋律全体、あるいは旋律後半が繰り返されるときはほとんどの場合で伴奏に変化をつけている。また、三部形式やカノン、ラプソディ（狂詩曲）、変奏曲などの既存の様式に民謡を当てはめた例もある。このうち変奏の手法については、「変奏曲」というタイトルのついたスロバキア編 第5番「変奏曲」だけでなく、ハンガリー編 第39番、スロバキア編 第21番「冗談I」、第35番「バラード」などにも使われており、スロバキア編 第21番「冗談I」では長調の旋律が途中で短調に移調されている。この他、ハンガリー編 第29番「五音音階の旋律」では、民謡の旋律を別の旋律による前奏・間奏・後奏で挟み込む形式をとっている。

#### ドビュッシーの「発見」と民謡に基づく新しい響き

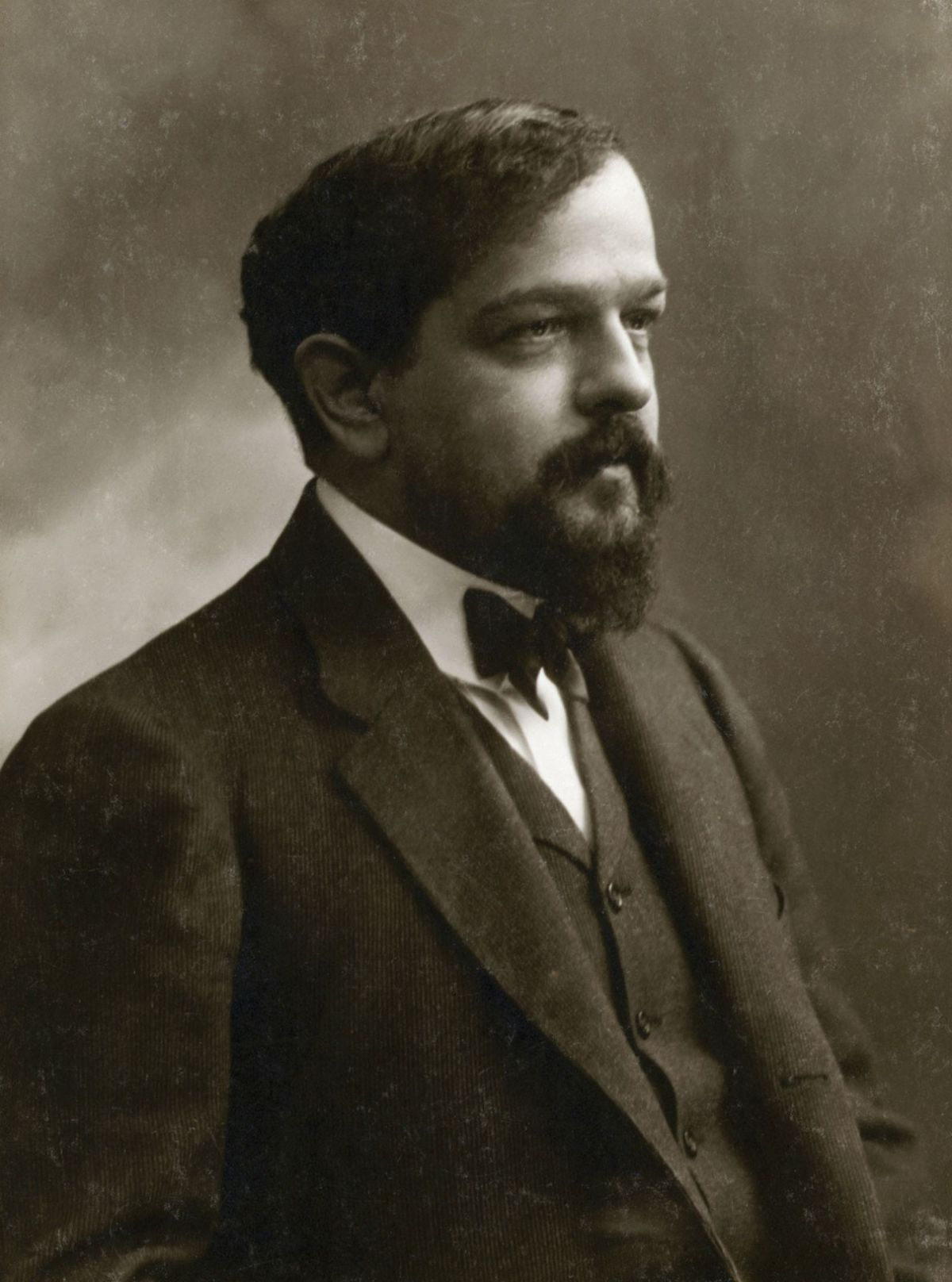
ドビュッシー（1908年）

その一方で『子供のために』には、民謡の特徴に基づいた、バルトーク独自の近代的な技法も使われている。
バルトークは民謡の採集・研究を通じて、ハンガリー民謡に原始的な五音音階や古い教会旋法が使われていることを見出していたが、『子供のために』の作曲に着手する前年の1907年、バルトークはドビュッシーの音楽の中にも五音音階や旋法が使われていることを「発見」し、ハンガリー民謡が、長調・短調という古典的な調性から解放された新しい音楽をつくる糸口となることに気づいた。
このため、『子供のために』の各曲の伴奏は、必ずしも古典的な和声法に従っていない。次の譜例では、ミクソリディア旋法による旋律を、四度の積み重なった和音の転回形が伴奏している。
（ハンガリー編 第40番「豚飼いの踊り」 第16小節-）
また、次の譜例では、7の和音の転回形が連続して使われており、旋律の音は全て和音の第7音が当てられている。
（ハンガリー編 第13番「バラード」第14小節-）
こうした様々な編曲の工夫は、後年のバルトークの作曲技法の出発点となっている。

## 初版の成立

### 作曲の動機
バルトークが『子供のために』を民謡編曲作品として作曲した動機については、当時のハンガリー社会における民謡の扱い、出版社との関係、さらにはバルトーク自身の教育用レパートリーに対する考え（前述）など、複数の要素が関係している。

#### 「ハンガリーの民俗音楽」に対する誤解
ハンガリーでは前述のとおり先駆者が民謡の収集・研究を行っていたが、20世紀初頭の段階において民謡の音楽的な価値は一般の人々に認知されておらず、都市部でジプシーバンドによって演奏される大衆歌・流行歌が「ハンガリー伝統の民俗音楽」であると誤解されていた。若き日のバルトークも例外ではなく、ドーサ・リディの歌う民謡に出会う1年間（1903年）に作曲した交響詩『コシュート』には、そうした「ジプシー音楽」の影響が見られていた。

#### 『20のハンガリー民謡』の失敗

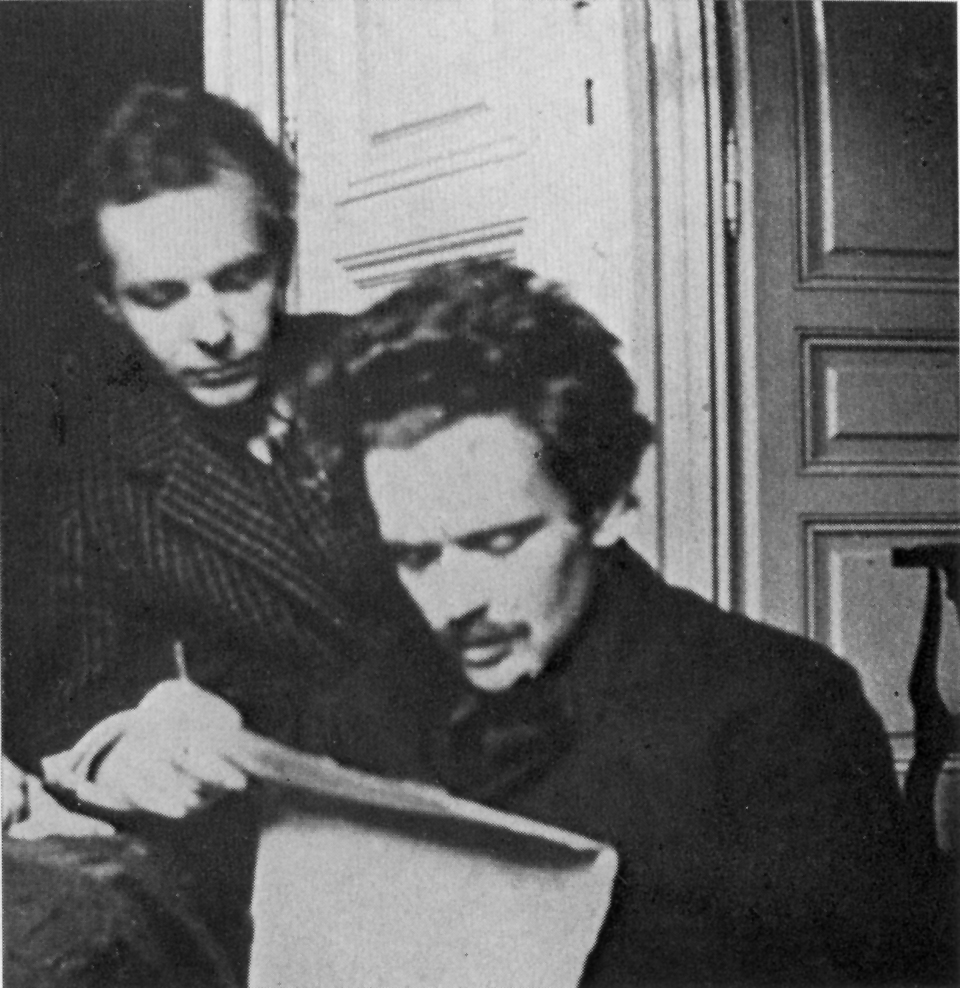
バルトーク(左)とコダーイ（1908年）

バルトークが本格的に民謡採集を始めた1906年、バルトークとコダーイは共著により、歌とピアノのための民謡編曲集『20のハンガリー民謡』を作成し、その年の12月にブダペストのロジュニャイ・カーロイ社（Rozsnyai Károly、以下「ロジュニャイ社」）から出版した。この民謡集の出版には、ハンガリーの真の民俗音楽である民謡の価値を人々に知らせようという意図があったが、世間からはほとんど注目されず、印刷された500部を完売するまでに32年間を要した。バルトークの弟子の一人であったセーケイ・ユーリアは著作において次のように記述している。
『20のハンガリー民謡』の失敗は、バルトークが大人達への「啓蒙」をあきらめて将来の聴衆となる子供たちの耳を養うことに目を向ける契機となったとの指摘がある。なお、後年のバルトークは、ピアノを学習する子供たちに、「民謡のもつ簡素で感傷的ではない美しさ」を知ってもらうために『子供のために』を作曲したと述べている。

#### ロジュニャイ社とバルトーク

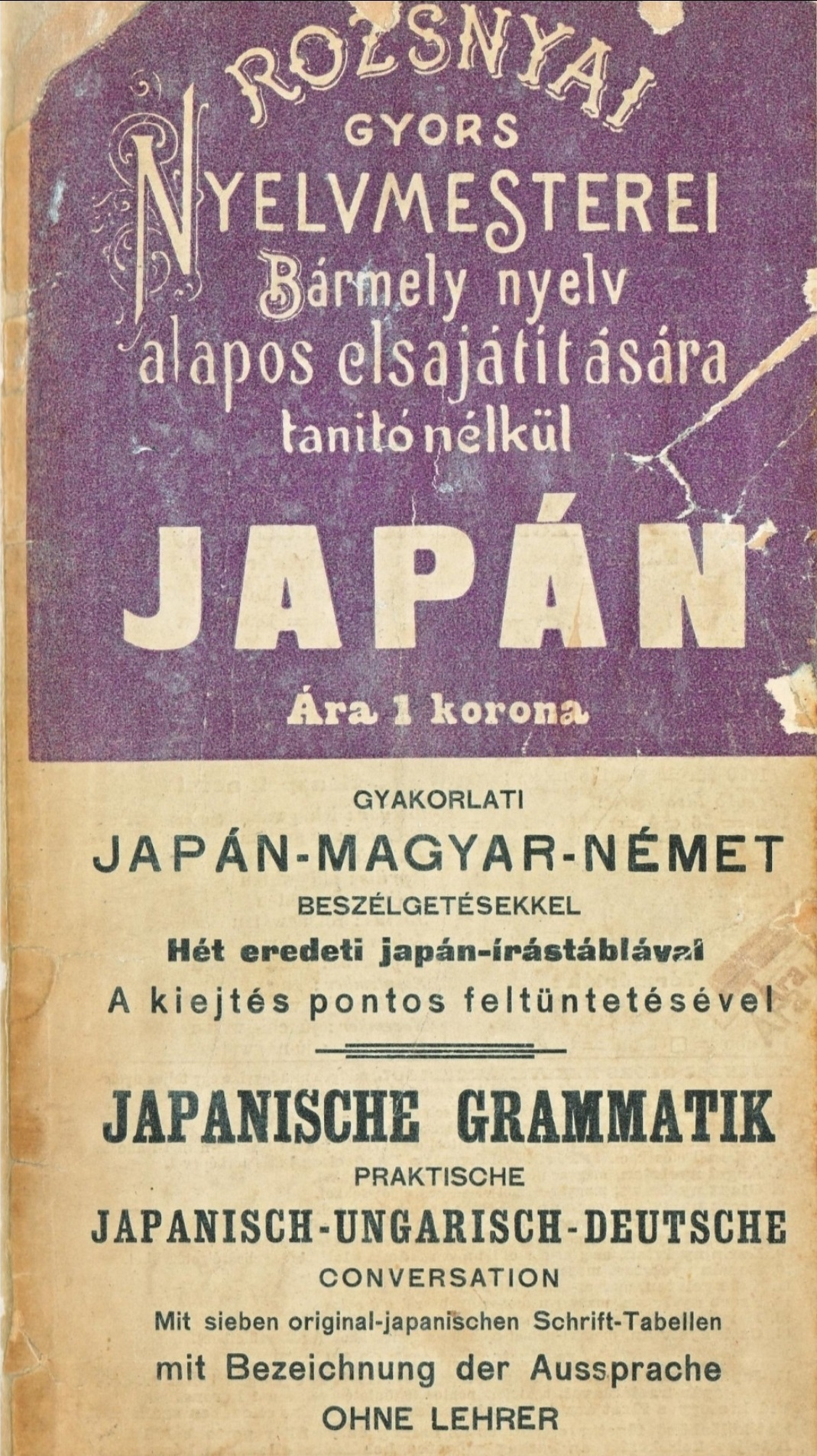
『ロジュニャイ外国語速習（日本語編）』

『20のハンガリー民謡』の版元であり『子供のために』を出版することになるロジュニャイ社は、もともと音楽関係の出版社ではなく、外国語学習のテキスト『ロジュニャイ外国語速習』シリーズを主力商品のひとつとする教育関係の出版社であったが、当時のハンガリーで流通している楽譜がドイツ語解説の輸入楽譜であった上、音楽大学にも大作曲家の全集が揃っていないという状況から、楽譜に対する国内の需要は高いと判断して音楽関係の出版も手がけるようになった。
『20のハンガリー民謡』出版の翌月にあたる1907年1月、当時25歳のバルトークはブダペスト音楽院のピアノ科教授に就任した。この頃、ロジュニャイ社は過去の大作曲家のピアノ曲にハンガリー語の注釈をつけた教育目的の楽譜を販売するため、当時活躍中であったピアニストやピアノ教師に協力を依頼しており、バルトークにも校訂作業の依頼が行われた。その結果、ロジュニャイ社からはバルトークが運指やアーティキュレーションに手を入れた校訂版のバッハの『平均律クラヴィーア曲集』（1908年）、モーツァルトのピアノソナタ集（1912年）などが出版された。

#### 作曲の依頼
また、この頃ロジュニャイ社からはバルトークが作曲したピアノ曲も出版されるようになっており、1908年には『3つのチーク県の民謡』（1907年作曲）、1909年には『14のバガテル』および『10のやさしい小品』（いずれも1908年作曲）が出版された。
1909年に出版された『10のやさしい小品』は、バルトークが音楽教育を目的として作曲した最初の作品である。『子供のために』と同様に1オクターブでの打鍵がなく、民謡の編曲（第6曲、第8曲）や民謡を模倣したオリジナル曲が使われており、『子供のために』の前身とも言える作品である。
おそらく、この『10のやさしい小品』がきっかけとなり、ロジュニャイ社はバルトークに『子供のために』の作曲を依頼したと考えられる。このことを裏付けるバルトークによる言及やロジュニャイ社との書簡などの直接的な証拠は存在していないが、後年のバルトークとロジュニャイ社のやり取りからは、ロジュニャイ社はバルトークに、何曲かがアタッカでつながっている、子供向けのやさしいピアノ曲集を求めたことが窺える。

### 作曲・出版の経緯

#### ハンガリー編の作曲と出版

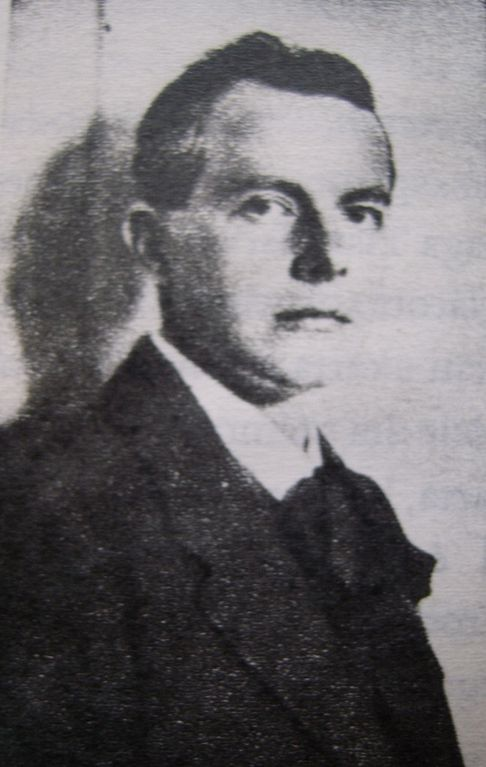
作曲当時のバルトーク

『子供のために』の初版は1908年から1910年にかけて、まずハンガリー編が、次いでスロバキア編が作曲・出版された。
ハンガリー編の作曲は『14のバガテル』や『10のやさしい小品』の作曲が終わった後、1908年後半から開始され、バルトークはまず自らが採集した民謡の中から9曲を選んで編曲し、次の曲順で曲集を構想した。なお、これらの曲には I - IX の番号が付けられており、2曲を除いてバルトークが採集した民謡（下線）である。
しかし、バルトークはこのままでは子供には難しすぎると考え、ロジュニャイ社が求める簡単な曲集にふさわしいシンプルな旋律10曲をキシュ・アーロンの『ハンガリー子供の遊戯歌集』から探し出して編曲し、曲集の前半に組み込んだ。なお、バルトークの民謡編曲においてわらべ歌からの編曲は異例である。ロジュニャイ社とバルトークとの間では1909年の3月に初版第1巻の出版契約が交わされており、そこに「21曲の子供向けのピアノ作品」とあることから、21曲ある初版第1巻はこの時点で完成していたことが窺える。
初版第2巻は第1巻とは対照的に、コダーイの『ハンガリー民謡のストローフ構造』など、複数の書物からとられた民謡から編曲が始められ、同年6月に出版契約が交わされた。
初版第1巻・第2巻はいずれも1909年の年末までに出版された。曲集のタイトルはハンガリー語による”Gyermekeknek”（子供のために）とされ、楽譜の表紙には、バルトークのいとこにあたるヴォイト・アービン（Voit Ervin）によるアール・ヌーボー調のデザインが使われた。
楽譜の巻末には、楽曲に使用した民謡の歌詞がハンガリー語とドイツ語で掲載された。民謡の歌詞が各曲の内容を表しているため、曲ごとのタイトルは特に付けられなかった。また、テンポの指定についても大まかな指示のみで、同時期の作品に見られるメトロノーム記号はつけられなかった。

#### スロバキア編の作曲・出版
『子供のために』スロバキア編の制作は、バルトークの方からロジュニャイ社に提案したと考えられ、ロジュニャイ社が制作に同意する旨をバルトークに伝える1909年12月6日付けの書簡が存在している。おそらく、スロバキア編の作曲はこの書簡の後に本格的に進められたものと考えられる。なお、この書簡の段階では続編のタイトルを『子供のために』とするか別のタイトルにするかは決まっていなかった。
バルトークは当初、スロバキア民謡編を全1巻25曲として構想していた。その曲順は以下のとおりであり、バルトークが採集した民謡（下線）はこのうちの12曲である。なお、この段階ではフィナーレの2曲の順番が逆になっていた。

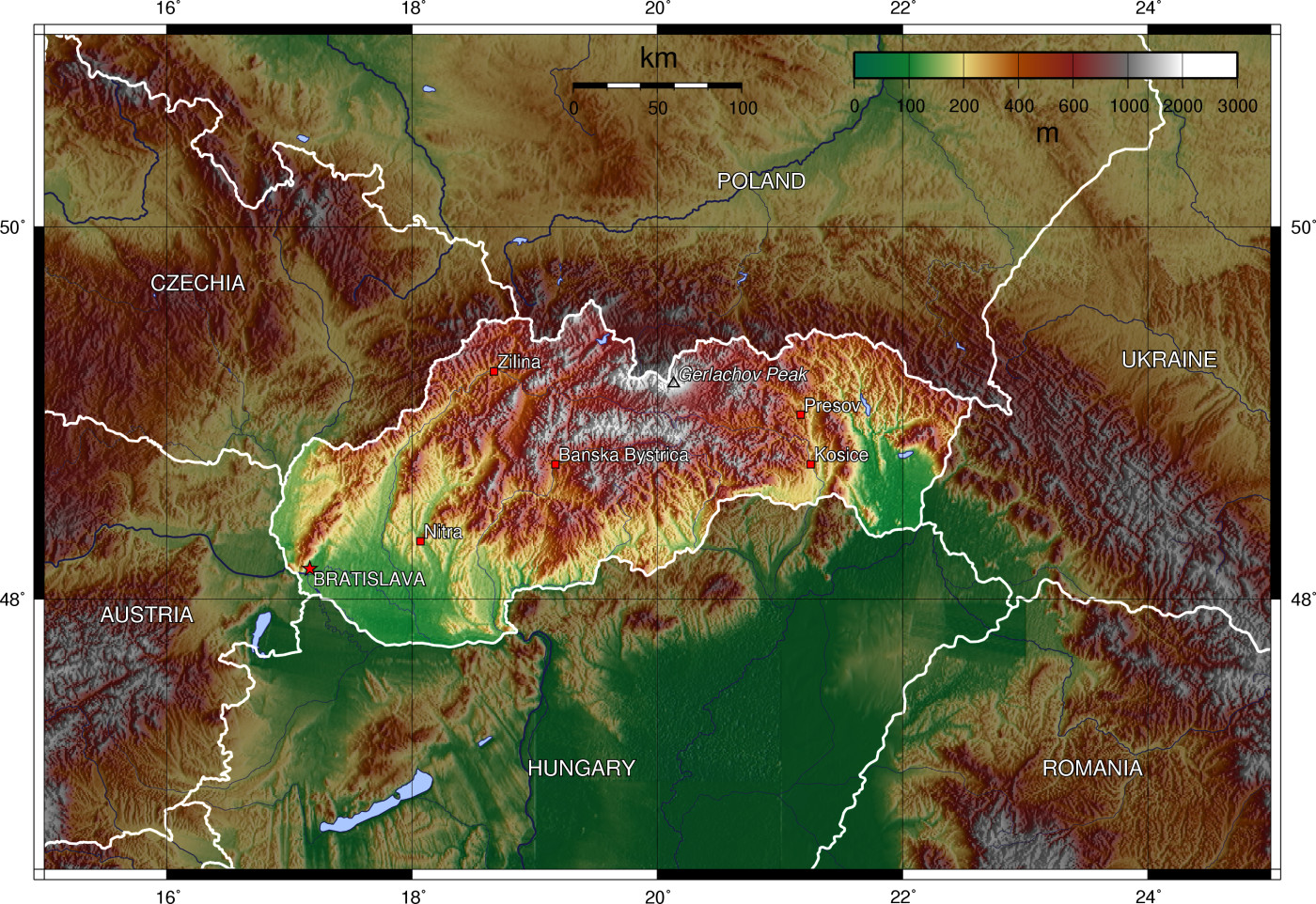
現在のスロバキアの地形。険しい山岳地帯が大部分を占める。南にハンガリーがある。

最終的には曲数が増やされるとともに構成も変更され、1910年に全2巻43曲として完成した。ただし、その中にはバルトークやコダーイから作曲を教わったコダーイ・エンマ（1910年8月にコダーイと結婚するまではグリューバー・エンマ）による編曲作品も2曲含まれていた。
出版契約は、初版第3巻が1910年、初版第4巻が1911年に行われ、いずれも1911年にロジュニャイ社から出版された。1909年末には未定であった曲集のタイトルは、チェコ語による”Pro děti”（子供のために）とされ、楽譜の表紙はハンガリー編と同じデザインが使われた。曲集のタイトルにスロバキア語ではなくチェコ語が選ばれたのは、ロジュニャイ社が楽譜のマーケティングを考慮した結果である。
ハンガリー編と同様、民謡の歌詞が巻末に掲載され、言語についてはスロバキア語、ハンガリー語、ドイツ語の3か国語で記された。メトロノーム記号はハンガリー編と同様に付けられていないが、ハンガリーの人々に馴染みが薄いスロバキア民謡への理解を助けるため、いくつかの曲にはハンガリー語、フランス語、チェコ語の3か国語によるタイトルが記された。

#### 「スロバキア編」出版の意義
『子供のために』スロバキア編は、バルトークの出版作品のうち、ハンガリー人（マジャル人）以外の民謡をもとにした曲集としては最初のものである。ハンガリー民謡を生涯にわたって研究したコダーイとは対照的に、スロバキア、ルーマニア、後にはトルコや北アフリカの民謡にまで対象を広げることになるバルトークにとって、スロバキア編は最初の第一歩ともいうべき重要な作品である。ただし、ハンガリー国内には、バルトークが「少数民族」であるスロバキア人の民謡をハンガリー民謡と対等に扱ったことを快く思わない者がいたことも事実である。

#### 別の作品となった「ルーマニア編」
ロジュニャイ社とバルトークは、『子供のために』ハンガリー編、スロバキア編のさらなる続編としてルーマニア編の出版を計画した。1915年4月22日付けのロジュニャイ社からバルトークへの書簡では、ルーマニア民謡の編曲による若者向けの簡単なピアノ曲集のことが話題となっており、ロジュニャイ社は「『子供のために』と同じ程度の編曲で、何曲かがアタッカで連続して演奏できる曲」を求めている。
バルトークは同年のうちに32曲のルーマニア民謡を簡単なピアノ曲に編曲し、民謡のジャンルごとに分かれた3つの曲集『ルーマニアのクリスマスの歌』、『ルーマニア民俗舞曲』、『ソナチネ』として完成させた。しかし、前年に始まった第一次世界大戦の影響で出版は見送られ、最終的にはロジュニャイ社でなく、『ルーマニアのクリスマスの歌』と『ルーマニア民俗舞曲』が1918年にウィーンのユニヴァーサル社から、『ソナチネ』が1919年にブダペストのロージャヴェルジ社から出版された。

### 初版の構成
初版は全4巻、85曲で構成されており、第1巻と第2巻がハンガリー民謡、第3巻と第4巻がスロバキア民謡に基づいている。
- 初版 第1巻（ハンガリー民謡に基づく）21曲（初版 第1番～第21番）
- 初版 第2巻（ハンガリー民謡に基づく）21曲（初版 第22番～第42番）
- 初版 第3巻（スロバキア民謡に基づく）22曲（初版 第1番～第22番）
- 初版 第4巻（スロバキア民謡に基づく）21曲（初版 第23番～第43番）[注 68]

初版の第1巻・第2巻・第3巻は、いずれも平易で親しみやすい子供の歌から始まり、曲集の最後にはフィナーレにふさわしい快活な楽曲が配置されているが、初版 第4巻は抒情歌に始まり「死」をモチーフとしたテンポの遅い楽曲で静かに曲集を終える構成となっている。
なお、ロジュニャイ社の要望どおり、いくつかの曲はアタッカでつながっており、その部分だけを取り出して小さな組曲のように演奏できるようになっている。なお、アタッカを実行するかどうかは任意（ad lib.）である。
（接続されている曲については #改訂版の構成#アタッカによる接続 参照。）

## 初版に対する反応
一部の国粋主義的な人たちがスロバキア編に反感を示したとは言え、『子供のために』は発売直後から人気のある作品となった。

### 好意的な評論
ハンガリー国内では、全4巻が完結するより早い段階から、『子供のために』を好意的に取り上げた評論が発表された。その最初のものは、作曲家でピアニスト、文筆家のザーゴン・ヴィルモス・ゲーザ（Zágon Vilmos Géza）が1911年3月に発表した"Gondolatok régi és új muzsikáról"（英語: Thoughts on Old and New Music）であり、ザーゴンはハンガリー民謡における教会旋法の豊かな使用などの特徴について触れつつ、民謡を見事に編曲した作品として『子供のために』を紹介している。ザーゴンの同年にモルナール・アンタルが1911年6月に"Zenekozlöny"で『子供のために』初版第1巻～第3巻を取り上げており、コダーイはやや遅れて1921年に『子供のために』についての論文"Bartok's compositions for Children"を発表し、作品の音楽的、社会的な意義を説明している。

### フランスへの紹介

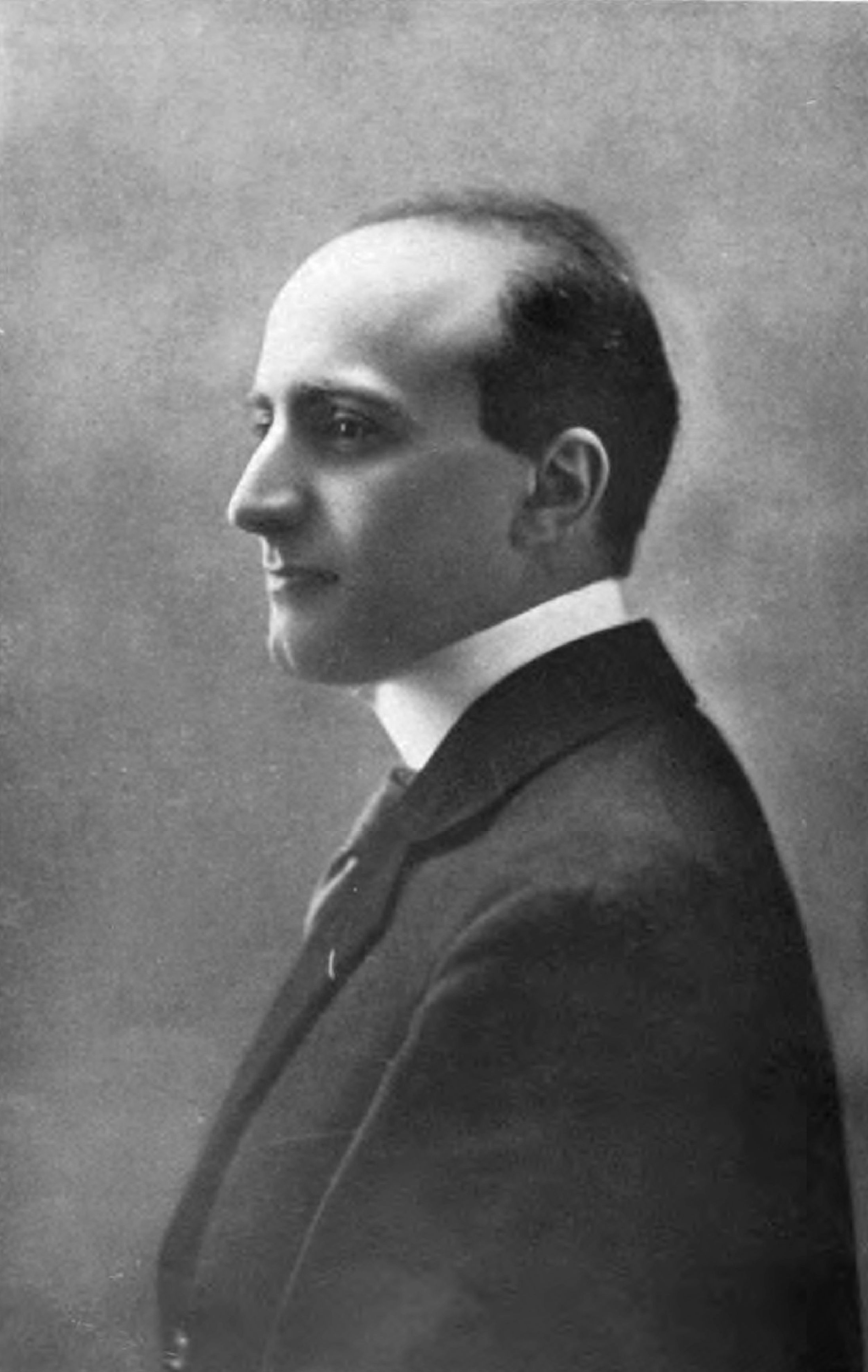
M.D.カルヴォコレッシ（1913年）

ロジュニャイ社を含め、当時のハンガリーの楽譜出版社は国外へ販売ルートを持っていなかった。それにもかかわらず、『子供のために』は出版から数年のうちにフランスに紹介された。その立役者となったのは前述のザーゴンである。
バルトーク、コダーイらが1911年に結成しザーゴンもメンバーとして加わった新ハンガリー音楽協会（UMZE）の活動がわずか1年で頓挫した後、ザーゴンはブダペスト市の奨学金を得て1912年から1914年までフランスに留学した。ザーゴンはそれ以前、1910年にパリでハンガリー音楽を特集した演奏会が開催された際にもフランスを訪れており、この演奏会の企画に関与していた。再びフランスを訪れたザーゴンは、ルイ・ラロワやミシェル・ディミトリー・カルヴォコレッシといった音楽関係者に『子供のために』などのバルトークの新作を紹介し、1914年1月23日にはハンガリーの作曲家を特集した演奏会を行って『子供のために』（抜粋）のパリ初演を果たした。
ザーゴンを通じて『子供のために』などのバルトーク作品を知ったラロワは、『子供のために』を特に高く評価し、カルヴォコレッシは、雑誌『ミュージカル・タイムズ』1913年11月号に"Folk-Song in Modern Music"と題した記事を発表し、『子供のために』を譜例つきで紹介した。

### ヴァイオリンのための編曲

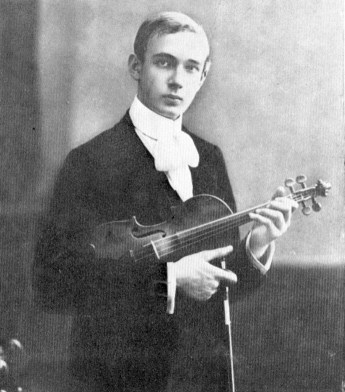
ヨーゼフ・シゲティ（1910年）

『子供のために』はピアニスト以外の演奏家からも注目され、1920年代から1930年代には、独奏ヴァイオリンとピアノのための二種類の編曲版（いずれもハンガリー編からの抜粋）が作られた。
その最初のものは、ヴァイオリン奏者のヨーゼフ・シゲティ編曲による1926年の『ハンガリー民謡集』（ハンガリー語: Magyar népdalok hegedűre és zongorára）であり、『子供のために』のハンガリー編から7曲が抜粋されており、1927年にユニヴァーサル社から出版された。バルトークはシゲティに多くの助言を与えるとともに、ピアノパートをヴァイオリンに合うように修正を加えている。
二つ目は、ヴァイオリン奏者のオルサーグ・ティヴァダル編曲による1934年の『ハンガリー民謡集』（ハンガリー語: Magyar népdalok hegedűre és zongorára）であり、ハンガリー編から9曲が抜粋されており、1934年にロージャヴェルジ社から出版された。この編曲にはバルトークの手が相当入っており、オルサーグ編曲による『ハンガリー民謡集』には「BB109」の作品番号が付けられている。
また、編曲は実現しなかったが、1930年にドイツの音楽教育学者エーリヒ・ドフラインは、『子供のために』の抜粋をヴァイオリン二重奏用に編曲することの許可をバルトークに申し出ている。バルトークはこれに対して、新たに民謡の編曲作品を書き下ろすことを提案し、その結果、『44のヴァイオリン二重奏曲』が作曲された。

### 子供たちの受容

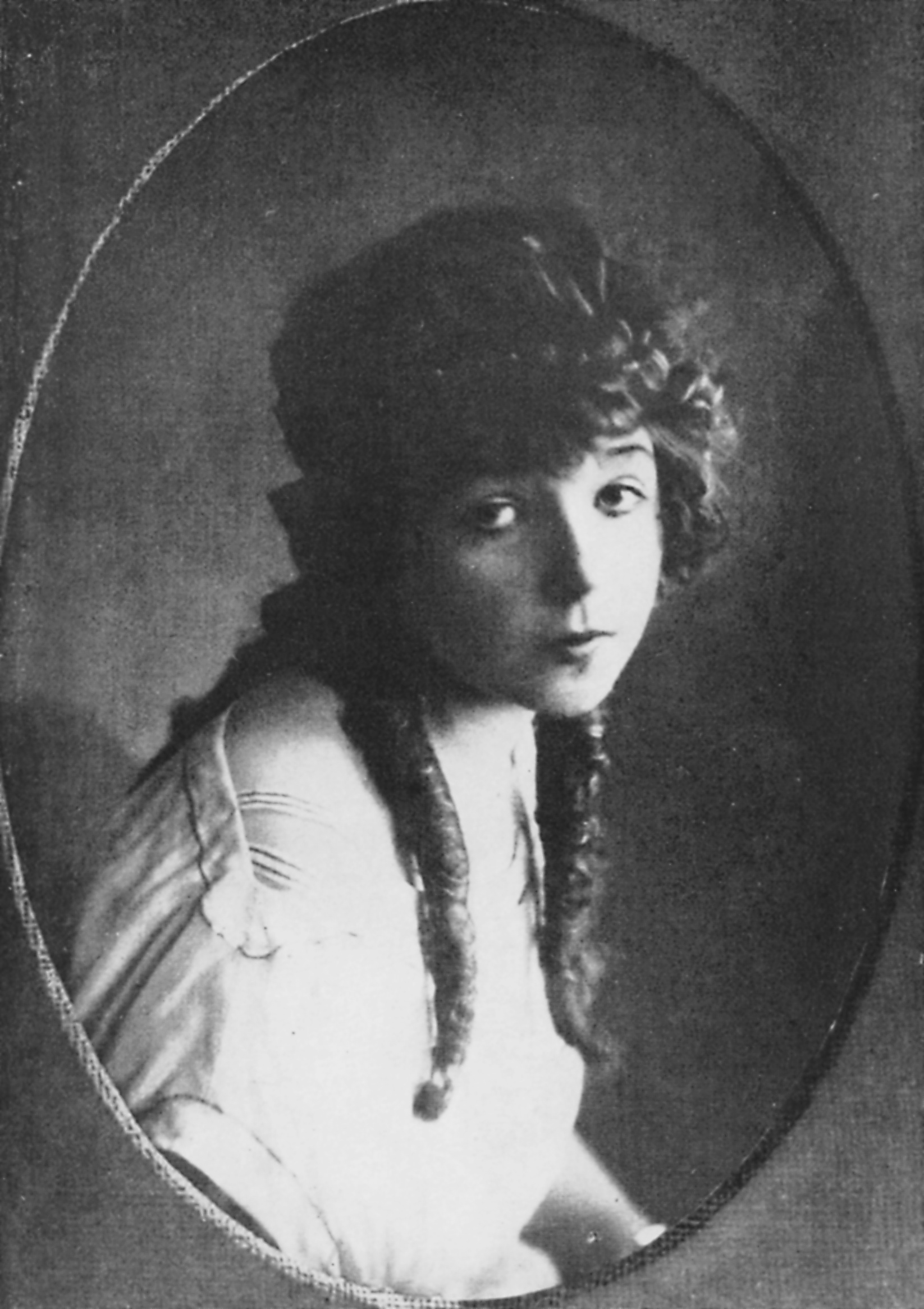
1920年代のディッタ

『子供のために』が本来の対象としているピアノを学ぶ子供たちの受容については、それを窺い知ることができる資料として、音楽教師 Jolán Bacher によって発行された "Csabai Akkordok"（直訳すれば『ベーケーシュチャバの和音』）という、青少年向けのローカルな音楽雑誌がある。1935年10月の同誌には Éva Adler という名の10歳の子供が書いた『子供のために』に関する文章が掲載されており、ピアノを習い始めて1年目には『子供のために』を弾いていたことや、この作品が大好きで、一日中ピアノで弾いたり、ハンガリーやスロバキアの民謡を歌ったりしているという感想が書かれている。なお、第一次世界大戦後生まれの子供にとって、スロバキア（当時はチェコスロバキア）はすでにハンガリー内の地域でなく、外国である。
これとは別に、7歳からピアノを習い始めたというパーストリ・ディッタは、幼い頃に『子供のために』を練習していたと後年に述べている。1903年生まれのディッタが7歳になるのは、『子供のために』スロバキア編出版の1年前にあたる1910年である。なお、この作品を通じてバルトークを知ったディッタは、その後ピアノの腕前を上げて1922年にブダペスト音楽院のバルトークのクラスに入学し、翌1923年にはバルトークの二番目の妻となって周囲を驚かせた。

## バルトークによる実演
『子供のために』は、教育的な目的で書かれた作品であるが、ピアニストとしての活動も行ったバルトークは、1920年代を中心に自身のレパートリーに組み込んでコンサートで取り上げた。なお、何曲かを抜粋して演奏する場合、バルトークはハンガリー編とスロバキア編を混ぜることはしなかった。
| 年   | 月日  | 都市                               | 備考（アタッカで接続されている曲はハイフンで示している） |
| ---- | ----- | ---------------------------------- | --- |
| 1911 | 11/23 | スボティツァ（現在のセルビア）     | スロバキア編第19番「ロマンス」のみの初演 |
| 1913 | 2/1   | ケチケメート（ハンガリー）         | 抜粋版としての初演 |
| 1920 | 4/16  | ブラチスラヴァ（チェコスロバキア） | スロバキア編から9曲を抜粋 |
| 1922 | 2/26  | クルジュ＝ナポカ（ルーマニア）     | ハンガリー編から、第3番、第10番「子供の踊り」、第30番「ひやかし歌」、第31番、第34番 - 第35番 - 第36番「酔っぱらいの歌」の7曲を抜粋                                                   |
| 1922 | 3/31  | ロンドン（イギリス）               | 同上 |
| 1922 | 10/31 | クルジュ＝ナポカ（ルーマニア）     | スロバキア編から、第16番「嘆き」 - 第17番、第8番「踊り」、第18番「おはやし歌」、第26番「農夫の縦笛」、第30番「バグパイプⅡ」、第35番「バラード」、第37・38番「ラプソディ」の9曲を抜粋 |
| 1923 | 2/27  | ブダペスト（ハンガリー）           | 9曲を 抜粋 |
| 1923 | 5/7   | ロンドン（イギリス）               | スロバキア編から8曲を抜粋 |
| 1923 | 5/11  | ロンドン（イギリス）               | スロバキア編から8曲を抜粋 |
| 1923 | 11/6  | ブダペスト（ハンガリー）           | ハンガリー編から、第3番、第10番「子供の踊り」、第31番 - 第32番、第30番「ひやかし歌」の5曲を抜粋                                                                                      |
| 1923 | 11/20 | セゲド（ハンガリー）               | 9曲を抜粋 |
| 1923 | 12/3  | ロンドン（イギリス）               | 9曲を抜粋 |
| 1923 | 12/12 | モルバーン（イギリス）             | 9曲を抜粋 |
| 1924 | 2/5   | コマールノ（チェコスロバキア）     | 8曲を抜粋 |
| 1924 | 3/21  | ティミショアラ（ルーマニア）       | 7曲を抜粋 |
| 1924 | 3/22  | オラデア（ルーマニア）             | 10曲を抜粋 |
| 1924 | 10/10 | ティミショアラ（ルーマニア）       | 10曲を抜粋 |
| 1925 | 4/2   | セゲド（ハンガリー）               | 5曲を抜粋 |
| 1926 | 1/14  | ブダペスト（ハンガリー）           | 8曲を抜粋（主催の異なる2つの演奏会において） |
| 1926 | 2/24  | クルジュ＝ナポカ（ルーマニア）     | 8曲を抜粋 |
| 1926 | 3/24  | ブダペスト（ハンガリー）           | 5曲を抜粋 |
| 1927 | 2/21  | ブラショヴ（ルーマニア）           | 抜粋を演奏 |
| 1927 | 3/2   | スフントゥ・ゲオルゲ（ルーマニア） | 2曲を抜粋 |
| 1928 | 2/5   | ニューヨーク（アメリカ）           | シゲティ編曲版（シゲティとの共演） |
| 1929 | 3/4   | ニューヨーク（アメリカ）           | シゲティ編曲版（セーケイ・ゾルターンとの共演） |
| 1929 | 4/12  | ローマ（イタリア）                 | シゲティ編曲版（シゲティとの共演） |
| 1930 | 1/6   | ロンドン（イギリス）               | シゲティ編曲版（シゲティとの共演）。なお、バルトークとシゲティは翌1月7日に同曲のレコーディングを行っている（Columbia Graphophone Company） 。                                        |
| 1934 | 2/15  | ベーケーシュチャバ（ハンガリー）   | 3曲を抜粋 |
| 1934 | 3/18  | ソンバトヘイ（ハンガリー）         | シゲティ編曲版（バルドス・アリスBárdos Aliceとの共演） |
| 1936 | 5/11  | ケチケメート（ハンガリー）         | オルサーグ編曲版（ザトゥレツキー・エデとの共演） |
| 1939 | 3/31  | ミラノ（イタリア）                 | オルサーグ編曲版（ザトゥレツキー・エデとの共演） |
| 1939 | 11/4  | コシツェ（チェコスロバキア）       | オルサーグ編曲版（ザトゥレツキー・エデとの共演） |
| 1940 | 11/5  | ハケッツタウン（アメリカ）         | 8曲を抜粋 |
| 1941 | 2/18  | デンバー（アメリカ）               | シゲティ編曲版（シゲティとの共演） |
| 1941 | 2/26  | オークランド（アメリカ）           | 16曲を抜粋 |

## 改訂版の成立
『子供のために』の改訂作業は1943年に行われているが、初版の発行以来、前述のシゲティやオルサーグのヴァイオリン編曲への助言、バルトーク自身による演奏活動や、以下に述べる『若いピアノ弾き』の編集などを通してバルトークは作品に関与し続け、改訂のアイデアが温められていた。

### 『若いピアノ弾き』 の編集

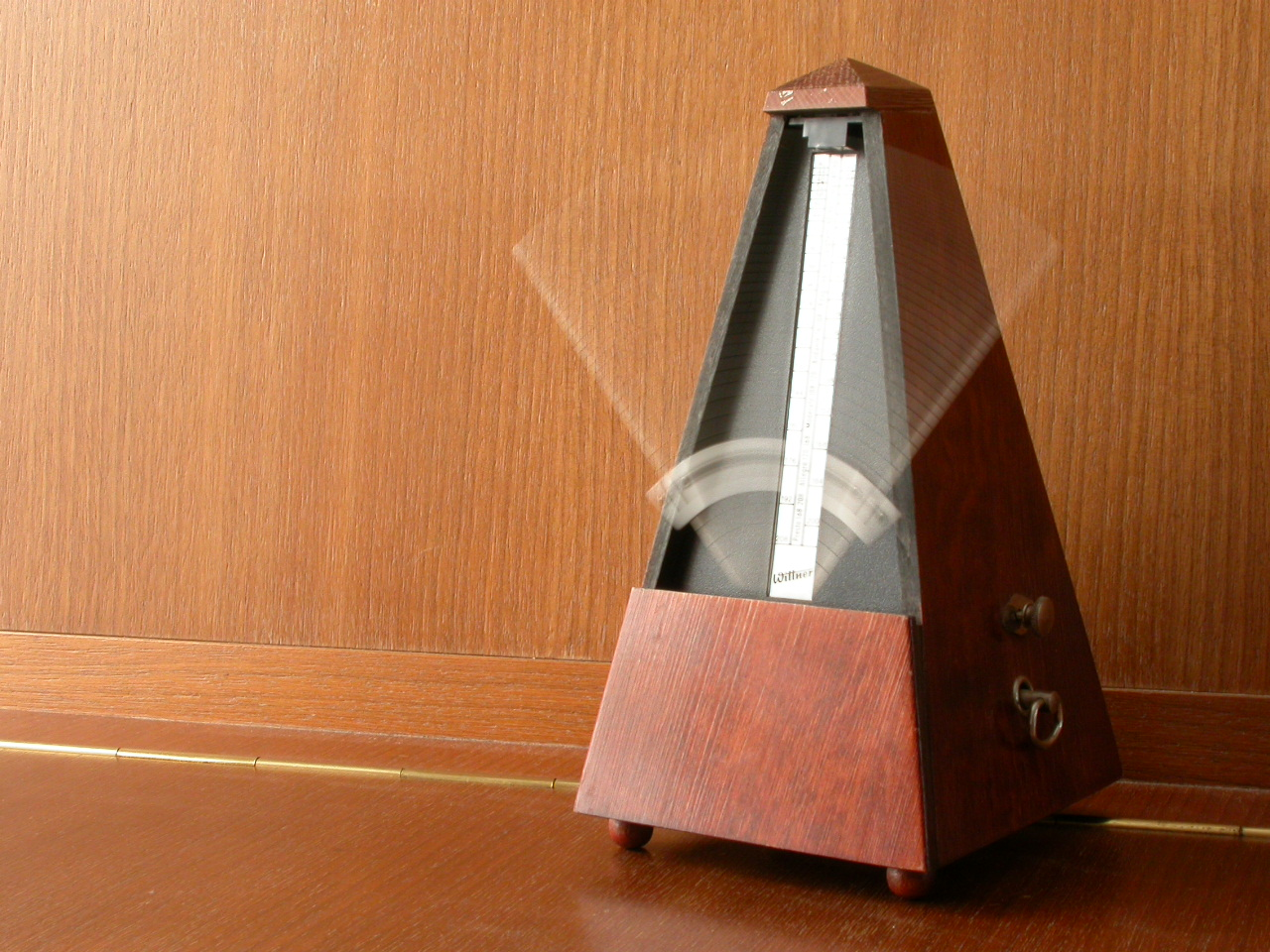
『若いピアノ弾き』でメトロノーム記号が追加された。

1938年、ブダペストのロージャヴェルジ社から、バルトークの過去の教育的作品の抜粋をおさめたピアノ曲集『若いピアノ弾き』（ハンガリー語: Zongorázó ifjúságba、英語: Young People at the Piano）が出版された。この曲集はバルトーク自身が1937年に編集したものであり、『子供のために』からは以下の18曲が収められた。
- ハンガリー編：第1番「遊んでいる子供たち」、第2番「子供の歌」、第3番、第4番「枕踊り」、第6番「左手の練習」、第10番「子供の踊り」、第15番、第22番、第26番[32]。
- スロバキア編：第6番「ラウンド・ダンスI」、第7番「悲しみ」、第8番「踊り」、第14番、第18番「おはやし歌」、第23番、第24番、第26番「農夫の縦笛」、第30番「バグパイプII」 [229]。

バルトークはこの曲集を編むにあたって、後の改訂版に引き継がれる重要な変更を行っており、その一つは、初版にはなかったメトロノーム記号と演奏時間を各曲に記載したことである。また、ハンガリー編の第26番は初版では全て3拍子で書かれていたが、「3拍子＋3拍子＋2拍子」という、バルトークが言うところの「ブルガリアン・リズム」
に変更された。なお、これより先に書かれた『44のヴァイオリン二重奏曲』（1932年）の第19曲「おとぎ話」に同じ旋律が使われており、そこですでに「ブルガリアン・リズム」が採用されている。

### 改訂版の制作

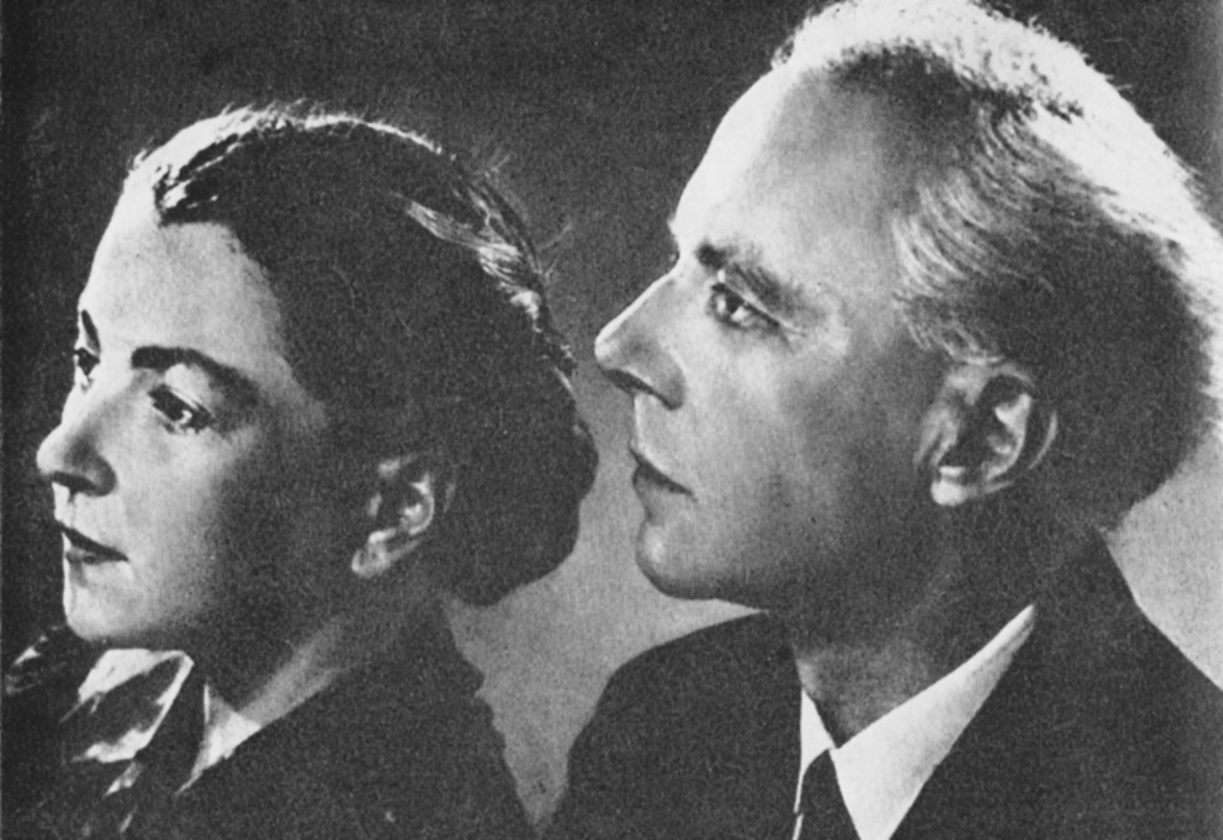
バルトーク（右）と妻のディッタ（1945年）

バルトークは、第二次世界大戦が勃発した翌年の1940年に、妻ディッタとともに祖国を離れアメリカ合衆国に移住するが、1945年9月26日、白血病のため他界した。バルトークによる『子供のために』の改訂作業は、アメリカ在住中の1943年11月から12月にかけて行われた。『管弦楽のための協奏曲』の作曲を終え、『無伴奏ヴァイオリンソナタ』に着手した頃である。バルトークは1942年には白血病を発症し常に微熱に悩まされていたが、この時期は一時的な小康状態にあった。
バルトークは、当時契約していたブージー＆ホークス社から『子供のために』の改訂を打診されるとこれに応えた。アメリカ移住後のバルトークは、ハンガリーやオーストリアからの印税収入が途絶えており、『子供のために』の楽譜をブージー＆ホークス社から販売するためには、そのためには改訂版をつくることで新たな著作権を得る必要があったという経済的な事情もある。
バルトークは1944年末に弟子のピアニスト、ヴィルヘルミン・クリールにあてて改訂版出版の見通しを伝えていたが、大戦の影響から出版は遅れ、バルトークの死後、1946年になってニューヨークのブージー＆ホークス社（Boosey & Hawks Inc.。ロンドンに本社がある Boosey & Hawks Ltd. のニューヨーク支社。）から出版された。

### 改訂版の構成

#### 全2巻での構成
ハンガリー編、スロバキア編がそれぞれ統合されて、全2巻、79曲で構成された。初版の4つの巻はそれぞれに構成が工夫されていたが、その構成感は失われることとなった。
- 第1巻（ハンガリー民謡に基づく）40曲
- 第2巻（スロバキア民謡に基づく）39曲

原曲である民謡自体に、アジアに起源をもつマジャル人（ハンガリー人）と、スラブ系西スラブ族であるスロバキア人という民族のルーツの違いが現れていることに加え、バルトークが選択した民謡や編曲の違いによって、第1巻と第2巻は全体的な曲想に違いがある。
第1巻はテンポの速い躍動感のある曲が多く、第2巻はテンポが遅めで情緒豊かな表現の曲が多い。また、わらべ歌や子供の遊び歌は第1巻には12曲含まれているが第2巻には4曲しかない。こうしたことから、ハンガリー民謡独特のリズムやアクセントのあるエネルギッシュな性格をもつ第1巻に対し、第2巻は渋い印象を与える。また、バルトークの編曲の技法はスロバキア編の方が進んでおり、多声的な処理や、形式面での工夫、より大胆な和音の使用などが見られる。

#### アタッカによる接続
前述のとおり、いくつかの曲は任意のアタッカでつながっており、以下の9つの小グループを形成している。なお、第2巻の第23番-第24番（初版では第24番-第25番）のグループについては、初版では3曲が接続されていたが、その先頭にあった初版第23番が改訂時に削除され、2曲のグループとなっている。
第1巻
- 第13番「バラード」 - 第14番 - 第15番
- 第18番「兵士の歌」 - 第19番
- 第20番「お酒の歌」 - 第21番
- 第31番 - 第32番
- 第34番 - 第35番 - 第36番「酔っぱらいの歌」

第2巻
- 第1番 - 第2番 - 第3番
- 第11番 - 第12番 - 第13番
- 第16番「嘆き」 - 第17番
- 第23番 - 第24番

### 改訂での主な変更点

#### 6曲の削除
改訂にあたり、初版第2巻から2曲（初版第25番、初版第29番）、初版第4巻から4曲（初版第23番、初版第27番、初版第33番、初版第34番）、計6曲が削除された。このうち、初版第4巻の初版第33番と第34番の2曲はコダーイ・エンマ（グリューバー・エンマ）が編曲したもので、残りの4曲は民謡研究を進める中で、古来から伝承された民謡でないとバルトークが判断したものである。

#### ローカル色の後退
改訂版はアメリカでの販売や演奏を前提としていたことから、巻末に掲載されていたハンガリー語などによる民謡の歌詞は削除され、曲の理解を助けるための代替策として英語のタイトルが一部の曲につけられた。なお、スロバキア編にもとからあったタイトルは一部が変更されている。民謡の歌詞を削除したことにより、改訂版はハンガリーのローカル色が後退し、国際的な性格をもつことになった。

#### テンポと演奏時間の指定
『若いピアノ弾き』と同様に、メトロノーム記号と演奏時間が全ての曲に付けられた。ただし、バルトークは『若いピアノ弾き』の楽譜をアメリカに持ってきていなかったため、両者のメトロノーム記号は必ずしも一致していない。なお、楽譜に記載された演奏時間をトータルすると、第1巻が約35分、第2巻が約36分である。

#### 子供や初学者への配慮
初学者にとって演奏や読譜が容易になるよう、記譜方法などに変更が加えられた。
- 全ての曲において指番号が見直された[100]。
- 一部の曲が、演奏しやすいテンポに変更された[32]。
- 初版では調号を用いず、各音符に＃や♭などの臨時記号を付けていたが、改訂版では一部の曲において調号が用いられた[32][133]。なお、臨時記号の位置は曲で実際に出てくる音高に合わせられており、ト音記号の五線譜で通常は第5線につくシャープ（#）が曲によっては1オクターブ下の第1間に付けられている[255]。
- リズムを読みやすくするため、民謡の歌詞の一音節が十六分音符に対応している曲の[注 94]音価を2倍に拡大し、下の譜例のように四分音符や八分音符中心の記譜に改めた[注 95][132][133]。

#### その他の変更点
一部の曲では拍子や和音などが変更されており、その大きなものは以下のとおりである。
- ハンガリー編 第26番：『若いピアノ弾き』と同様に「ブルガリアン・リズム」となった（前述）[257]。
- ハンガリー編 第17番「ラウンド・ダンス」：短い間奏が差し替えとなった[258]。
- ハンガリー編 第34番：短調の和音が長調の和音になるなど、和音が大きく変更となった[259]。
- スロバキア編 第5番「変奏曲」：第1変奏の対旋律が差し替えとなった[260][注 96]。
- ハンガリー編 第34番、第35番、第36番「酔っぱらいの歌」：2拍子の拍節が4拍子に変更となった[133]。

## 校訂版

### 各種の校訂版

#### ムジカ・ブダペスト版
戦後、社会主義国となったハンガリーでは約20年間にわたって改訂版が流通せず、国営の出版社（Zeneműkiadó Vállalatot。現在のエディツィオ・ムジカ・ブダペスト社）が初版に若干の修正を加えた楽譜を出版していたが、1967年になってブージー＆ホークス社の改訂版に民謡の歌詞を掲載した、新しい版を出版した。
バルトークの次男ピーター・バルトークは、ハンガリーの新しい版をもとにして独自の校訂を行い、1998年に『子供のために I-II』（ハンガリー編）、2000年に『子供のために III-IV』（スロバキア編）を、いずれもエディツィオ・ムジカ・ブダペスト社から出版した。

#### 音楽之友社版と春秋社版
21世紀に入り、日本では、2005年～2006年にパップ昌子の校訂による音楽之友社版が、2008年には山崎孝の校訂による春秋社版が相次いで出版された。いずれもバルトークの自筆譜などをもとに校訂が行われている。音楽之友社版は民謡の歌詞が原語と日本語の対訳付きで掲載されており、春秋社版は、一部の曲で改訂版と初版が比較できるようになっている。なお、一部とはいえ改訂版と初版の比較が行われた楽譜は春秋社のものが世界初である。

#### 批判校訂全集
2016年には、ドイツのヘンレ社とエディツィオ・ムジカ・ブダペスト社との共同によるバルトークの批判校訂全集（Complete Edition）の一環として、ヴィカーリウシュ・ラースローとランペルト・ヴェラの校訂による楽譜 "For Children, for Piano , Early Version and Revised Version" が出版されている
。この楽譜では全ての曲について改訂版と初版の両方が掲載され、見開きで比較ができるようになっている。また、翌2017年には、ヘンレ社からは全集版に依拠した「原典版」（Urtext）が2分冊で出版されている。原典版では初版と比較する体裁は採られていないが、大きな変更があった曲、改訂版で割愛された曲、バルトークの録音から採譜した楽譜が付録として掲載されている。

### 校訂版による見解の相違
前述のとおり、バルトークは改訂の際に調号を付けたが、その際、臨時記号のつけ忘れを見落としてしまったのではないかと疑われる音がいくつかある。その一例としては、第1巻 第15番の途中に出てくる左手の和音（譜例）があり、(1)が初版、(2)が改訂版で、ニ長調の調号（＃×2）が付けられている。和音の上から2番目の音は、(1)ではハ音であったが、(2)では調号が適応されて嬰ハ音になっており、(1)と同じ音のまま調号を付けたのであれば(3)のようにナチュラル（♮）が必要となる。1945年のバルトークの自演録音（後述）は、改訂が終わっていた時期であるが、初版と同じハ音で弾いている。
この音について、春秋社版は、改訂版のとおり(2)の嬰ハ音を採用しており、校訂者の山崎はハ音であるとする主張は疑わしいとしている。音楽之友社版の場合は、楽譜は(2)の嬰ハ音を採用しつつ校訂報告でナチュラルのつけ忘れの可能性を指摘している。一方、ヘンレ版では(3)のハ音を採用している。

## 主な録音

### バルトークの自作自演
バルトークが演奏した『子供のために』の録音は、作曲時期に近い1910年代のプライベートなものが2曲、死去の年にあたる1945年に行われたラジオ放送用のものが15曲残されている。
最も古い録音は1910年8月に録音されたスロバキア編 第22番「ばかさわぎ」であり、蝋管式蓄音機に吹き込まれ、同月にあったコダーイとシャーンドル・エンマの結婚祝いとして贈られた。なお、バルトークは驚異的な猛スピードでこの曲を演奏している。蝋管式蓄音機に吹き込まれた録音はもう一曲、1912年5月1日に録音されたと思われるハンガリー編 第10番「子供の遊び」があり、この曲については1945年の録音でも取り上げられている。
1945年の録音はアメリカ合衆国ニュージャージー州で放送されたラジオ番組「コシュート・ハンガリー・ラジオアワー」の放送用音源であり、ハンガリー編からの抜粋が以下のように5曲ずつ3つのセットで演奏されている。なお、アタッカでつながっている曲はハイフンで示している。
- 第3番、第4番「枕踊り」、第6番「左手の練習」、第10番「子供の踊り」、第12番
- 第13番「バラード」、第15番、第18番「兵士の歌」 - 第19番、第21番
- 第26番、第34番 - 第35番、第31番、第30番「ひやかし歌」

1945年の録音については正確な日付が確定しておらず、「1月2日(?)」と疑問符つきでクレジットされてきたが、近年の研究では「5月7日」という説も登場している。いずれにせよ、すでに2年間公式な演奏活動を行っておらず死を数か月後に控えたバルトークが遺した録音であり、戦後に行われた校訂や研究における貴重な資料となっている。

### ディッタの全曲録音
バルトークの死の翌年（1946年）、未亡人となったパーストリ・ディッタは12月にハンガリーに帰国した。帰国後のディッタは15年以上にわたってピアニストとしては引退状態にあったが1950年代末からはレコーディング活動を再開する。その最初となったのが1958年から1959年にかけて行われた『ミクロコスモス』全曲と『子供のために』全曲の録音であり、『子供のために』全曲は1964年にハンガリーのクォリトン・レーベルから組み物のLPレコードとして発売された
。
ディッタは『子供のために』改訂版の楽譜を所有していたがこれを使用せず、初版をベースにしつつ一部に改訂版を反映させて演奏した。前述のとおり冷戦下のハンガリーでは1967年までは改訂版の楽譜が販売されておらず、ディッタは国営出版社の利益を考慮して初版を使用した。なお、バルトークの妻であり生徒であったディッタの演奏が、バルトークの理想とする音楽を忠実に再現しているかどうかについては議論が分かれるところである。
LPレコード発売と同年に、ハンガリーの有名な画家レイク・カーロイが挿絵を描いたレコード付きの絵本 "Képeskönyv gyermekeknek"が出版され、付属するレコードにはディッタの演奏する『子供のために』からの抜粋が収められた。この絵本は2017年にブダペストのMóra社からCDつき絵本として再販されている。

### コチシュとラーンキの全曲録音
バルトークの死後に生まれたハンガリーのピアニストでは、バルトークのピアノ曲演奏に定評のあるコチシュ・ゾルターン（1952年 - 2016年）が『子供のために』（改訂版全曲）の録音を2回にわたって行っている。旧録音は1981年にハンガリーのフンガロトン、新録音は1995年にオランダのフィリップス（現在はデッカ）から発売された。また、コチシュと同世代のラーンキ・デジェー（1951年-）は、1977年に『子供のために』全曲を録音している。ハンガリーではその10年前から改訂版に基づく楽譜が出回っていたが、ラーンキは初版で演奏している。

## 新しい世代へ

### バルトークと『子供のために』

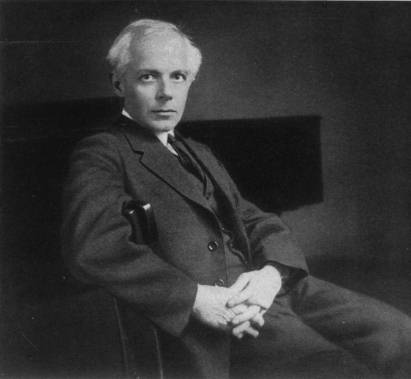
バルトーク（1927年）

生前のバルトークにとって、『子供のために』は特別な思い入れのある作品であった。
ピアノ教師時代、バルトークは自分の曲をレッスンの教材とすることはほとんどなかったが、生徒がバルトークの曲での指導を強く希望した場合には『子供のために』を指定した。普段のレッスンでは、人を寄せつけない冷酷といえるほどの眼差しで厳しい指導を行うバルトークであったが、『子供のために』を指導するときだけは別で、生徒のそばに立ち、あたかも子供がお気に入りの玩具を見せびらかすときのように、生き生きとした口調で嬉しそうに曲について説明したという。
バルトークは『子供のために』を「私の心にもっとも近い存在」であるとし、また、生涯にわたって「最も好きな作品」と呼んでいた。その理由について、バルトークの生徒であったセーケイ・ユーリアは次のように推測している。

### 新しい世代へ

#### ハンガリーの音楽教育
バルトークの祖国ハンガリーでは第二次世界大戦後、コダーイが提唱した理念に基づく、民謡やわらべ歌を重視した独特の教育が行われ、20世紀末に政治体制が変わった後も引き継がれている。その中にあって、バルトークの作品は高い評価と特別な扱いがなされており、『子供のために』は、コダーイの『ピアノの学校』（ハンガリー語: Zongora Iskola）やバルトークの『ミクロコスモス』を教本としてピアノを学習する初学者が使う併用教材とされたほか、公教育では「国家基準カリキュラム」（ハンガリー語: Nemzeti alaptanterv）において、1-4年生が学ぶ伝統音楽の一つに『子供のために』が位置づけられている。

#### 新しい世代のピアニスト
若い世代のピアニストの中には、幼少時に『子供のために』に触れたことが音楽家の道に進むきっかけの一つになったと公言している者もいる。日本生まれのピアニスト金子三勇士（1989年-）はハンガリー人で教育者でもあった祖母からコチシュが演奏する『子供のために』のCDを贈られるとともにハンガリー式の音楽教育の手ほどきを受けて2歳でピアノを始め、6歳から10年間ハンガリーに留学 、2011年にプロデビューを果たした。デビュー後にはアウトリーチ活動にも力を入れ、『子供のために』を紹介するレクチャーも行っている。また、金子より若いハンガリーのベレッツ・ミハーイ （1997年-）は6歳でヴァイオリンを始めたが、コチシュの『子供のために』を聴いたことでピアノの練習も始め、デビュー後にはバルトークのピアノ曲の全曲演奏会も行っている。

#### 今日における位置づけ
かつてピアノ教育を専門とする国際的な研究者ヴァロー・マルギット（1881年-1978年）が、教育音楽にとって革命的であったと高く評価したように、作曲から1世紀以上が経過した今日、『子供のために』は、世界中のピアノを学ぶ人々の糧となっており、コンサート・ピースとしても定着して幅広い層に愛好されている。

## 各曲の概要
- タイトル：基本的にパップ(2005、2006)の日本語訳タイトルに倣い、一部で山崎（2010）の訳を用いた。
- 速度：楽譜に明示されているテンポを記載し、リタルダンドなどの変化については記載していない。
- 拍子：頻繁に拍子を交代する曲については、全てを記載していない。
- 時間：バルトークが楽譜に記した演奏時間を記載した。
- 調号：曲頭の調号の数を記載した。また、音階や旋法については、旋律に使われているものを原則として記載した。音階の譜例のうち、変異音や派生音には※印を付した。
- 原曲："Research Centre for the Humanities, Institute for Musicology" の "FOLK MUSIC IN BARTÓK'S COMPOSITIONS" に掲載されている情報（ランペルト・ヴェラの研究）に基づき記載した。初版の楽譜に記載されている地名と異なっている場合がある。

### 第1巻（ハンガリー編）

#### 第1巻 第1番「遊んでいる子供たち」

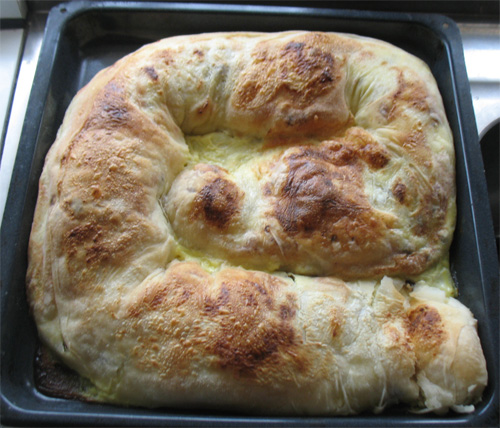
渦巻きパイを焼こう。

- 速度：アレグロ（♩=92）[308]。『若いピアノ弾き』では♩=112[308]。
- 拍子：4分の2拍子[308]。
- 時間：32秒[308]。
- 調号：＃♭なし[308]。ハ長調（ハ音から始まるヘクサコード（英語版）[309]）[310]。

- 原曲：バルトークが1907年8月にチーク県（ハンガリー語版）のジェルジョーウーイフィル（ハンガリー語版）（現：ルーマニアのスセニ（ルーマニア語版））で採集した、14歳の少女による歌[311][注 115]。
- 概要：この曲の旋律はハンガリー民謡の典型とは言えないものだが[157]、おそらくバルトークは14歳の子供から採集したこの歌から曲集を開始しようとしたものと考えられる[157]。なお、バルトークがこの曲を初版第1巻に組み込んだのは最後の段階になってからであった[157]。原曲は、手をつないだ子供たちが渦巻きを作りながら「カタツムリ型のパイを焼こう」と歌いながら遊ぶときの歌である[77]。デュナーミクは終始 p の範囲内にあり、「センプリーチェ（素朴に）」の指示がある旋律が奏でられる[310]。左手の伴奏の動きは、シューマンの『ユーゲントアルバム』の第1曲「メロディ」との類似が指摘されている[312][313]。

（参考）シューマン作曲「メロディ」（『ユーゲントアルバム』第1曲）の伴奏

#### 第1巻 第2番「子供の歌」
- 速度：アンダンテ（♩=74）[314]。
- 拍子：4分の2拍子[314]。
- 時間：48秒[314]。

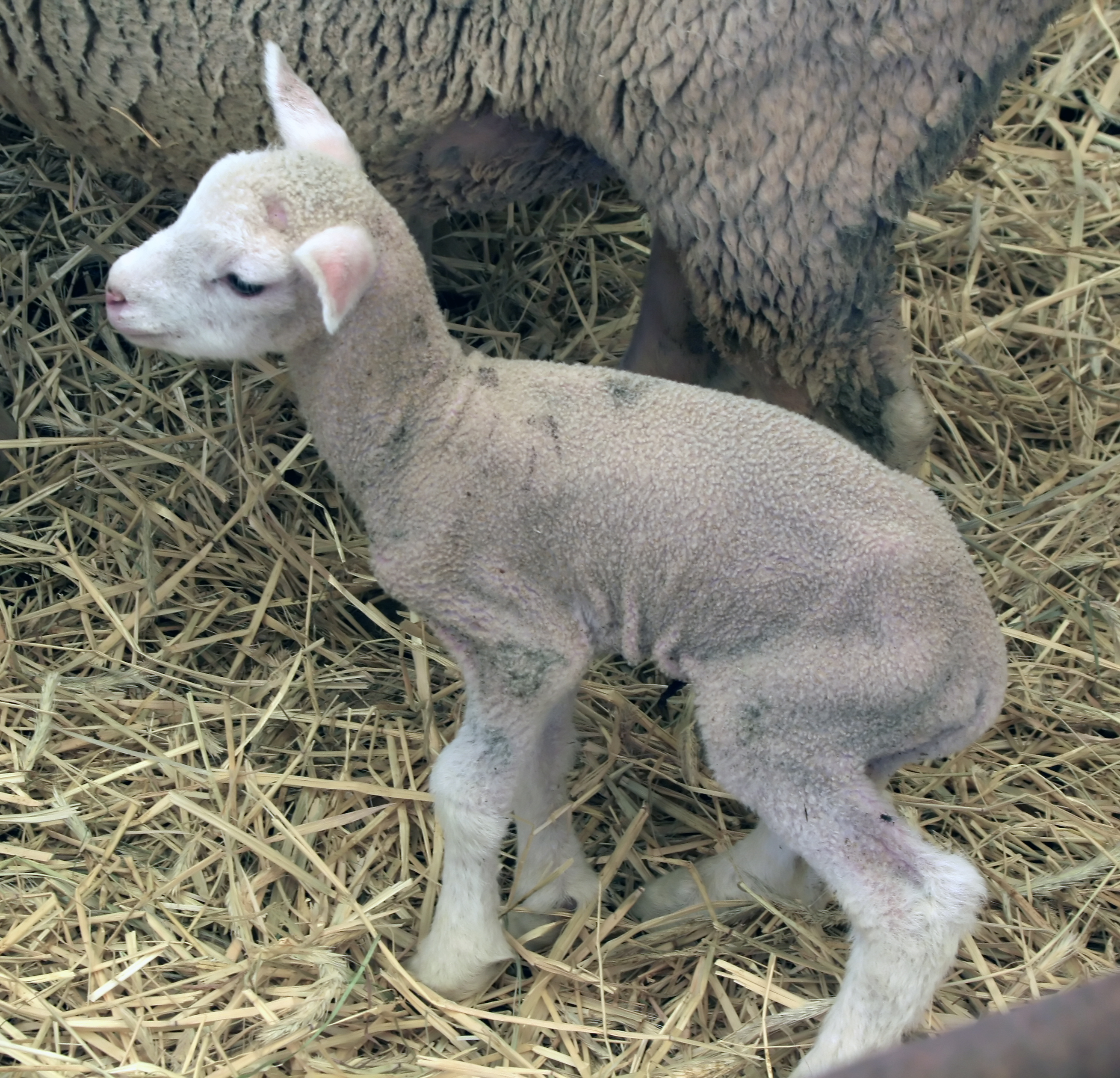
小さな子羊

- 調号：＃♭なし[314]。ハ長調（ハ音から始まるヘクサコード[315]）[316]。

- 原曲：キシュ・アーロン『ハンガリー子供の遊戯歌集』より[317]。
- 概要：まだ寒い日が続くハンガリーの4月[317]。聖ジェルジの日に[316]子供たちが凍える子羊のため、暖かい日差しを願って歌う[318]。譜例（上）の第5小節から始まるクレッシェンドは、歌詞のイントネーションに合わせ、"kis bárány"（小さな子羊）という言葉の始まりに頂点が来るように書かれている[319]（譜例・下）。

（冒頭）

（第5小節からの歌詞）

#### 第1巻 第3番
- 速度：クワジ・アダージョ（♩=65）[314]。初版ではアンダンテ[33]。
- 拍子：4分の2拍子[314]。
- 時間：45秒[314]。バルトークによる1945年の録音では50秒[4]。
- 調号：＃♭なし[314]。イ短調（イ音から始まるペンタコード[317]）[321]。

- 原曲：キシュ・アーロン『ハンガリー子供の遊戯歌集』より[322]
- 概要：日本の「はないちもんめ」に似た子供たちの遊びで歌われる曲であるが[322]、歌詞は、娘が結婚して家から出て行ってしまったことを悲しむ親の気持ちを歌うものである[317]。伴奏のオスティナートにはイ短調に含まれない、ドリア旋法に由来する嬰ヘ音が使われている[55]。なお、歌詞の前半は第11番と同一である[322]。

#### 第1巻 第4番「枕踊り」

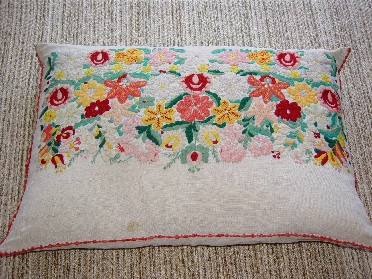
刺繍が施された枕（トランシルヴァニア地方）

- 速度：アレグロ（♩=120）[323]。『若いピアノ弾き』では♩=144[323]。
- 拍子：4分の2拍子[323]。
- 時間：58秒[323]。『若いピアノ弾き』では50秒[323]、バルトークによる1945年の録音では46秒[4]。
- 調号：＃♭なし[323]。ハ長調（ハ音から始まるペンタコード[317]）[324]。

- 原曲：キシュ・アーロン『ハンガリー子供の遊戯歌集』より[317]。
- 概要：「ハンカチ落とし」に似た子供の遊びにおいて歌われ[317]、歌詞の大意は、失くしたハンカチを拾ってくれた人にはキスしてあげる、というもの[317]。元々は婚礼の出席者が、嫁入り道具である枕を落としたり拾ったりしながら歌い踊る「枕踊り」の歌であったものが[325]、子供の遊び歌として受け継がれたものである[317]。デュナーミクは pp から f まで幅が広く、速いテンポの中で激しく変化する[317]。なお、第29番「五音音階の旋律」も枕踊りの曲である。

#### 第1巻 第5番「遊び」
- 速度：アレグレット（♩=106）- ピウ・モッソ（♩=130）- テンポ・プリモ - トランクィロ[326]。冒頭のテンポについては、初版ではポコ・アレグレット[326]、『若いピアノ弾き』でのメトロノーム記号は♩=120[326]。
- 拍子：4分の2拍子[326]。
- 時間：1分05秒[326]。
- 調号：＃♭なし[326]。ハ長調（ハ音から始まるヘクサコード[317]）[324]。

- 原曲：キシュ・アーロン『ハンガリー子供の遊戯歌集』より[327]
- 概要：この民謡は、ハンガリーの「断食の日」の行事で歌われていた2つの歌（譜例上・下）が、連続して歌われているうちに1つの曲となってしまい、その形で伝承されたものである[328]。バルトークは最初の部分を回想するように再現することで、中間部をもつ三部形式の曲のように仕上げた[8]。こうした編曲の工夫は、後の『15のハンガリーの農民の歌』にも見られる[8]。

#### 第1巻 第6番「左手の練習」

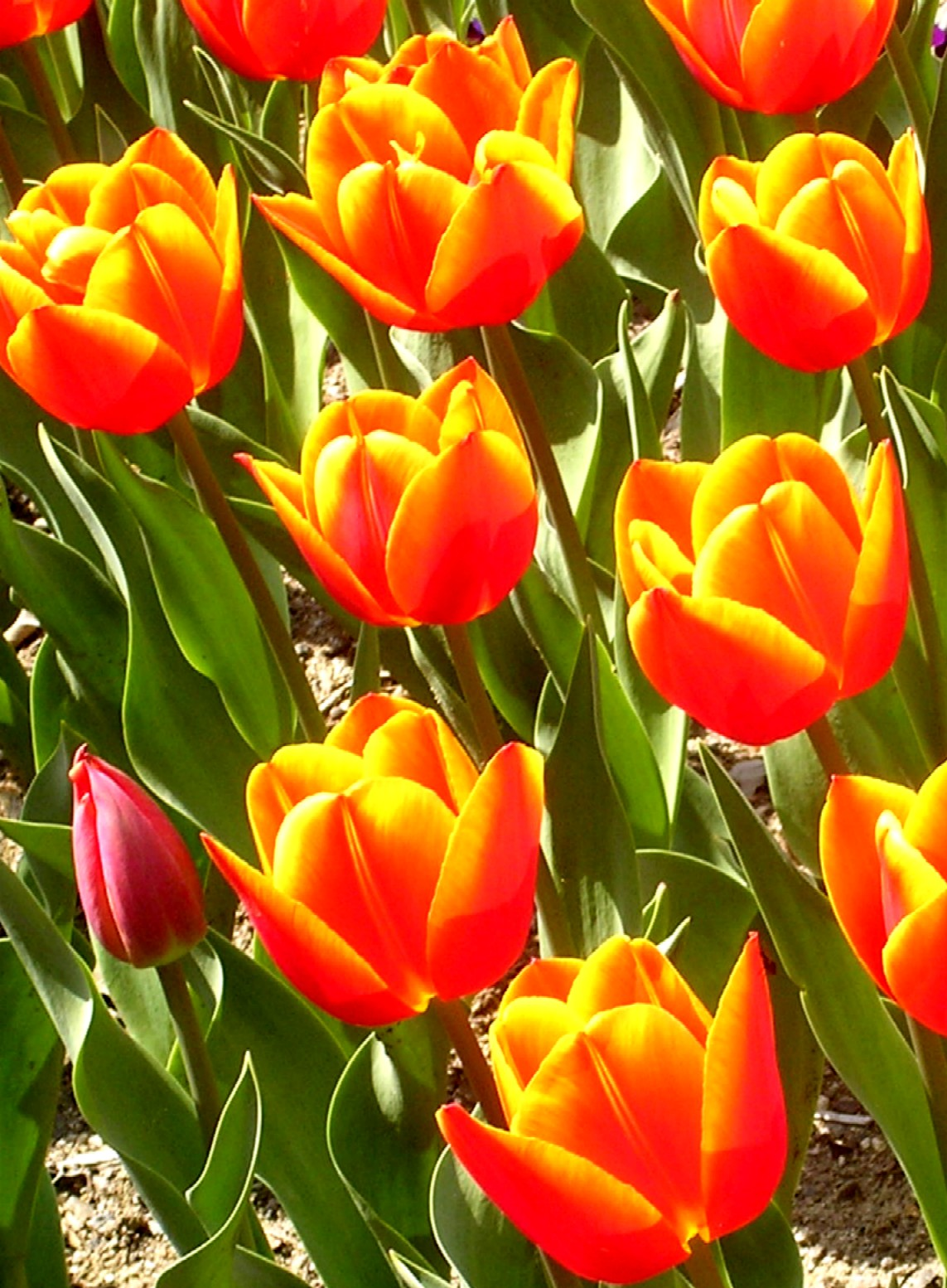
ヘイ、チューリップ、チューリップ

- 速度：アレグロ（♩=144）[329]。『若いピアノ弾き』では♩=160[329]。
- 拍子：4分の2拍子[329]。
- 時間：50秒[330]。バルトークによる1945年の録音では43秒[4]。
- 調号：＃♭なし[329]。ニ短調（ニ音から始まるペンタコード[327]。）[331]。

- 原曲：キシュ・アーロン『ハンガリー子供の遊戯歌集』より[327]。
- 概要：原曲の「ヘイ、チューリップ、チューリップ（ハンガリー語版）」は、チューリップ、カーネーション、ヒヤシンス（デルフィニウム）など花の名が次々に登場する歌で[331]、子供たちが手をつないでつくったブリッジを次々にくぐる遊びの歌[327]。左手が五度や六度、四度の重音を常にスタッカートで連打し続け、最後は ppp からディミニュエンドして消えるように終わる[330]。なお、日本においては、1981年度（昭和56年度）から2005年度（平成17年度）まで20年以上にわたり、教育出版の教科書『中学生の器楽』にリコーダー三重奏[注 116]に編曲された楽譜が「バルトーク作曲イエネイ編曲・アレグロ」というタイトルで掲載されていた[333][注 117][注 118]。

（第17小節～）

#### 第1巻 第7番「遊びの歌」
- 速度：アンダンテ・グラツィオーソ（♩=74）[330]。
- 拍子：4分の2拍子[330]。
- 時間：28秒[330]。
- 調号：＃♭なし[330]。ハ長調（ハ音から始まるヘクサコード[327]）[334]。

- 原曲：バルトークが1907年4月にトルナ県のフェルシェーイレグで採集した、女性による歌[335]。
- 概要：「グラツィオーソ（優美に）」の指示がある子供の遊び歌[327]。旋律はハ長調であるが、伴奏は＃や♭の臨時記号によって豊かな陰影に彩られている[334]。

（後半の8小節。発想記号は一部省略。）

#### 第1巻 第8番「子供の遊び」
- 速度：アレグレット（♩=120）、一部でアダージオとなる[336]。
- 拍子：4分の2拍子[337]。
- 時間：1分30秒[338]。
- 調号：＃♭なし[337]。ニ音を終止音とするドリア旋法[339]。

- 原曲：キシュ・アーロン『ハンガリー子供の遊戯歌集』より[327]
- 概要：輪の中にいる子供が、周りを囲んでいる子供たちから身に付けているものや食べ物をもらうという遊びで歌われる[340]。歌詞は物乞いと村人たちのやり取りになっており[339]、冒頭は物乞いに冷ややかな態度をとる村人[340]、第13小節からは「芸を披露するから笑ったらご褒美を」とユーモラスに歌う物乞いを表している[340]。フレーズの末尾には原曲の民謡にはないアダージョの部分があり[341][342]、この部分が「ものをもらう」場面になっている[322]。

（第1小節～）

（第13小節～）

#### 第1巻 第9番「歌」
- 速度：アダージョ（♩=84）とポコ・ヴィーヴォ（♩=112）が交替する[338]。冒頭のテンポについては、初版ではモルト・アダージョ[33]。
- 拍子：4分の2拍子[338]。
- 時間：1分00秒[343]
- 調号：＃×2[338]。ニ音を終止音とするリディア旋法・ニ長調[344]。パップ(2005)は嬰ト音をニ長調の派生音として扱っている[343]。

（リディア旋法）

（ニ長調）

- 原曲：キシュ・アーロン『ハンガリー子供の遊戯歌集』より[322]。
- 概要：子供に洗顔をしつける歌が遊びとなったもの[322]。エプロンをつけた子供たちが輪をつくり、その中に入った子供が誰かのエプロンで顔を拭いたらその子供と交代する[322]。ゆったりとした「モルト・エスプレッシーボ（とても感情を込めて）」の部分（譜例・上）と、「ポコ・スケルツァンド（少しおどけて）」の部分（譜例・下）とが交互に現れる[345]。

（第1小節～）

（第13小節～）

#### 第1巻 第10番「子供の踊り」
- 速度：アレグロ・モルト（♩=160）[346]。
- 拍子：4分の2拍子[346]。
- 時間：40秒[346]。バルトークによる演奏の録音は2種類あり、1912年のプライベートな録音では30秒[4]、1945年の録音では42秒[4]。
- 調号：＃×1[346]。イ音を終止音とするドリア旋法[322]。山崎(2010)は「ドリア旋法・イ短調」としている[347]。

- 原曲：キシュ・アーロン『ハンガリー子供の遊戯歌集』より[322]。
- 概要：独り身の男が、恋人のいるワラキア人（ルーマニア人）を羨ましがるという内容の歌詞で[322]、もともとは大人の歌だったものが子供の踊りの歌に転化したものである[348]。旋律は「コロメイカのリズム[注 119]で」[350]「インペトゥオーソ（激しく）」の指示がある[351]。デュナーミクは mf から ff の間にあり[346]、ペダルが多く使われ響きが豪華である[347][348]。

#### 第1巻 第11番
- 速度：レント（♩=66）- ピウ・ソステヌート[352]。冒頭のテンポについては、初版ではモルト・ソステヌート[33]。
- 拍子：4分の2拍子[352]。
- 時間：56秒[352]。
- 調号：＃×2[352]。ニ長調[353]。

- 原曲：キシュ・アーロン『ハンガリー子供の遊戯歌集』より[322]。
- 概要：子供の遊び歌であるが[322]、歌詞の前半は第3番と同一であり[322]、嫁いでいってしまった娘のことを思い悲しむ親の気持ちが歌われている[353]。

#### 第1巻 第12番
- 速度：アレグロ（♩=126）[352]。
- 拍子：4分の2拍子[352]。

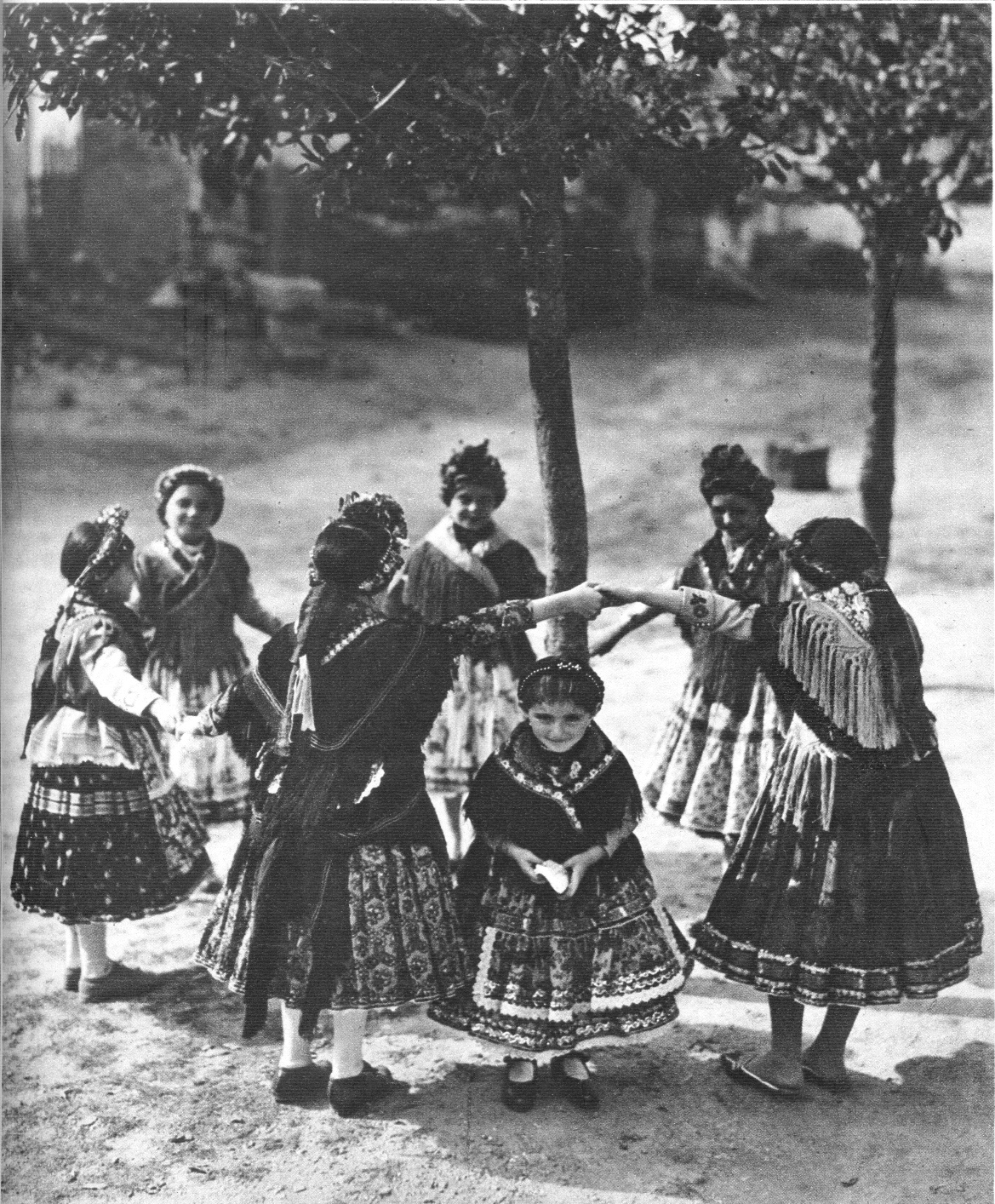
輪、輪、エシュテの輪（Lánc, lánc, eszterlánc）

- 時間：1分20秒[354]。バルトークによる1945年の録音では1分18秒[4]。
- 調号：＃♭なし[352]。ハ長調（ハ音から始まるヘクサコード[355]）[356]。

- 原曲：キシュ・アーロン『ハンガリー子供の遊戯歌集』より[355]
- 概要：原曲となった「輪、輪、エシュテの輪（ハンガリー語版）」は、現在もハンガリーで人気のある子供の歌[357]。子供たちが輪になって回り、名前を呼ばれた子から輪の外側を向いていくという遊びで歌われる[357]。躍動感のある前奏に続き旋律（譜例・上）が歌われる[357]。「～～ちゃん」と名前を呼ぶ部分の音形を様々に変化させるなど（譜例・下）[357]、子供が遊んでいる様子そのものを表現した編曲となっている[358]。

（名前を呼ぶ音形。左から、第17小節、第45小節、第62-63小節。）

#### 第1巻 第13番「バラード」
- 速度：アンダンテ（♩=100）[359]。
- 拍子：4分の4拍子[359]。初版は音価が半分で4分の2拍子[360]。
- 時間：52秒[359]。バルトークによる1945年の録音では54秒[4]。
- 調号：♭×1[359]。ニ音を終止音とするエオリア旋法[355]。

- 原曲：不明[361]。初版の楽譜には「広く知られた旋律と歌詞」と記載されている[355]。
- 概要：第1番から第12番までは連続して子供の歌であったが[5]、ここからは大人の歌となる。その歌詞は悲痛な内容であり、殺されてドナウ川に投げ込まれた若者と、許嫁でないために葬儀への出席を許されない、若者の恋人のことが歌われる[355][362]。冒頭部分（譜例）では、「エスプレッシーヴォ（感情を込めて）」の指示がある旋律が左手で歌われ、右手は弔いの鐘の音を模した音形で伴奏する[355]。この曲から第15曲までの3曲はアタッカでつながっている。

#### 第1巻 第14番
- 速度：アレグレット（♩=120）[359]。

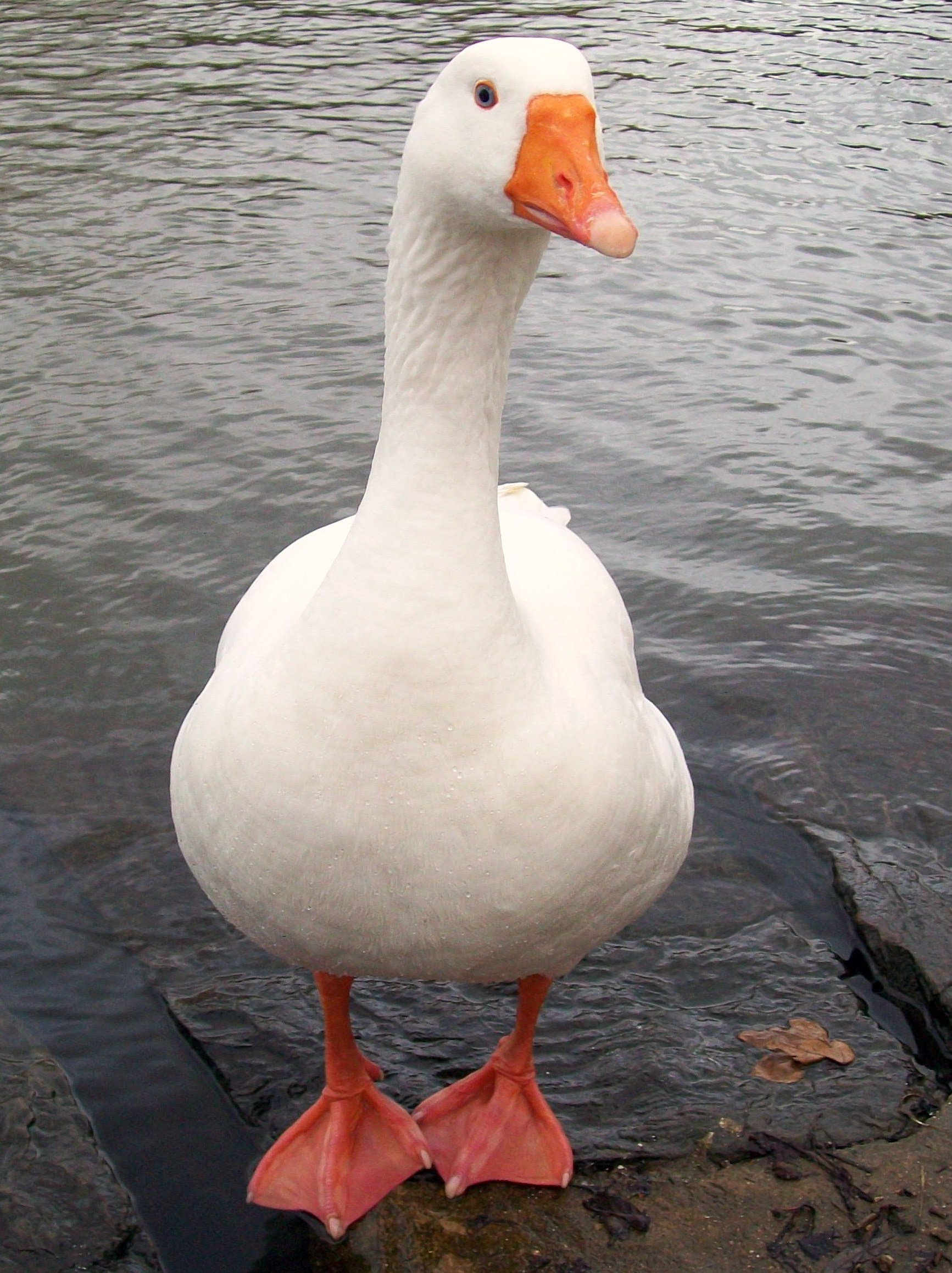
ハンガリーやルーマニアは、フォアグラ・羽毛布団用のガチョウの産地である。

- 拍子：4分の4拍子、一部で4分の2拍子[359]。初版は音価が半分で4分の2拍子[364]。
- 時間：32秒[359]。
- 調号：♭×1[359]。ニ短調（「ハンガリーの五音音階[注 121]」＋派生音のホ音[366]。山崎(2010)は「ニ短調・リディア旋法・変ロ長調」としている[367]。

- 原曲：バルトークが1906年8月にチャナード県（ハンガリー語版）のアパートファルヴァ（ハンガリー語版）で採集した、若者による歌[368]。初版の楽譜には「広く知られた旋律」と記載されている[355]。
- 概要：アタッカでつながった3曲の中央に位置している。これも短調に近い響きの曲であるが[363]、歌詞の内容は「バラード」とは全く異なっており、「チャナードの若者がガチョウを捕まえた」という他愛ない冗談の歌で[363]、途中にはガチョウの鳴き声を模した動きが出てくる（譜例の5小節目、f の箇所）。アタッカで第15番につながる。

#### 第1巻 第15番
- 速度：アレグロ・モデラート（♩=112）- ソステヌート - テンポ・プリモ - ソステヌート - テンポ・プリモ[268]。冒頭のテンポについては、初版ではアレグロ[33]。
- 拍子：4分の2拍子[268]。
- 時間：28秒[268]。バルトークによる1945年の録音では31秒[4]。
- 調号：＃×2[268]。ニ長調[369]

- 原曲：バルトークが1907年4月にトルナ県のフェルシェーイレグで採集した、17歳の少女による歌[注 122][370]。初版の楽譜には「広く知られた旋律と歌詞」と記載されている[371]。
- 概要：アタッカでつながる3曲を締めくくる。作曲の初期段階ではこの曲が第1曲として構想されていた[127]。24小節の中で「グラツィオーソ（優美に）」、「エスプレッシーヴォ（感情を込めて）」、「レジェロ（軽く）」と曲想が変化し、テンポも揺らぐ[255]。長調の明るい曲調であるが、歌詞は恋しい女性に会えない悲しさを歌ったものである[371]。

#### 第1巻 第16番「古いハンガリーの旋律」

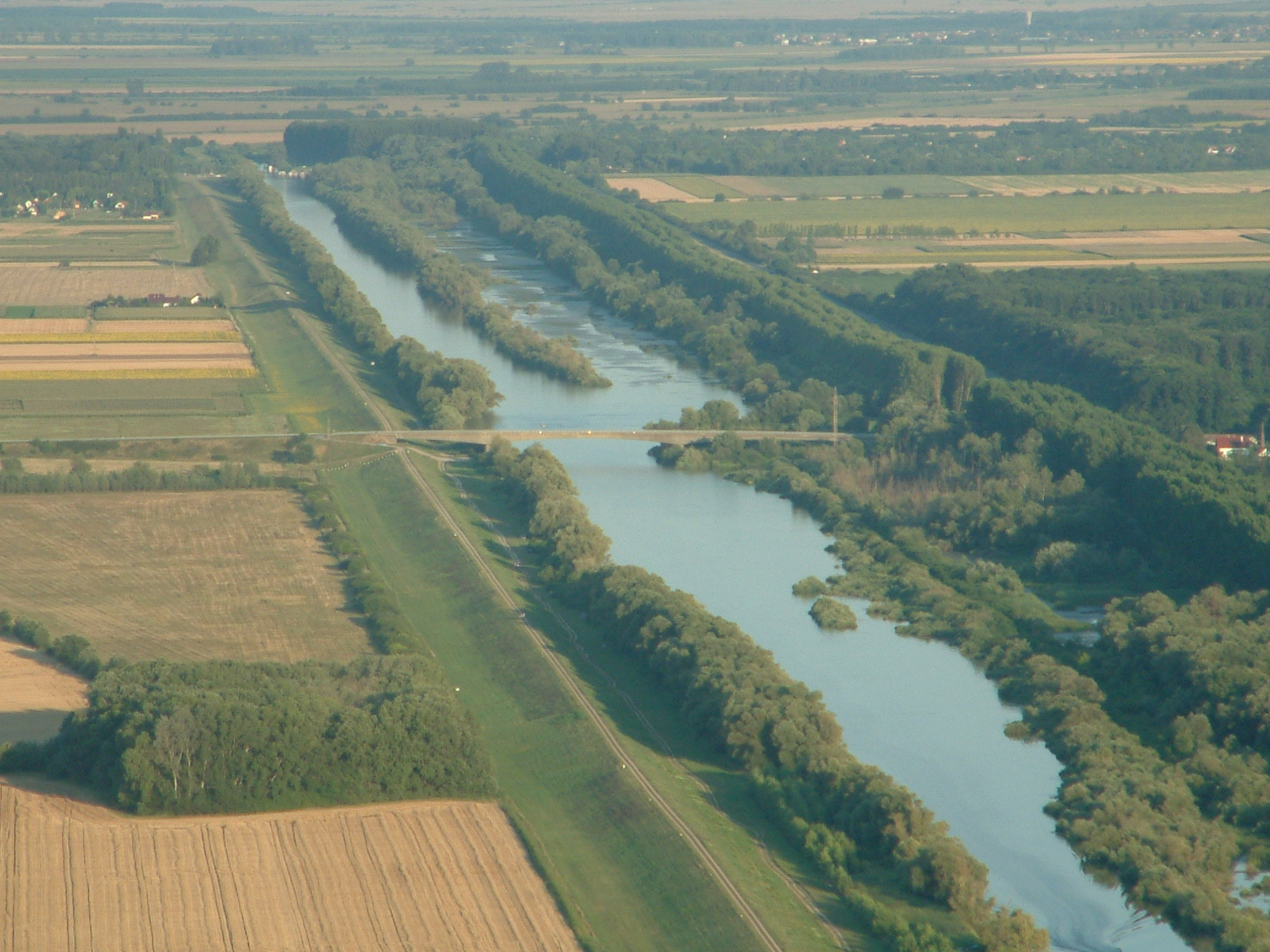
ドボズの風景

- 速度：アンダンテ・ルバート（♩=70）[268]。
- 拍子：4分の3拍子[268]。
- 時間：40秒[268]。
- 調号：♭×1[268]。ト音を終止音とするドリア旋法[371]。山崎(2010)は「ドリア旋法・ト短調」としている[372]。

- 原曲：バルトークが1906年8月にベーケーシュ県のドボズで採集した、35歳前後の女性による歌[注 123][373]。
- 概要：19世紀後半以前の古い時代におけるハンガリー民謡の典型である[374]、パルランド・ルバート（Parlando rubato）の曲である。その特徴は、正確なビートによらず歌詞に合わせて自由に伸び縮みするリズムや、フレーズ間のブレスなどにあり[375]、バルトークはこうした様式の民謡を芸術的に価値あるものと位置づけていた[376]。民謡の歌詞は貧しい人々が英雄視していた義賊について歌ったものである[377]。なお、第25番もドボズで採集された民謡に基づいた、パルランド様式による曲である。

#### 第1巻 第17番「ラウンド・ダンス」
- 速度：レント（♩=76）[378]。初版ではアダージョ[33]。
- 拍子：4分の4拍子[378]。初版は音価が半分で4分の2拍子[379]。
- 時間：1分00秒[378]。
- 調号：＃×1[378]。ホ短調（ホ音から始まるペンタコード[371]）[380]。

- 原曲：バルトークが1907年4月にトルナ県のフェルシェーイレグで採集した、年配の女性による歌[381]。
- 概要：タイトルは春秋社版では「輪舞」となっている[380]。子供が輪になって踊るときの歌[371]。元々は婚礼の歌であり[371]、親が花嫁衣装に身を包んだ娘を見てこれからの別れを悲しむ内容の歌詞である[371]。8小節からなる美しい旋律[371]が2回演奏されるが、短い間奏部分（初版は3小節、改訂版は2小節）は改訂の際に全く違うものに差し替えられている[380]。もともとは、バルトークが『20のハンガリー民謡』（コダーイとの共著、1906年）の続編とするつもりで1907年に書いた民謡集の第10曲であったが[382]、売れる見込みがないため民謡集の出版を見送り、『子供のために』に転用したものである[382]。cf. hu:Szellő zúg távol (Kis kece lányom)

#### 第1巻 第18番「兵士の歌」

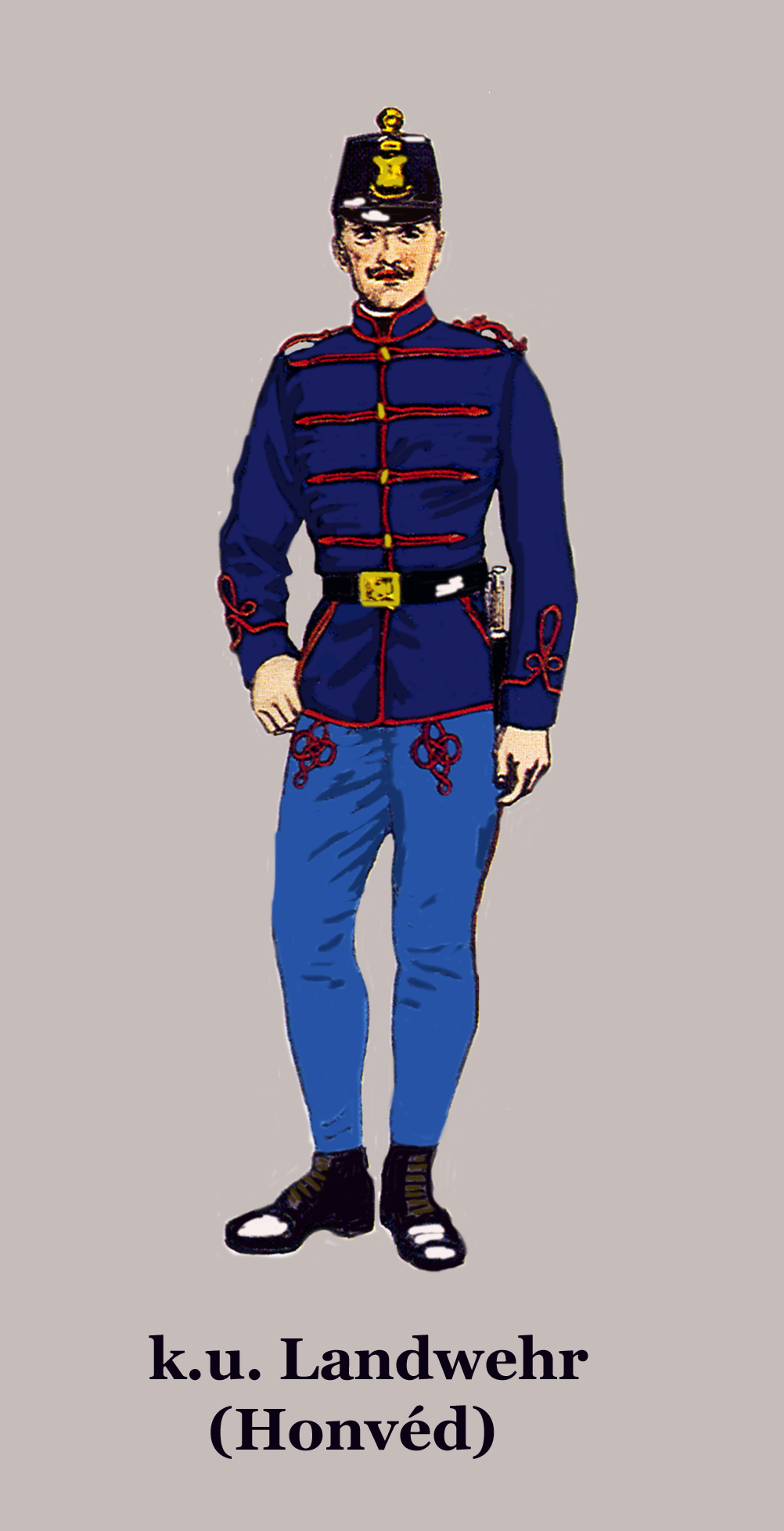
ハンガリー王国軍の兵士

- 速度：アンダンテ・ノン・トロッポ（♩=100）[378]。初版ではアンダンテ・ノン・モルト[33]。
- 拍子：4分の4拍子[378]。初版は音価が半分で4分の2拍子[383]。
- 時間：1分02秒[384]。バルトークによる1945年の録音では1分05秒[4]。
- 調号：＃×1[378]。ト長調（ト音から始まるヘクサコード[371]）。山崎(2010)は「ニ長調」としている[385]。

- 原曲：バルトークが1906年7月にベーケーシュ県の Békésgyula（現：Gyula）で採集した、17歳の少女による歌[注 124][386]。
- 概要：兵役から解放されて故郷に帰還する日が来ることを願う兵士の歌である[注 125][387]。ハンガリー民謡の特徴の一つである逆付点のリズム[注 126]が使われ、いきなり1オクターブ跳躍する力強い旋律が「ソノーロ（響かせながら）」で歌われる[387]。後半、旋律は低音（左手）で繰り返されるが、バルトークの自演では、低音のメロディーをオクターブ重ねる編曲を行っている[387]。アタッカで第19番につながる[388]。

#### 第1巻 第19番
- 速度：アレグレット（♩=126）[384]。
- 拍子：4分の2拍子／4分の4拍子[384]。初版は音価が半分で8分の2拍子／8分の4拍子[389]。
- 時間：40秒[384]。バルトークによる1945年の録音では38秒[4]。
- 調号：＃×1[384]。ニ音を終止音とするミクソリディア旋法[387]。

- 原曲：クン・ラースロー（ドイツ語版）が1902年7月にベーケーシュ県の Gyomaで採集した歌[390]。初版の楽譜には「広く知られた旋律」と記載されている[391]。
- 概要：アタッカで第18番「兵士の歌」からつながっている。酒好きの農民が居酒屋に立ち寄り、これから一杯注文するという陽気な歌である[392]。歌詞の内容的には以降の第20番「お酒の歌」、第21番とつながっている。3小節目の運指はとても複雑である[100]。初版では冒頭の旋律に「スケルツァンド（おどけて）」の指示があったが改訂版では削られた[393]。

#### 第1巻 第20番「お酒の歌」
- 速度：アレグロ（♩=126）[394]。初版ではポコ・アレグロ[33]。
- 拍子：4分の2拍子[394]。
- 時間：25秒[394][注 127]。
- 調号：＃♭なし[394]。ト音を終止音とするドリア旋法＋派生音のロ音[391]。山崎(2010)は「リディア旋法・ト短調」としている[397]。

- 原曲：バルトークが1907年4月にトルナ県のフェルシェーイレグで採集した、50歳前後の男性による歌[注 128][398]。初版の楽譜では歌詞は掲載不適当として割愛されている[391]。
- 概要：英語のタイトルは ”Drinking Song”[395]で、音楽之友社版では「ぶどう酒の歌」と訳されている[395]。歌詞が掲載されなかった民謡（"Az ürögi ucca sikeres"[399]）は3小節単位のフレーズとなっており[400]、コダーイの管弦楽曲『孔雀変奏曲』（1939年）のフィナーレにもこの民謡が使われている[401]。アタッカで第21曲につながる[394]。

#### 第1巻 第21番
- 速度：アレグロ・ロブスト（♩=138）[402]。
- 拍子：4分の2拍子[402]。
- 時間：2×21秒（全体がリピートされる）[402]。バルトークによる1945年の録音では47秒[4]。
- 調号：＃♭なし[402]。イ短調（「ハンガリーの五音音階」＋派生音のヘ 音[403]。山崎(2010)は「エオリア旋法・イ短調」としている[404]。

- 原曲：第20番と同じ男性による歌[405][406]。なお、この曲も歌詞が掲載不適当として割愛されている[403]。
- 概要：アタッカで第20番「お酒の歌」からつながっており、この曲も酒に関する歌とされる[注 129]。初版では第1巻を締めくくるフィナーレに位置づけられていた[5]。「ロブスト（力強く）」の指示があり[403]、冒頭はコロメイカのリズムによる旋律がスフォルツァンドやアクセントを伴って登場する[349]。バルトークの自演（1945年）では、9小節目で一旦テンポを落としてから次第に加速したりオクターブを付加したりするなど演奏会用の派手なアレンジが加えられており[349]、コチシュ・ゾルターンの演奏もこれに倣っている[407]。なお、ヘンレ社の原典版にはバルトークの演奏を採譜した楽譜が付録として収録されている[408]。

（冒頭）

（第9小節目-、旋律のみ）

#### 第1巻 第22番
- 速度：アレグレット（♪=114）[409]。
- 拍子：4分の3拍子[409]。
- 時間：52秒[409]。
- 調号：♭×1[409]。ヘ長調[391]

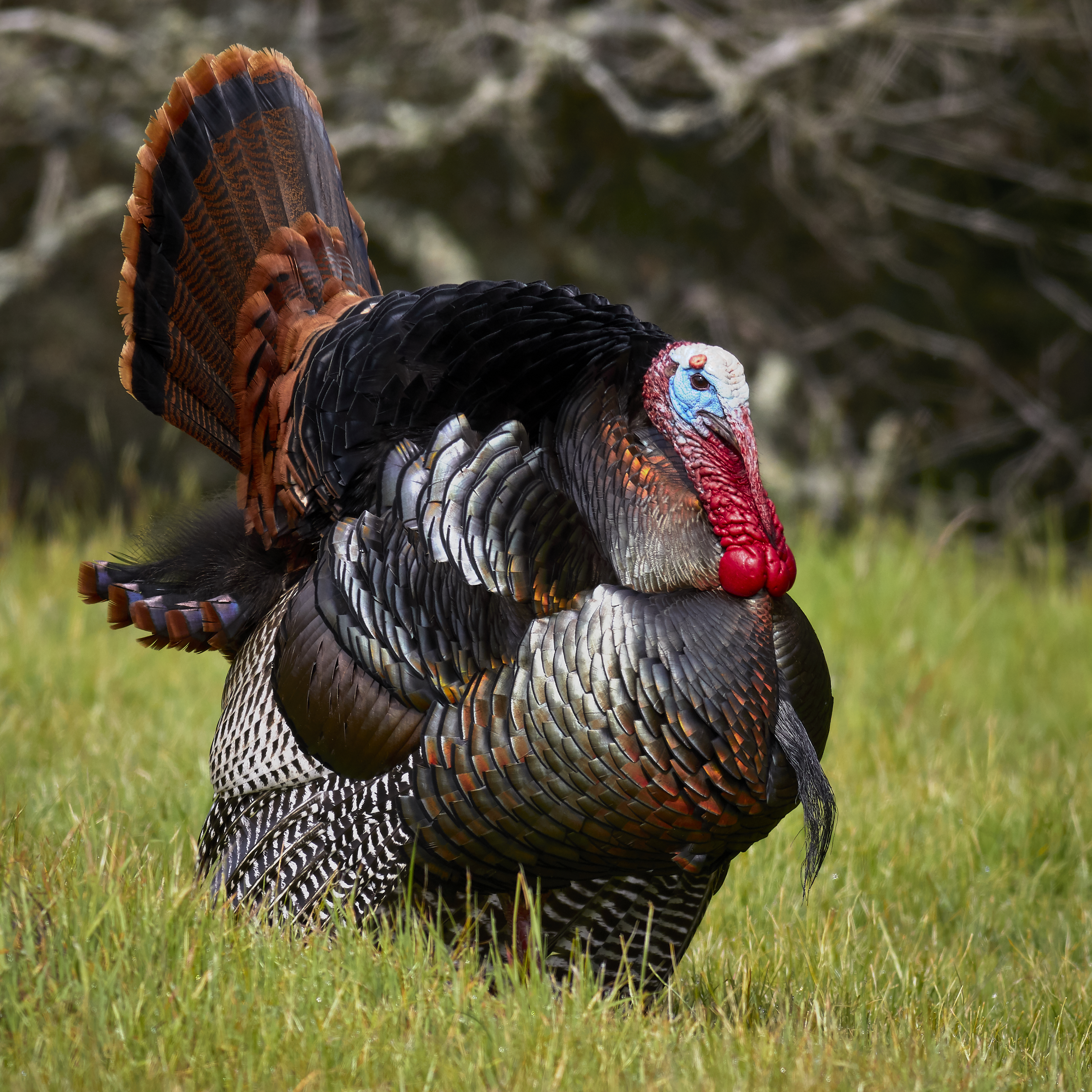
七面鳥を買いに市場へ

- 原曲：クン・ラースロー（ドイツ語版）が採集した歌のコレクションより[410]。初版の楽譜には「広く知られた子供の歌」と記載されている[410]。
- 概要：初版第2巻の第1曲であり、ここで再び子供の歌となる。デブレツェンの市場へ七面鳥を買いに行くが、鳥かごに穴が空いているので鳥が逃げ出しそうになってる、というユーモラスな歌詞[391]。歌詞の1音節が十六分音符に対応している曲は改訂時に音価が拡大されたが（#改訂での主な変更点#子供や初学者への配慮 参照）、この曲だけはその変更が適応されなかった[133]。

#### 第1巻 第23番「踊りの歌」
- 速度：アレグロ・グラツィオーソ（♩=152）－ ヴィーヴォ[411]。
- 拍子：4分の2拍子[409]。
- 時間：50秒[27]。
- 調号：＃♭なし[409]。ハ長調（ハ音から始まるヘクサコード[412]）[413]。

- 原曲：バルトークが1908 年にクルジュ県のケレシュフェー (現：ルーマニアのイズボル・クリシュルイ（ルーマニア語版）)で採集した、34歳前後の女性による歌[注 130][414]。
- 概要：子供が輪になってステップを踏みながら踊って遊ぶときの歌[412]。伴奏はアルベルティ・バス風であるが、和音の主音（譜例ではハ音）が裏拍におかれている[413]。終盤でテンポが緩やかになるが、最後の2小節でヴィーヴォ（活発に）となり締めくくる[415]。

#### 第1巻 第24番
- 速度：アンダンテ・ソステヌート（♩=79）[416]。
- 拍子：4分の2拍子[416]。
- 時間：52秒[416]。
- 調号：＃♭なし[416]。イ短調[417]。

- 原曲：コダーイがニトラ県の Deáki（現：スロバキアの Diakovce）で採集した歌[418]。初版の楽譜には「コダーイがゾボルウィデークで採集した」と記載されている[418]。
- 概要：地元にある川の水を讃える内容の歌詞[419]。始まりの8分音符3つの動機には"Viz, Viz, Viz"（水、水、水）という言葉が当てはまる[419]。第1巻の中で唯一、この曲だけが短音階によっている[419]。

#### 第1巻 第25番（初版：第28番）
- 速度：パルランド（♩=88-75）[416]。
- 拍子：4分の3拍子[416]。
- 時間：37秒[416]。
- 調号：＃×2[416]。ホ音を終止音とするドリア旋法[412]。

- 原曲：バルトークが1906 年11月にベーケーシュ県のドボズで採集した、年配の女性による歌[420]。
- 概要：第16番「古いハンガリーの旋律」と同様の「パルランド・ルバート」様式の曲である[421]、歌詞は、捕まって絞首刑となった義賊と、兄を助けようとして裁判官に純潔を奪われた妹の悲しい物語が歌われている[412]。もともとは、バルトークが『20のハンガリー民謡』（コダーイとの共著、1906年）の続編とするつもりで1907年に書いた民謡集の第5曲であったが[382]、売れる見込みがないため民謡集の出版を見送り、『子供のために』に転用したものである[382]。初版では第27番「冗談」の後に置かれていたが初版第25番が改訂で削除されたために曲順が変更となった[18]。なお、シゲティ編曲によるヴァイオリンとピアノのための『ハンガリー民謡集』ではこの曲が最初に置かれている[181]。

#### 第1巻 第26番
- 速度：モデラート（♪=150）[422]。初版ではアンダンテ[33]。『若いピアノ弾き』のメトロノーム記号は♪=184[422]。
- 拍子：8分の3拍子 + 8分の3拍子 + 8分の2拍子[422]。初版では8分の3拍子[257]。
- 時間：40秒[422]。バルトークによる1945年の録音では41秒[4]。
- 調号：♭×2[422]。4音の音階[412]。山崎(2010)は「リディア旋法・ト短調」としている[423]。

- 原曲：バルタルシュ・イシュトヴァーン（ハンガリー語版）の著作より[424][412]。
- 概要：「3拍子＋3拍子＋2拍子」の、バルトークが言うところの「ブルガリアン・リズム」による曲であり（譜例・上）[231]、同一の旋律に基づく『44のヴァイオリン二重奏曲』の第19曲「おとぎ話」[注 131]も同様の拍子になっている。初版では全て3拍子で書かれていたが（譜例・下）、『若いピアノ弾き』を出版する際に現行のリズムに改められた[231]。なお、バルトークの自演録音（1945年）では、3小節の前奏を繰り返して6小節にし、旋律の第2フレーズを1オクターブ重ねて演奏している[425]。

（改訂版）

（初版）

#### 第1巻 第27番「冗談」
- 速度：アングラメンテ（♩=138）[426]。音楽之友社は♩=ca.132[427]、春秋社版では♩=138[ca.132][428]。
- 拍子：4分の2拍子[426]。
- 時間：50秒[426]。
- 調号：＃×2[426]。ロ音を含まないニ長調[428][429]。

- 原曲：コダーイが1905年にニトラ県の Zsigárd（現：スロバキアの Žihárec ）で採集した歌[430]。下品な内容を含んでおり、初版の楽譜には歌詞が掲載されていない。
- 概要： f の序奏で明るく始まり[429]、「ジョコーソ（陽気に）」と指示された快活な旋律が続く[99]（譜例・上）。意表を突く全休止や転調があり[431]、2回目の旋律の締めくくりでは、ニ長調のドミナントがトニックに進行すると見せかけて全休止し、突然ロ短調に転じている[431]（譜例・下）。最後は大爆笑を表現するかのように曲を閉じる[429]。

#### 第1巻 第28番「合唱曲」（初版：第30番）
- 速度：アンダンテ（♩=116）[432]。

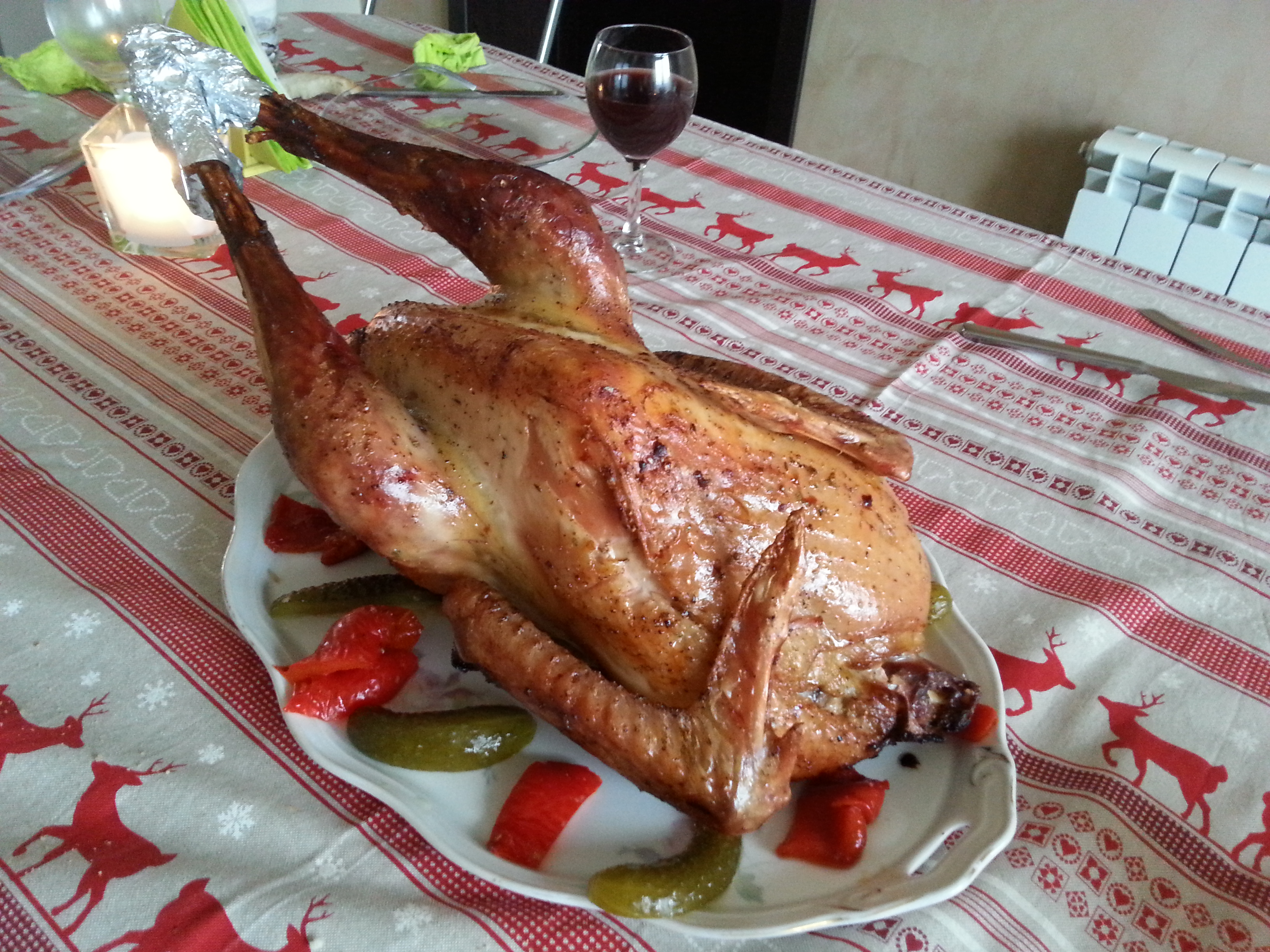
「雄鶏を生かしておこう」

- 拍子：4分の3拍子、2分の3拍子、4分の4拍子[432]。
- 時間：1分30秒[432]。
- 調号：＃♭なし[432]。ニ音を終止音とするドリア旋法[429]。山崎(2010)は「ドリア旋法・ニ短調」としている[433]。

- 原曲：コダーイが1907年にニトラ県のニトラエゲルセグ（ハンガリー語版）（現：スロバキアのイェルショフツェ（スロバキア語版））で採集した歌[434]。
- 概要：合唱曲（コラール）というタイトルだが賛美歌ではない[435]。婚礼の宴席で客に雄鶏の丸焼きを振る舞う際に歌われ、歌詞は「雄鶏を生かしておこう、生かしておこう」と繰り返す、ブラックジョークのような内容である[429][435]。変拍子の旋律は3回奏でられ、全て異なる伴奏がつけられている[436]。

#### 第1巻 第29番「五音音階の旋律」（初版：第31番）
- 速度：アレグロ・スケルツァンド（♩=138）[437]。
- 拍子：4分の2拍子[437]。
- 時間：50秒[437]。
- 調号：＃♭なし[437]。ホ音から始まる「ハンガリーの五音音階」[429]。山崎(2010)は「ホ短調・ト長調」としている[438]。

- 原曲：バルトークが1907年8月にチーク県のジェルジョーチョマファルヴァ（ハンガリー語版）（現：ルーマニアのチュマニ（ルーマニア語版））で採集した、女性による歌[439]。
- 概要：原曲である「お母さん、お母さん、ブーツが破れちゃった（ハンガリー語版）」は、婚礼の際の枕踊り（第4番「枕踊り」参照）で歌われる歌であり[325]、結婚したらもう母親には頼れないのだと新婦を戒める内容となっている[328]。五音音階による旋律（譜例・上）はト長調に始まりホ短調に落ち着く[438]。また、主題とは異なる五音音階の旋律（譜例・下）による前奏、間奏、後奏があり、主題の旋律を挟み込む構造となっている[438]。

（前奏。この旋律が間奏と後奏にも使われる。）

#### 第1巻 第30番「ひやかし歌」（初版：第32番）
- 速度：アレグロ・イロニコ（♩=160）[440]。
- 拍子：4分の3拍子／4分の2拍子[440]。
- 時間：36秒[440]。バルトークによる1945年の録音では33秒[4]。
- 調号：＃♭なし[440]。ハ長調（ハ音から始まるヘクサコード[441]）[442]。

- 原曲：バルトークが1906年9月にトルナ県のフェルシェーイレグで採集した、少女による歌[443]。
- 概要：「遅すぎた結婚」を茶化して歌う滑稽なバラード[441]。あからさまなハ長調の調性が、かえって「イロニコ（皮肉な）」の雰囲気につながっている[444]。ほぼ全ての小節にアクセントがついた音符があり、後半ではアクセントの位置が2拍目にずらされる[441]。3拍子と2拍子が2小節ずつ交替し、2拍子の部分は「イハヤ、チュハヤ」（"ihajja, csuhajja"、日本語なら「エイサ、ホイサ」[444]）という掛け声である[441]。

#### 第1巻 第31番（初版：第33番）

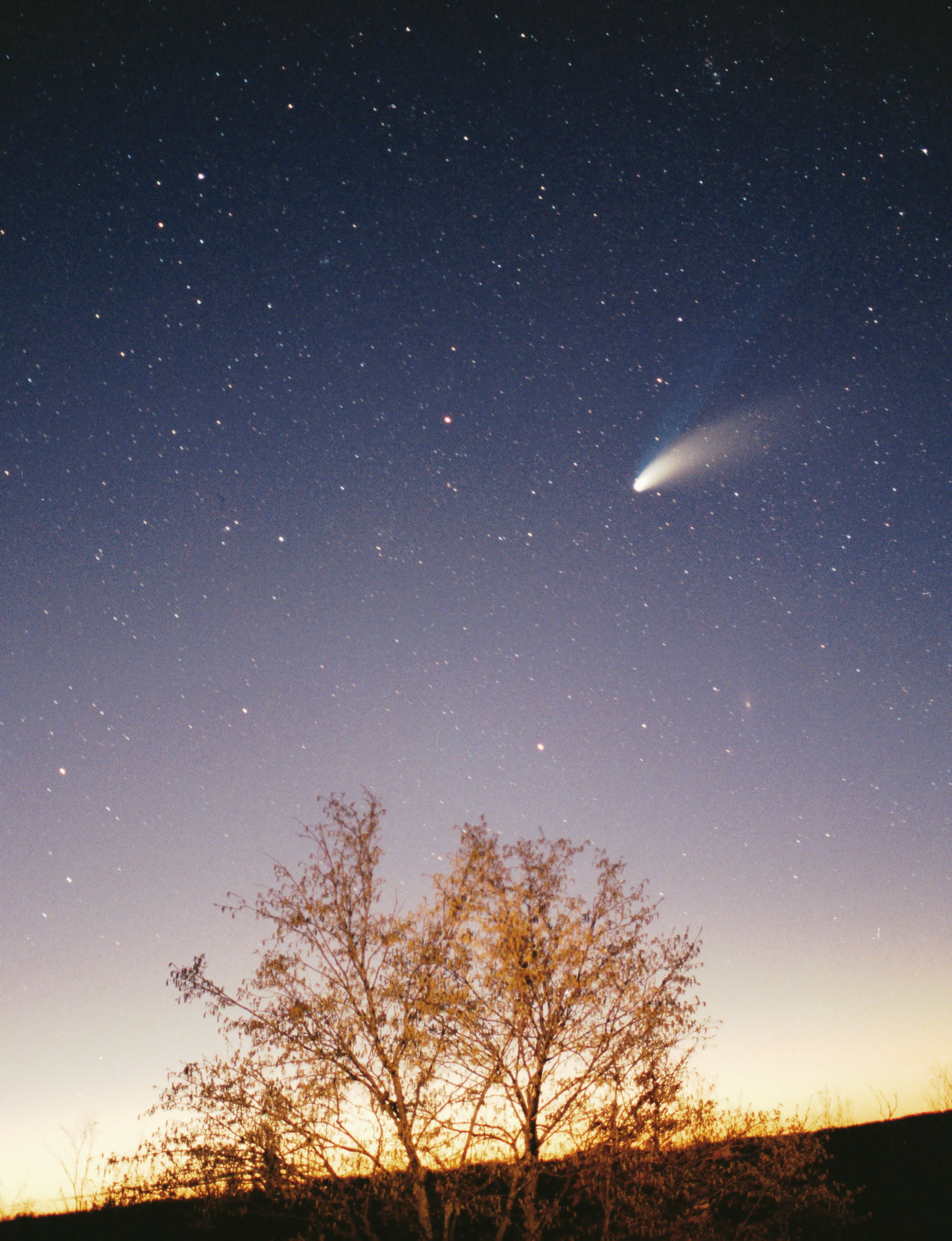
星よ、星よ

- 速度：アンダンテ・トランクィロ（♩=88）[445]。初版ではアンダンテ・ソステヌート[33]。
- 拍子：4分の4拍子[445]。初版は音価が半分で4分の2拍子[446]。
- 時間：1分30秒[445]。バルトークによる1945年の録音では1分31秒[4]。
- 調号：♭×4[445]。音階の第6音（ここでは変イ音）を欠いたヘ短調[441][447]。

- 原曲：バルトークが1907年5月にペスト・ピリス・ゾルト・キスクン県のフォートで採集した、男性による歌[448]。初版の楽譜には「ケストヘイで採集した」と記載されている[448]。
- 概要：原曲である「星よ、星よ（ハンガリー語版）」の歌詞は「恋人の家にたどり着けるよう、夜の道を照らしてください」と星に願う内容であり、圧政に苦しんでいた頃のハンガリーの人々の自由への想いの暗喩でもある[441]。この美しい旋律はバルトークも特に好んだとされ[449]、アメリカに移住することになったバルトークがハンガリーで行った告別演奏会（1940年10月8日）では、終演後に残ったわずかな客の拍手に応えてこの曲が演奏されたという[447]。アタッカで第32番につながる[450]。

#### 第1巻 第32番（初版：第34番）
- 速度：アンダンテ（♩=104）[451]。

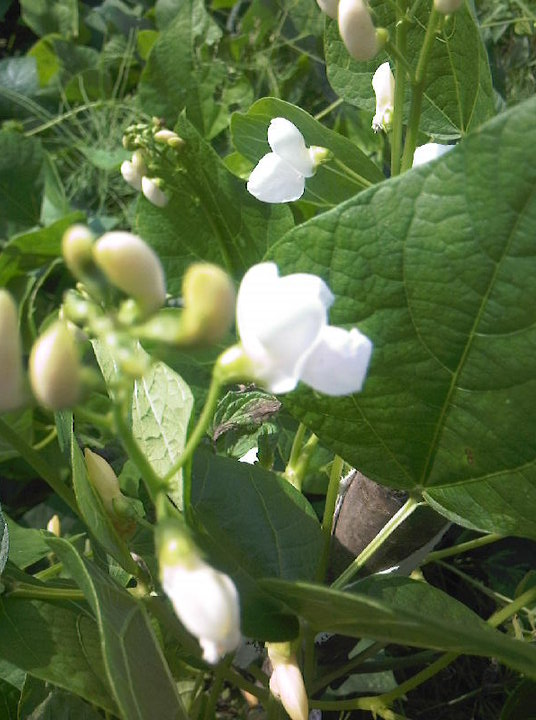
白い豆の花

- 拍子：4分の4拍子[451]。初版は音価が半分で4分の2拍子[452]。
- 時間：1分15秒[451]。
- 調号：♭×4[451]。ヘ短調（ヘ音から始まる「ハンガリーの五音音階」[441]）[453]。

- 原曲：バルトークが1908年10月にトランシルヴァニア地方のトラダ・アラニョシュ県（ハンガリー語版）トロツコー（現：ルーマニアのルメテア（ルーマニア語版））で採集した歌[454]。
- 概要：アタッカで第31番からつながっている。原曲の「白い豆の花（ハンガリー語版）」は情熱的な愛の歌であり[455]、仕事を終えた後の逢引きの時間を心待ちにする少年の熱い心が歌われている[456]。この曲は改訂の際の変更が大きく[425]、拍子の変更だけでなく、初版ではヘ短調の主和音の連続であった序奏が改訂版ではヘ長調の主和音から始まり、長調と短調を揺らぎながらクレッシェンドして主題を導くようになっている[457]。なお、この曲にアタッカでつながっている第31番の最終和音も、初版ではヘ短調の主和音であったものが、改訂版ではヘ長調の主和音に変更されている[458]。

（初版の序奏）

（改訂版の序奏）

#### 第1巻 第33番（初版：第35番）
- 速度：アレグロ・ノン・トロッポ（♩=104）[459]。
- 拍子：4分の4拍子[459]。
- 時間：45秒[459]。
- 調号：＃♭なし[459]。イ音を終止音とするエオリア旋法[455]。山崎(2010)は「エオリア旋法・リディア旋法・複調・多調」としている[460]。

- 原曲：バルトークが1907年7月にチーク県のチークヴァチャールチ（現：ルーマニアのバカレシュティ（ルーマニア語版））で採集した、年配の男性による歌[注 132][461]。
- 概要：未婚のまま歳を重ねた女性の、自嘲気味な[460]開き直り（譜例・上）と、孤独（譜例・下）が表現されている[455]。

#### 第1巻 第34番（初版：第36番）
- 速度：アレグレット（♩=126）[459]。
- 拍子：4分の4拍子[459]。初版では音価はそのままで4分の2拍子[462]。
- 時間：30秒[463]。バルトークによる1945年の録音では32秒[4]。
- 調号：♭×2[459]。ト音を終止音とするエオリア旋法[455]。山崎(2010)は「変ロ長調・ト短調・エオリア旋法」としている[464]。

- 原曲：バルトークが1906 年7月にベーケーシュ県のヴェーステー（ハンガリー語版）で採集した、18歳の女性による歌[注 133][462]。
- 概要：故郷を離れて兵役についている若者が恋人を想って歌う愛の歌である[455]。ト短調の響きが支配的だが、三度の重音で始まる旋律は変ロ長調のような響きも有している[464]。懐古的でロマンチックな表情である[464]。この曲から第36番「酔っぱらいの歌」までの3曲はアタッカでつながっている。

#### 第1巻 第35番（初版：第37番）

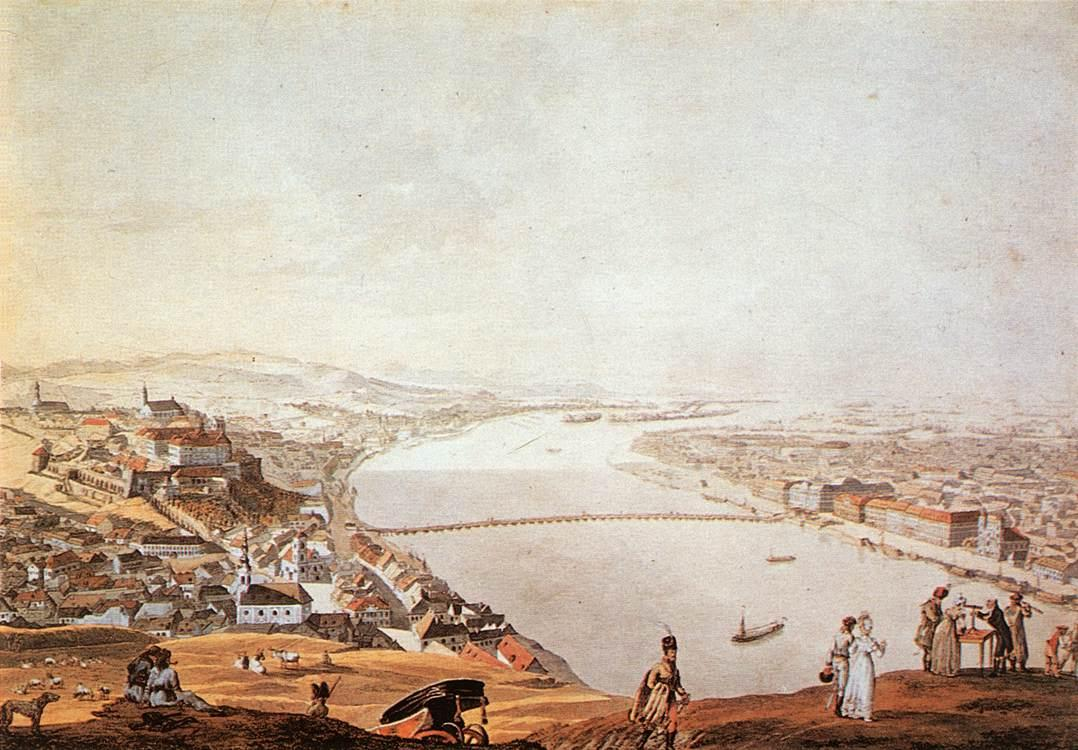
ブダとペシュトの眺望（1840年頃の絵画）

- 速度：コン・モート（♩=138）[463]。初版ではポコ・ヴィヴァーチェ[33]。
- 拍子：4分の4拍子と4分の3拍子の交替。時折4分の2拍子も挿入される[465]。4拍子の部分については、初版では4分の2拍子×2小節で書かれていた[466]。
- 時間：27秒[463]。バルトークによる1945年の録音では28秒[4]。
- 調号：♭×2[459]。ト音を終止音とするエオリア旋法＋派生音のホ音[455]。山崎(2010)は「ト短調・複調・エオリア旋法」としている[467]。

- 原曲：バルトークが1906 年11月にベーケーシュ県のドボズで採集した、18歳前後の女性による歌[注 134][466]。初版の楽譜では、民謡の採集場所はペシュト県のターピオーセレ（ハンガリー語版）となっている[466][468][455]。
- 概要：アタッカでつながった3曲の中央に位置する。原曲の歌詞は、兵役で任地へ赴く若者がブダの山から街を見下ろしながら恋人のことを想い、「これから僕は森の中にある兵舎に閉じ込められる」と前途を悲観するという内容である[455]。バルトークによる自演の録音では第34番と第35番の2曲をアタッカとしているが、次の第36番「酔っぱらいの歌」は演奏していない。

#### 第1巻 第36番「酔っぱらいの歌」（初版：第38番）

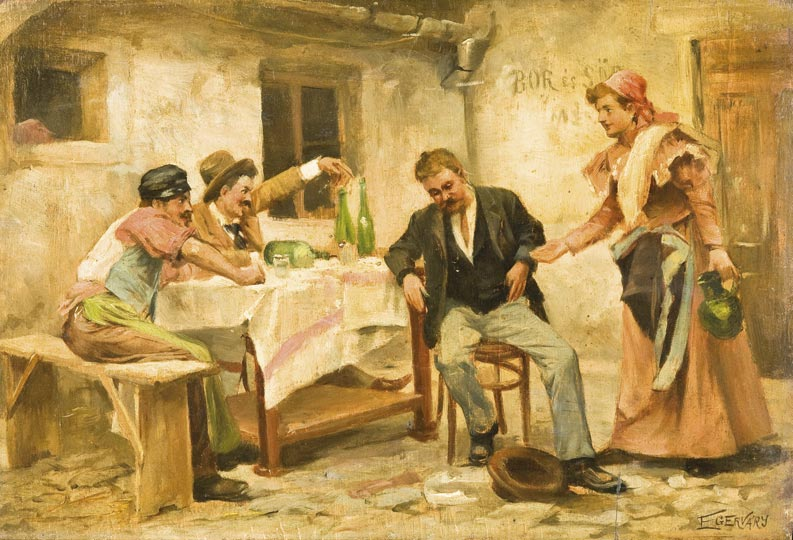
酔っぱらいを描いた絵画（ハンガリーの画家Ágost Egerváry Potemkinによる）

- 速度：ヴィヴァーチェ（♩=144）-  ピウ・モッソ（♩=168）[469]。初版では冒頭のテンポ指定がなく[33]、ピウ・モッソの部分はピウ・ヴィーヴォ[470]。
- 拍子：4分の4拍子[469]。初版は音価はそのままで4分の2拍子[471]。
- 時間：35秒[469]。
- 調号：♭×2[469]。ト音を終止音とするエオリア旋法＋派生音のホ音[455]。山崎(2010)は「ト短調・エオリア旋法」としている[471]。

- 原曲：ヴィカール・ベーラ（ハンガリー語版）が1900 年3月17日にウドヴァルヘイ県（ハンガリー語版）の Firtosváralja（現：ルーマニアのフィルトゥシュ（Firtuşu））で採集した、男性による歌[注 135][470]。
- 概要：アタッカでつながった3曲を締めくくる。酒にまつわる歌は第19番、第20番「お酒の歌」、第21番に次いで4曲目であり[349]、ここでは10リットルもの酒を飲んだ酔っ払いが気炎を挙げる[472]。バルトークの編曲は歌詞の内容をうまく表現しており[7]、冒頭の装飾音符はあたかも酔っ払いの「べらんめえ口調」のようであり[471]、ピウ・モッソでテンポが上がり ff で終わる終結部分は、酔いが回って倒れ込む様子を表現するかのようである[350]。旋律にはハンガリー民謡特有の逆付点のリズム[374]が使われている。

#### 第1巻 第37番「豚飼いの歌」（初版：第39番）
- 速度：アレグロ（♩=132）- ピウ・ヴィーヴォ（♩=152）[473]。
- 拍子：4分の2拍子[473]。
- 時間：36秒[473]。
- 調号：♭×2[473]。ト音を終止音とするエオリア旋法[472]。山崎(2010)は「ト短調・エオリア旋法」としている[471]。

- 原曲：バルトークが1907年4月にトルナ県のフェルシェーイレグで採集した、年配の男性による歌[474]。
- 概要：民謡「コオロギが結婚する（ハンガリー語版）」の旋律はハンガリーの民俗舞曲の一つである「”豚飼いの踊り”のリズム[注 136]」に基づいている[472]。なお、「豚飼い」とは豚に限らず牛や羊などの家畜を飼育する牧夫のことである[475]。第40番「豚飼いの踊り」は、「コオロギが結婚する」の変奏が原曲となっている[96]。

#### 第1巻 第38番「冬至の歌」（初版：第40番）
- 速度：モルト・ヴィヴァーチェ（♩=160）[476]。
- 拍子：4分の4拍子[476]。
- 時間：1分17秒[476]。
- 調号：♭×1[476]。ヘ長調（ヘ音から始まるヘクサコード[472]）[477]。

- 原曲：セベスチェン・ジュラの著作から、ザラ県のジェネシュ・ディアーシュ（ハンガリー語版）で採集された歌[478]。初版の楽譜には、「レゲシュの歌：ハンガリー民俗詩集（ハンガリー語版）第4巻、ザラ県ジェネシュ・ディアーシュ」と記載されている[478][472]。
- 概要：英語のタイトルは"Winter Solstice Song"で「冬至の歌」の意味であるが[477]、ハンガリー語では「レゲシュの歌」、ドイツ語では「クリスマスの奇跡の歌」と訳されており[477]、音楽之友社版では「レゲシュの歌」、春秋社版では「レゲシュの歌」が採られている。ハンガリーの一部地域で冬至から新年の頃に行われる祝賀行事「レゲレーシュ（ハンガリー語版）」では、子供や若者が家々を回って鎖のついた杖や楽器を打ち鳴らして歌い、その家の幸運を祈る[77]。曲中において右手の親指と人差し指で同時に鳴らされる低いヘ音（譜例・上）は、レゲーシュで打ち鳴らす鎖のついた杖の音を表していると考えられる[472]。主題の旋律にはアクセントが多用されており（譜例・下）[472]、にぎやかで祝祭的な編曲になっている[472]。

（冒頭）

（主題の旋律）

#### 第1巻 第39番（初版：第41番）
- 速度：アレグロ・モデラート（♩=84）- ウン・ポコ・ピウ・モデラート（♩=76）- レント（♩=70）- プレスト（♩=138）[479]。
- 拍子：4分の2拍子[479]。
- 時間：1分35秒[480]。
- 調号：＃♭なし[479]。イ音を終止音とし、ロ音を含まないエオリア旋法＋派生音の嬰ハ音[96]。山崎(2010)は「イ短調・エオリア旋法」としている[481]。

- 原曲：バルトークが1906年9月にトルナ県のフェルシェーイレグで採集した、年配の男性による歌[482]。
- 概要：許されない恋愛の果てに駆け落ちを決意する男女の会話が歌詞の歌をもとにした[96]ドラマチックな音楽である[96][481]。声楽においてバスとソプラノの二重唱で男女の会話を表現するように[7][481]、旋律は左手（低音）と右手（高音）に現れ、時には両手で同時に演奏される[483]。テンポが次第に遅くなっていき pp のフェルマータで休止した後は、駆け落ちを決意したかのように一転して音楽は加速してプレストとなり、最後は ff で曲を閉じる[96]。同じ旋律を7回繰り返してストーリーを紡ぐ手法は、後の『15のハンガリーの農民の歌』（1918年）の「バラード」に通じる[37]。

#### 第1巻 第40番「豚飼いの踊り」（初版：第42番）

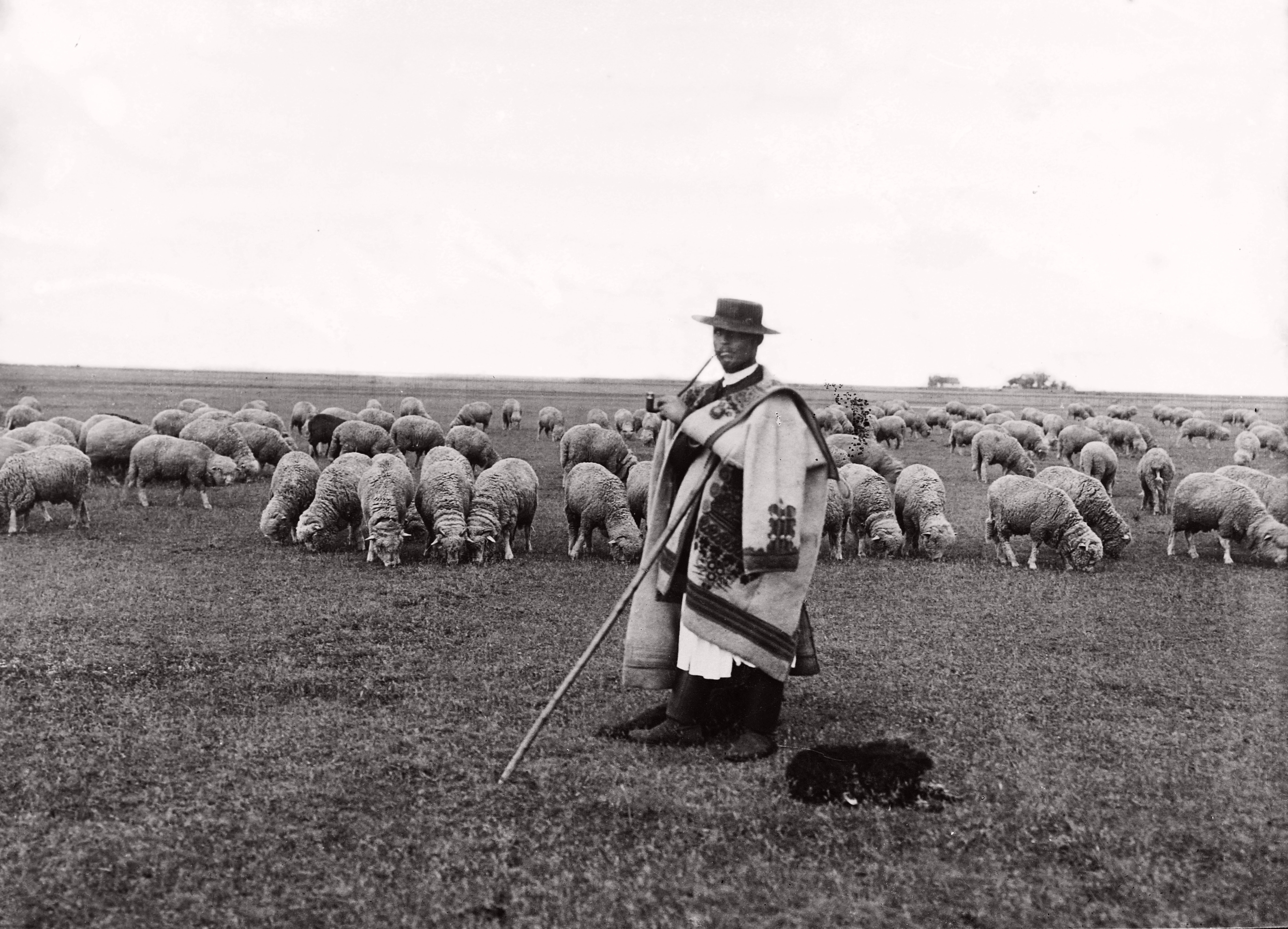
ハンガリーの羊飼い（1908年）

- 速度：アレグロ・ヴィヴァーチェ（♩=132）[484]。
- 拍子：4分の2拍子[484]。
- 時間：1分45秒[485]。
- 調号：＃♭なし[484]。ト音を終止音とするミクソリディア旋法[96]。山崎(2010)は「ト長調、ミクソリディア旋法」としている[486]。

- 原曲：バルトークが1907年4月にトルナ県のフェルシェーイレグで採集した、60歳前後の男性による笛の演奏[487]。初版の楽譜には、「フェルシェーイレグの最後の笛吹きは、"コオロギが結婚する･･･"という歌詞の旋律をこう演奏した[96]。」と記載されている。
- 概要：初版では無題であったが、1931年に『ハンガリーの風景』の終曲としてバルトーク自身によって管弦楽編曲された際に「豚飼いの踊り」というタイトルが付けられた[488]。右手の旋律は第37番「豚飼いの歌」の旋律の自由な変奏であり[96]、左手の伴奏はバグパイプの響きを表現するように空虚五度の響きが使われている[96]。旋律の断片が「可能な限りの ppp 」で演奏されて始まり、盛り上がって ff  になった後は次第に弱まっていき pppp で終止するという構成は[489]、豚飼いに連れられた家畜の群れが遠くからやってきて目の前を通り過ぎ、去って行くという情景を表現している[96]。なお、この構成については、グリーグが1902年に作曲したピアノ組曲『スロッテル』の第1曲「ギボエンの婚礼行列」との類似が指摘されている[488][注 137]。

### 第2巻（スロバキア編）

#### 第2巻 第1番
- 速度：アレグロ（♩=132）[491]。
- 拍子：4分の2拍子[492]。
- 時間：30秒[493]。
- 調号：♭×1[492]。ヘ長調（ヘ音から始まるペンタコード[494]）[495]。

- 原曲：ヤン・カダヴィ『スロバキア歌集I』より[494]。
- 概要：ユーモラスな子供の歌が原曲[494]。アルベルティ・バスを組み替えた左手の伴奏にのって、「3小節＋2小節」の5小節構造の旋律が歌われる[495]。冒頭、旋律はヘ音からハ音まで音階を駆け上がるが、上昇音型で始まるフレーズは「ハンガリー編」にはあまり見られない、スロバキア民謡の特徴のひとつである[248]。第1番から第3番までの3曲がアタッカでつながっており[496]「急 - 緩 - 急」の構成になっている[497]。

#### 第2巻 第2番
- 速度：アンダンテ（♩=96）[493]。
- 拍子：4分の2拍子[493]。
- 時間：43秒[493]。
- 調号：♭×1[493]。ヘ長調（ヘ音から始まるヘクサコード[494]）[498]。

- 原曲：ヤン・カダヴィ『スロバキア歌集I』より[494]。
- 概要：アタッカでつながった3曲の中央に位置する。長調の穏やかで美しい叙情的な旋律だが[499]、兵役に行ったまま帰ってこない婚約者のことを思う歌である[494]。冒頭の旋律は左手で演奏され、繰り返されるときに右手の高音部に移る[498]。アタッカで第3番につながる[493]。

#### 第2巻 第3番
- 速度：アレグレット（♩=126）[500]。
- 拍子：4分の2拍子[500]。
- 時間：28秒[500]。

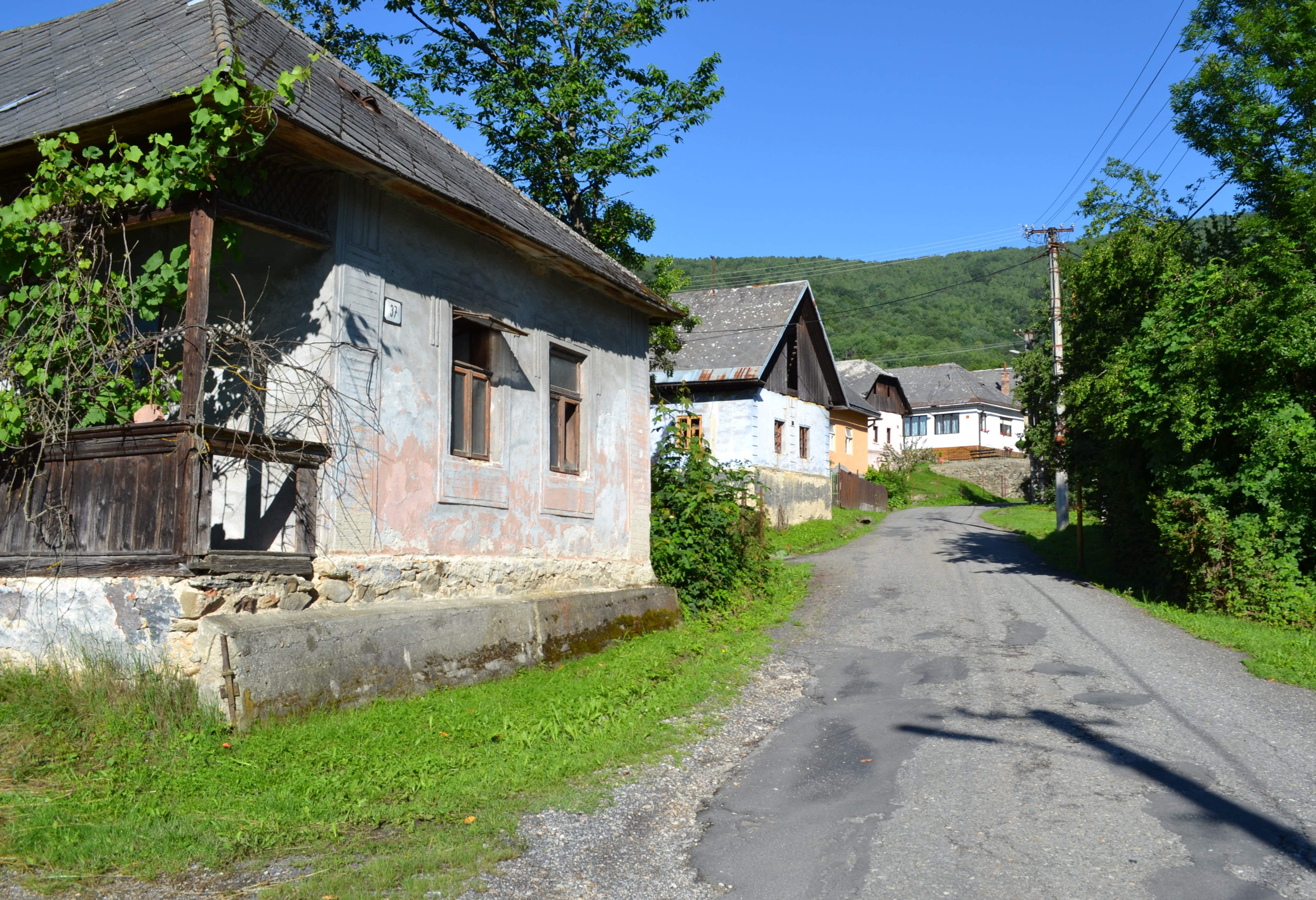
ゲルリツェ（現在はスロバキアのHrlica）

- 調号：♭×1[500]。ヘ長調（ヘ音から始まるヘクサコード[494]）[501]。

- 原曲：バルトークが1906年8月にゲメル県のゲルリツェで採集した、17歳の少女による歌[注 138][502]。初版の楽譜には「ゲメル県のフィレールで採集した」と記載されている[502]。
- 概要：アタッカでつながった3曲を締めくくる。バラの花をプレゼントしてくれた少女にもう1本欲しいとねだるが、少女は「だめよ、私の分がなくなっちゃう」と断る様子が「スケルツァンド（おどけて）」で軽快に奏でられる[503]。終盤で次第に弱まりテンポも緩まるが、最後の2小節はア・テンポとなり f できっぱり断るように決然と終わる[504]。

#### 第2巻 第4番「婚礼の歌」
- 速度：アンダンテ（♩=72）[500]。
- 拍子：4分の2拍子。第9小節のみ4分の3拍子[500]。
- 時間：30秒[500]。
- 調号：♭×1[500]。ヘ長調（ヘ音から始まるペンタコード[494]）[496]。

- 原曲：バルトークが1906 年10月にゲメル県の Ratkósebes（現：Ratkovské Bystré）で採集した、子供による歌。初版の楽譜には「ゲメル県のフィレールで採集した」と記載されている[505]。
- 概要：これから嫁いでいく娘のために服を縫う母と、娘とのやり取りを描いた[494]、スロバキアに古くから伝わる婚礼歌[494]。譜例は冒頭部分で、二つの声部のうち「ドルチェ（優しく）」と指示された右手の声部が民謡の旋律である[505]。終始 p で演奏され[500]、最後の1小節は新郎新婦の退場を表すかのように全休符になっている[496]。この曲は旋律の後半がリフレインされない[37]。

#### 第2巻 第5番「変奏曲」

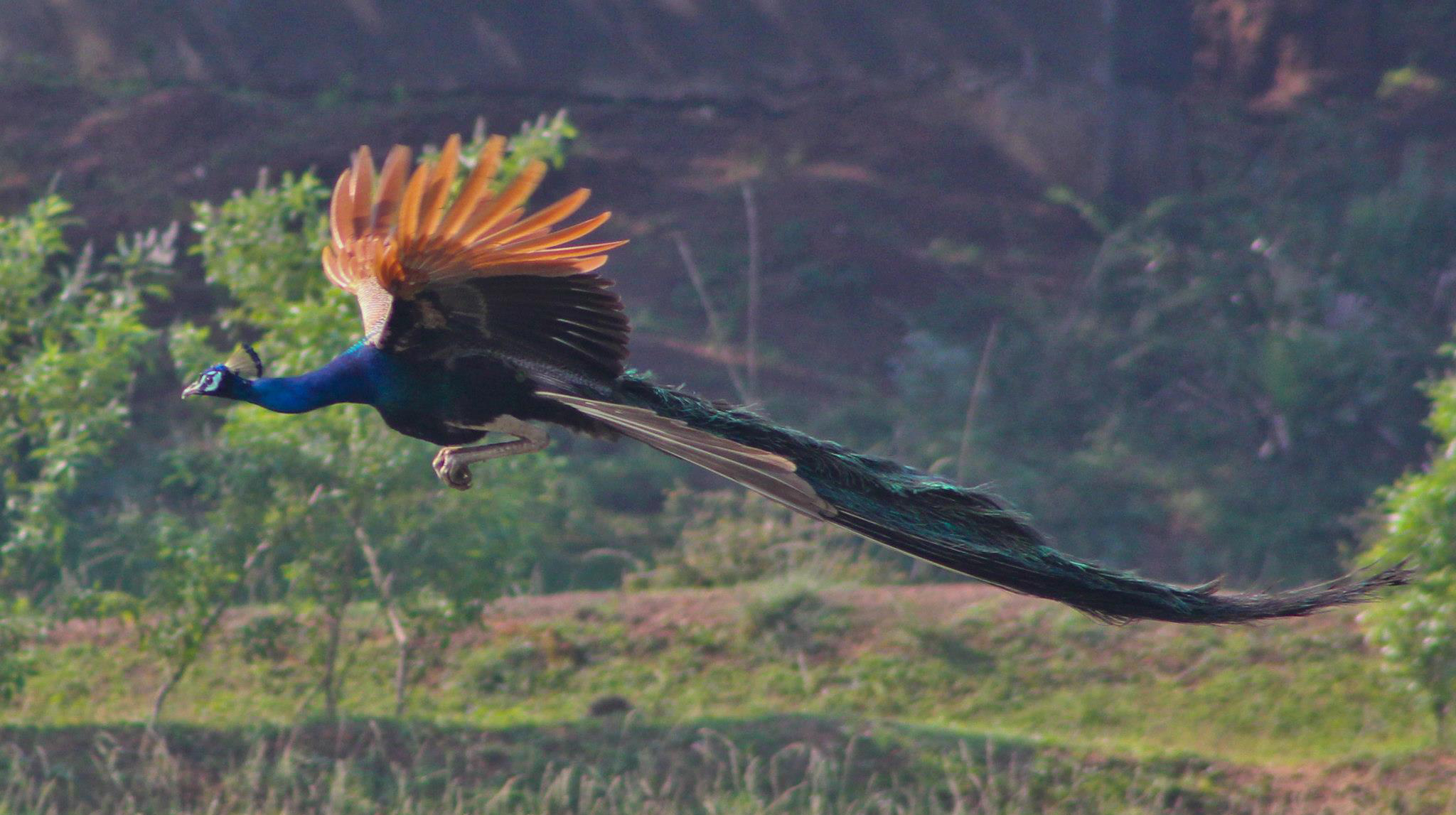
孔雀は幸せの象徴とされる。

- 速度：モルト・アンダンテ（♩=112）[507]。
- 拍子：4分の3拍子 ー 4分の2拍子[508]。
- 時間：2分15秒[509]。
- 調号：＃×1[507]。ト長調（ト音から始まるヘクサコード＋派生音の嬰ハ音[510]）[511]。

- 原曲：カロル・ルッペルト他『スロバキア歌集II』より[494]。
- 概要：4節からなる婚礼の歌をバルトークは「主題＋3つの変奏」の形に編曲した[506]。「孔雀が飛んでいった」と歌い出される主題は[510]（譜例・上）、嬰ハ音とハ音の揺らぎが特徴的で[506]、リディア旋法に由来する嬰ハ音は旋律の開始音であるト音と三全音の関係にあるため、不思議な響きになる[506]。第1変奏では旋律が左手に移り、右手は対旋律（英語版）を奏でる[506]。なお、バルトークは改訂の際に第1変奏の対旋律を初版と全く異なるものに変更している[512][260]。第2変奏は反復される三度の重音によるオスティナートに乗って旋律が歌われ[512]後半は四声体になる[506]。第3変奏はテンポ（♩=112）を維持したま3拍子から2拍子に変わり、軽快で陽気な踊りになる[512][510]（譜例・下）。

（主題の冒頭）

（第3変奏）

#### 第2巻 第6番「ラウンド・ダンスI」（初版：「遊びの歌」）

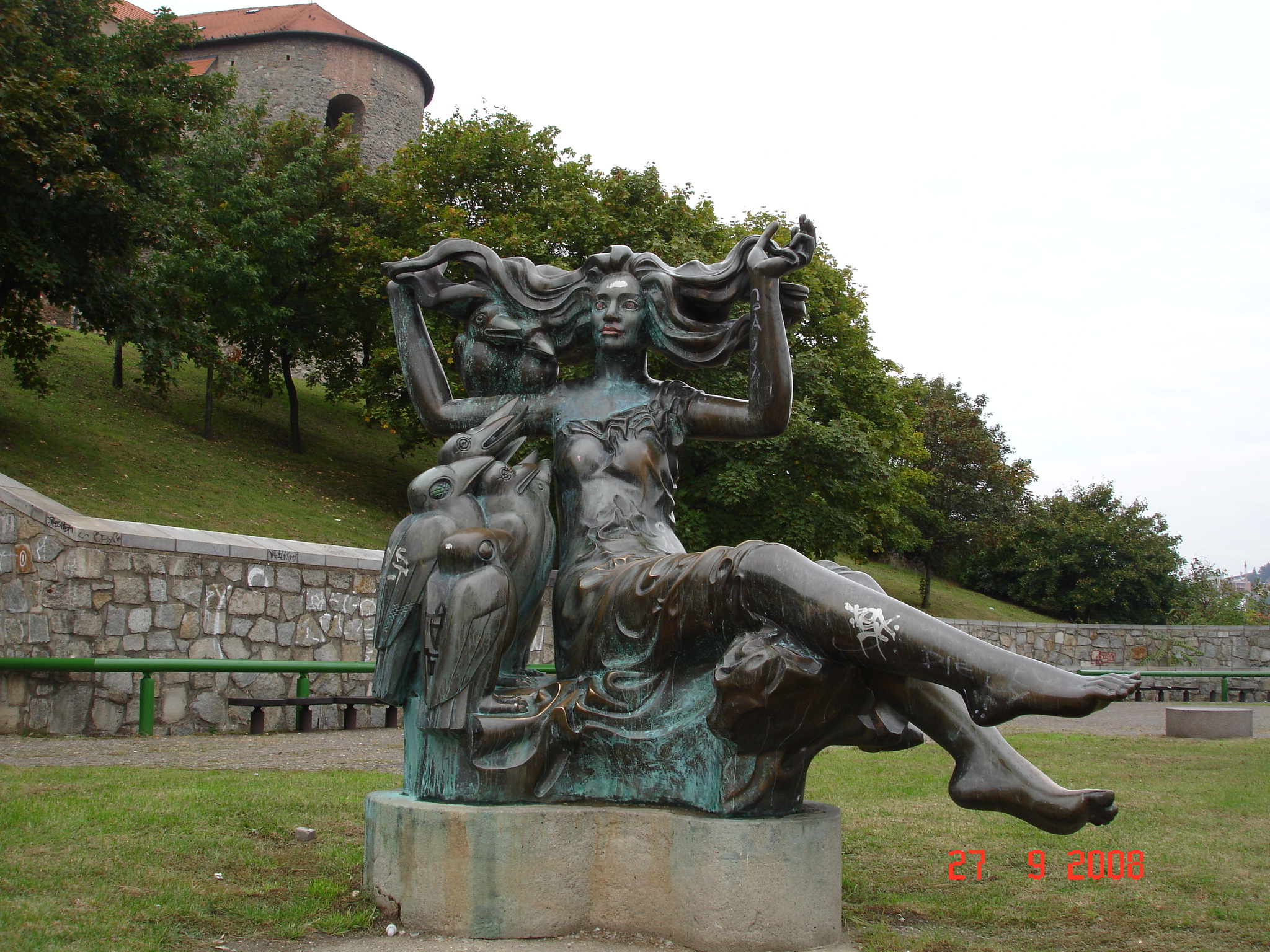
ブラチスラヴァ城にある魔女の像

- 速度：アレグロ（♩=138）[513]。『若いピアノ弾き』では♩=150[513]。
- 拍子：4分の2拍子[513]。初版では音価は同じで8分の4拍子[514]。
- 時間：40秒[513]。
- 調号：＃♭なし[513]。ハ長調（ハ音から始まるペンタコード[510]）。山崎(2010)は「ハ長調・リディア旋法」としている[515]。

- 原曲：ヤン・カダヴィ『スロバキア歌集I』より[494]。
- 概要：原曲のスロバキア民謡「魔女がいる（ハンガリー語版）」はハンガリーでも人気が高い子供の歌である[503]。歌詞の内容は、魔女とその3人の子供がおり、1人は学校へ、1人は靴職人、もう1人はバグパイプを吹くという愉快なもので[510]、譜例の最後2小節（mf の部分）には「トゥララララ」という歌詞が当てはまっている[514]。なお、バルトークはスロバキア編を25曲で構成することを考えていた段階では、この曲を1曲目とする予定であった[516]。

#### 第2巻 第7番「悲しみ」（初版：「義賊の歌」）
- 速度：アンダンテ（♩=84）[517]。
- 拍子：4分の4拍子[517]。
- 時間：50秒[517]。
- 調号：＃♭なし[517]。イ音を終止音とするエオリア旋法＋派生音の嬰ヘ音および嬰ト音[510]。山崎(2010)は「イ短調・エオリア旋法」としている[518]。

- 原曲：カロル・ルッペルト他『スロバキア歌集II』より[494]。
- 概要：優雅な曲想だが[519]、殺人の罪で絞首刑を宣告された男が少女たちの命乞いによって助かるという歌詞である[518]。歌詞にはユダヤ人差別につながる内容が含まれており[520]、山崎(2010)は訳詞を掲載しているが、パップ(2006)は掲載を見合わせている[510]。初版のタイトルは『義賊の歌』であったが改訂後は『悲しみ』となったため、初版で『もう一人の義賊の歌』というタイトルであった第31番（初版：第35番）が改訂版では『義賊の歌』に変更されている[253]。

#### 第2巻 第8番「踊り」

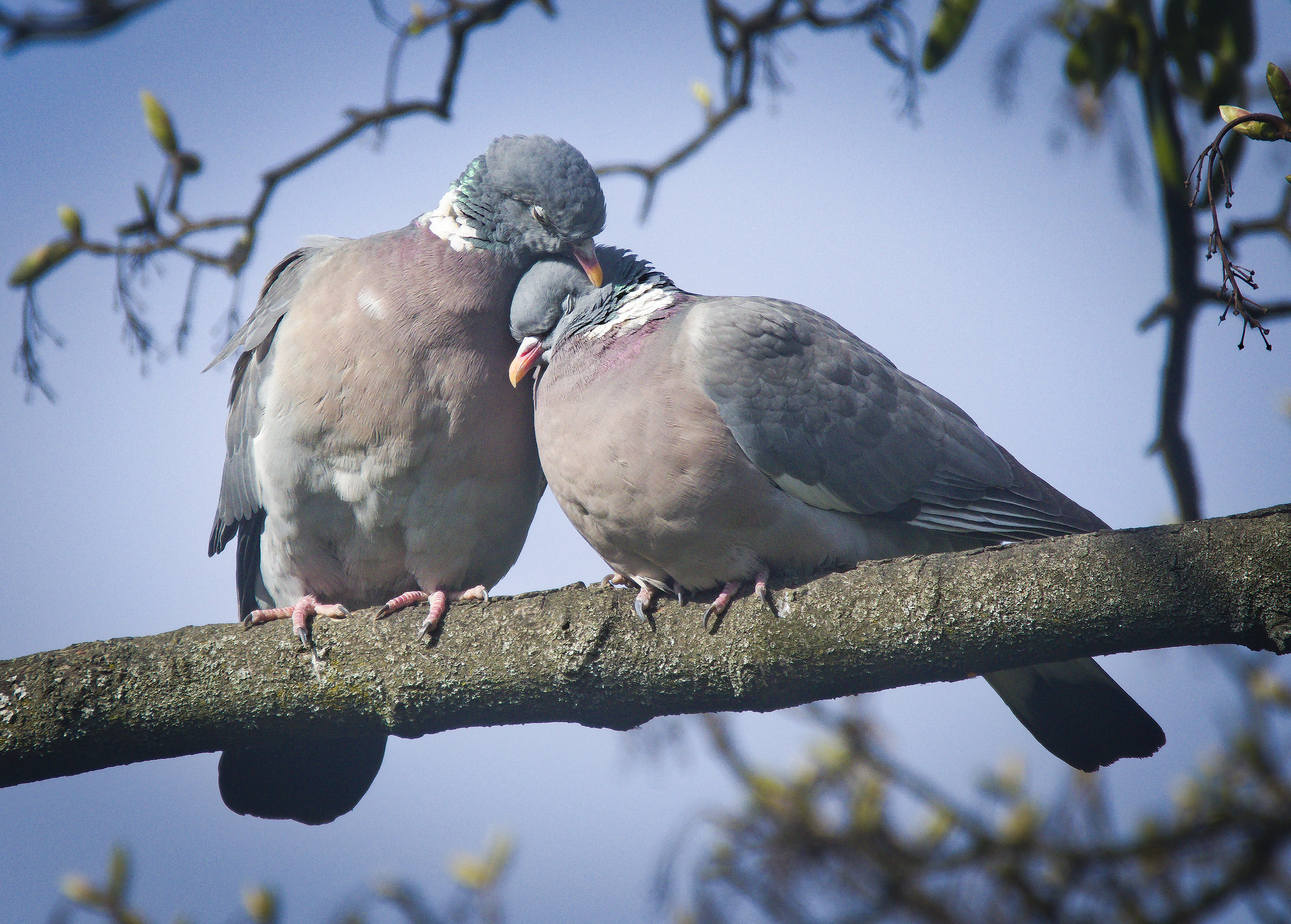
鳩のつがい

- 速度：アレグロ・ノン・トロッポ（♩=120）[517]。初版ではアレグロ[270]、『若いピアノ弾き』のメトロノーム記号は♩=144[517]。
- 拍子：4分の2拍子[517]。
- 時間：37秒[521]。
- 調号：＃×1[517]。ホ音を終止音とし、ニ音を含まないエオリア旋法[510]。山崎(2010)は「ホ短調」としている[522]。

- 原曲：カロル・ルッペルト他『スロバキア歌集II』より[510]。
- 概要：仲睦まじい鳩のつがいにも嫉妬してしまう人たちに向けて愛は素敵だと説く歌詞[510]。毎小節の頭にアクセントのついた歯切れのよい伴奏にのった[510]無骨で粗野な舞曲となっているが[523]、後半ではテンポが揺らぎながら静まっていき最後は pp で静かに終わる[521]。

#### 第2巻 第9番「ラウンド・ダンスII」（初版：「子供の歌」）
- 速度：アンダンテ（♩=88）[521]。
- 拍子：4分の3拍子[521]。
- 時間：30秒[521]。
- 調号：♭×1[521]。変ロ音を終止音とし、ト音およびイ音を含まないリディア旋法＋派生音の変ホ音[524]。山崎(2010)は「変ロ長調・リディア旋法」としている[525]。

- 原曲：カロル・ルッペルト他『スロバキア歌集II』より[524]。
- 概要：原曲は子供の歌[524]。音階の4番目の音が長調由来の変ホ音とリディア旋法由来のホ音の間で揺らぐのは第5番「変奏曲」と同様であり[526]、そのことがこの曲に蠱惑的な魅力をもたらしている[525]。

#### 第2巻 第10番「埋葬の歌」
- 速度：ラルゴ（♩=80）[527]。
- 拍子：2分の3拍子[527]。
- 時間：1分12秒[527]。
- 調号：＃♭なし[527]。イ音を終止音とし、ヘ音を含まないエオリア旋法で、ト音が嬰ト音に変位している[528]。山崎(2010)は「イ短調・エオリア旋法」としている[529]。

- 原曲：ヤン・カダヴィ『スロバキア歌集I』より[524]。
- 概要：戦死した恋人の亡骸が冷たい兵舎の床に横たえられている、という歌詞の悲痛な抒情歌であり[524][530]、間奏部分で右手で弾く低音の空虚五度は「弔いの鐘」の音を模している[531]。冒頭の左手の伴奏にあるディミヌエンドしながら下降する「ハ - ロ - イ - 嬰ト」の動きは旋律にも含まれており、オクターブ離れたカノンを形成している[529]。

#### 第2巻 第11番
- 速度：レント（二分音符=58）[527]。

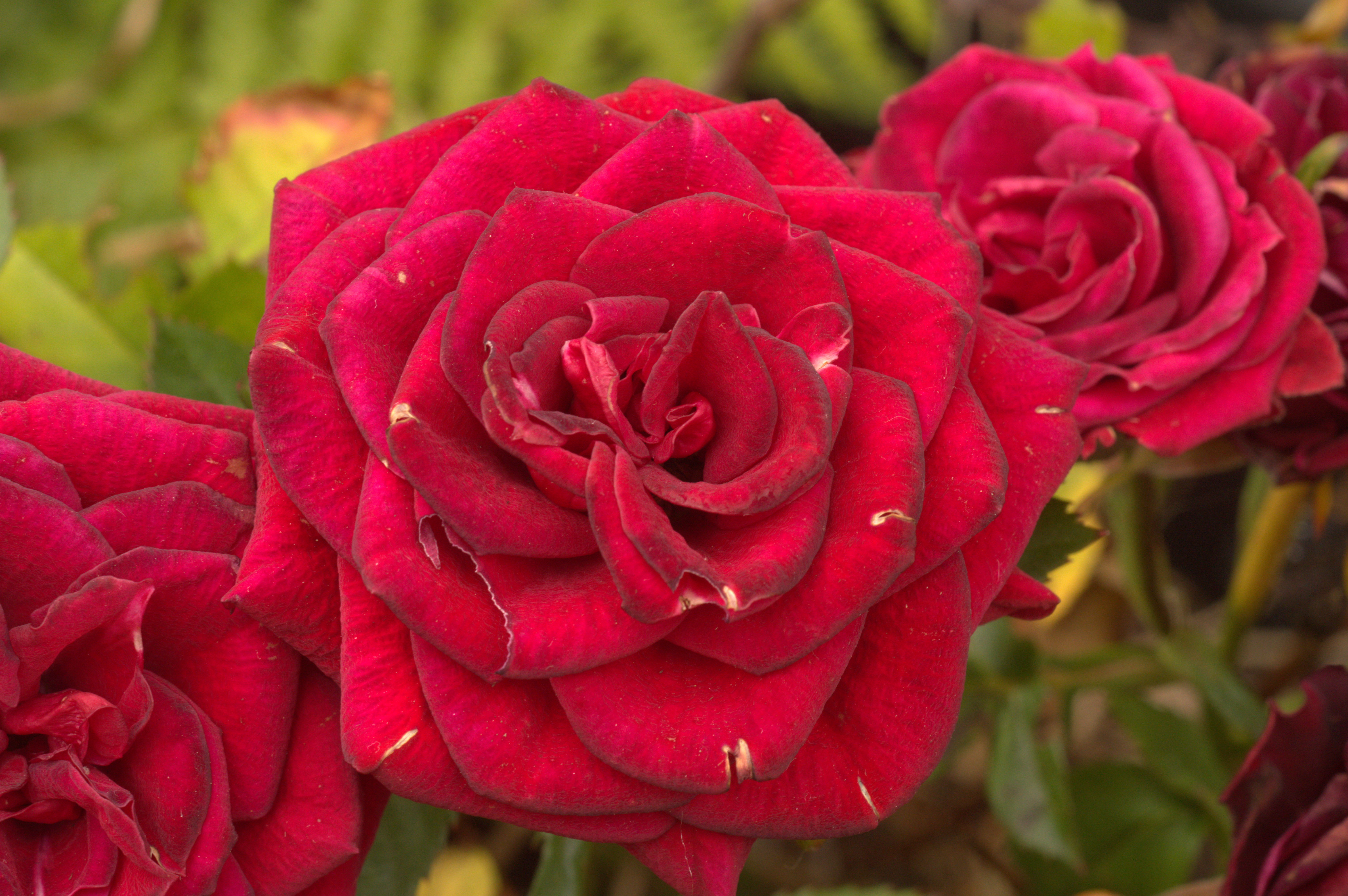
香り高いバラの花

- 拍子：2分の3拍子[527]。初版は音価が半分で4分の2拍子[532]。
- 時間：1分00秒[527]。
- 調号：＃♭なし[527]。ニ音を終止音とするドリア旋法[524]。山崎(2010)は「ニ短調・ドリア旋法」としている[533]。

- 原曲：バルトークが1906年10月にゲメル県のゲルリツェで採集した、40歳前後の女性による歌[534]。初版の楽譜には「ゲメル県のフィレールで採集した」とある[534]。
- 概要：ビストリッツェのはずれに咲いている3本のバラの香りが遠くから漂ってくる、という内容が歌われる[524]。旋律は繰り返され、1回目は左手により f で、2回目は右手に移り p で奏される。バルトークが1907年に作曲していた、独唱とピアノのための『4つのスロバキア民謡』BB46（死後に出版された[535]）の第1曲と同じ民謡を用いているが[536]、『子供のために』では極めてシンプルな編曲に進化しており、清潔な響きとなっている[537]。山崎（2010）は「ピアノという楽器の表現能力を最大限に生かした佳作[538]」と高く評価している[538]。第11番から第13番までの3曲はアタッカでつながっている[539]。

#### 第2巻 第12番
- 速度：アンダンテ・ルバート（♩=ca.84）[540]。初版ではポコ・アンダンテ[270]。
- 拍子：4分の2拍子。一部で4分の3拍子[540]。
- 時間：40秒[540]。
- 調号：♭×1[540]。ニ音を終止音とするエオリア旋法＋派生音の嬰ハ音[524]。山崎(2010)は「ト短調・ニ短調・エオリア旋法」としている[541]。

- 原曲：ヤン・カダヴィ『スロバキア歌集I』より[524]。
- 概要：アタッカでつながった3曲の中央に位置する。結婚を許してくれない、恋人の母親を呪う若い女性の歌[541]。小節ごとに細かくデュナーミクが変化して感情を表現しており[528]、3小節目にある最高音のヘ音は、歌詞が "ej"（ああ！）という間投詞であり、バルトークはここを f にして女性の怒りを表わしている[542]。嗚咽を表現するように pp で静かに曲を締めくくり[543]、アタッカで第13番につながる[540]。

#### 第2巻 第13番
- 速度：アレグロ（♩=132）[540]。
- 拍子：4分の2拍子[540]。
- 時間：2×20秒（全体がリピートされる）[540]。
- 調号：♭×1[540]。ト音を終止音とするドリア旋法＋派生音の変ホ音および嬰ヘ音[528]。山崎(2010)は「ト短調・ミクソリディア旋法」としている[541]。

- 原曲：ヤン・カダヴィ『スロバキア歌集I』より[528]。
- 概要：アタッカでつながった3曲を締めくくる。若い男性が恋人に呼びかける愛の歌[528]。前曲の曲想から一転して気分が吹っ切れたように[544]、アクセントと連打音が多く使われており[544]、活気のある舞曲調の音楽となっている[545]。

（13小節目～、旋律線のみ）

#### 第2巻 第14番
- 速度：モデラート（♩=84）とピウ・モッソ（♩=108）が交替する[546]。『若いピアノ弾き』では、冒頭のメトロノーム記号は♩=96[546]。
- 拍子：4分の2拍子[546]。
- 時間：34秒[546]。
- 調号：＃♭なし[546]。ニ音を終止音とするエオリア旋法＋3つの派生音（嬰ヘ音、ロ音、嬰ハ音）[528]。山崎(2010)は「ニ長調・ニ短調・エオリア旋法」としている[547]。

- 原曲：バルトークが1906年10月にゲメル県の Ratkósebes で採集した、年配の女性による歌。初版の楽譜には「ゲメル県のビストローで採集した」と記載されている[548]。
- 概要：農夫のヤニチカは家族が代わる代わる昼食を持ってきても仕事をやめないが、恋人が来た途端、仕事をそっちのけにして恋人の元に飛んでいってしまう、という歌詞[528]。緩急の変化が激しく、数小節の間でテンポやデュナーミクが頻繁に変化する（譜例）[547]。なお、冒頭のモデラートの部分は前奏ではなく歌の部分である[548]。

#### 第2巻 第15番「バグパイプI」（初版：「バグパイプの歌」）

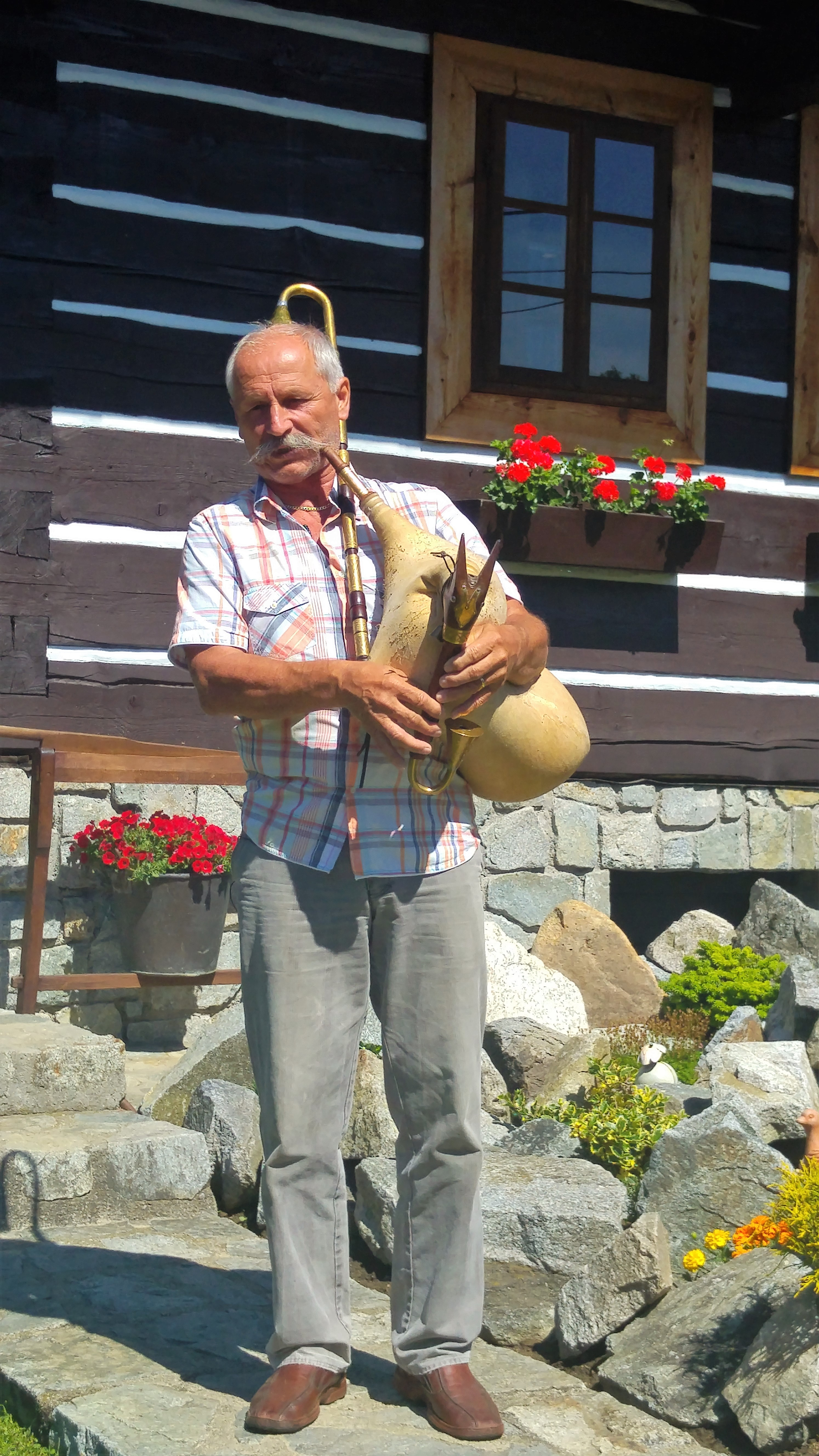
バグパイプ

- 速度：モルト・トランクィロ（♩=52）[546]。
- 拍子：4分の3拍子[546]。
- 時間：55秒[546]。
- 調号：＃×1[546]。ト長調（ト音から始まるペンタコード[549]）[550]。

- 原曲：ヤン・カダヴィ『スロバキア歌集I』より[549]。
- 概要：踊り続ける少女に「靴底がすり減っても恋人の靴屋が修理してくれるぞ」と囃したてる陽気な冗談歌である[549]。デュナーミクは f から ff の範囲にあり[551]、最後は短い曲に似合わずアラルガンドで壮大に終わる[550]。速度の指定に「トランクィロ」（「静かに」）とあるのは曲想に合っておらず、音楽之友社版（2006）では「ペザンテ」（重々しく）の間違いではないかと推測している[229]。なお、この曲は自筆譜が存在せず、バルトークの最初の妻マルタが写譜した楽譜から出版譜が作られた[229]。

#### 第2巻 第16番「嘆き」
- 速度：レント（♩=100）とピウ・レント（♩=84）が交替する[552]。
- 拍子：2分の3拍子[552]。初版は音価が半分で4分の3拍子[553]。
- 時間：50秒[552]。
- 調号：＃×1[552]。ホ音を終止音とするエオリア旋法[549]。山崎(2010)は「ホ短調」としている[554]。

- 原曲：バルトークが1908年10月にニトラ県の Tőkésújfalu（現：Klátova Nová Ves） で採集した、少女による歌[555]。初版の楽譜では歌詞は掲載不適当として削除されている[549]。
- 概要：掲載されていない歌詞の内容は、思春期の娘の素行が改まらないことを母親が嘆くという内容である[549]。持続する重音の伴奏にのって旋律が「エスプレッシーボ（感情を込めて）」で歌われ、編曲の傾向としては第11番と似ている[554]。アタッカで第17番につながる[552]。

#### 第2巻 第17番
- 速度：アンダンテ（付点四分音符=50）[552]。
- 拍子：8分の3拍子[552]。
- 時間：45秒[552]。
- 調号：＃♭なし[552]。ホ音を終止音とし、嬰ヘ音を含まないフリギア旋法[549]。山崎(2020)は「ホ短調・フリギア旋法」としている[556]。

- 原曲：ヤン・カダヴィ『スロバキア歌集I』より[549]。
- 概要：アタッカで第16番からつながっている。神父の召使いとなっている孤児の少女が、12人の盗賊が閉じ込められている塔に忍び込み、1人の盗賊を除いて残り全員を殺した、という残虐な内容の歌詞である[556][549]。繰り返しでは短三度高く移調して変ロ音から旋律が始まるが[557]、低音ではホ音がペダルで残っているため緊張感のある響きが作りだされる[549]。

#### 第2巻 第18番「おはやし歌」

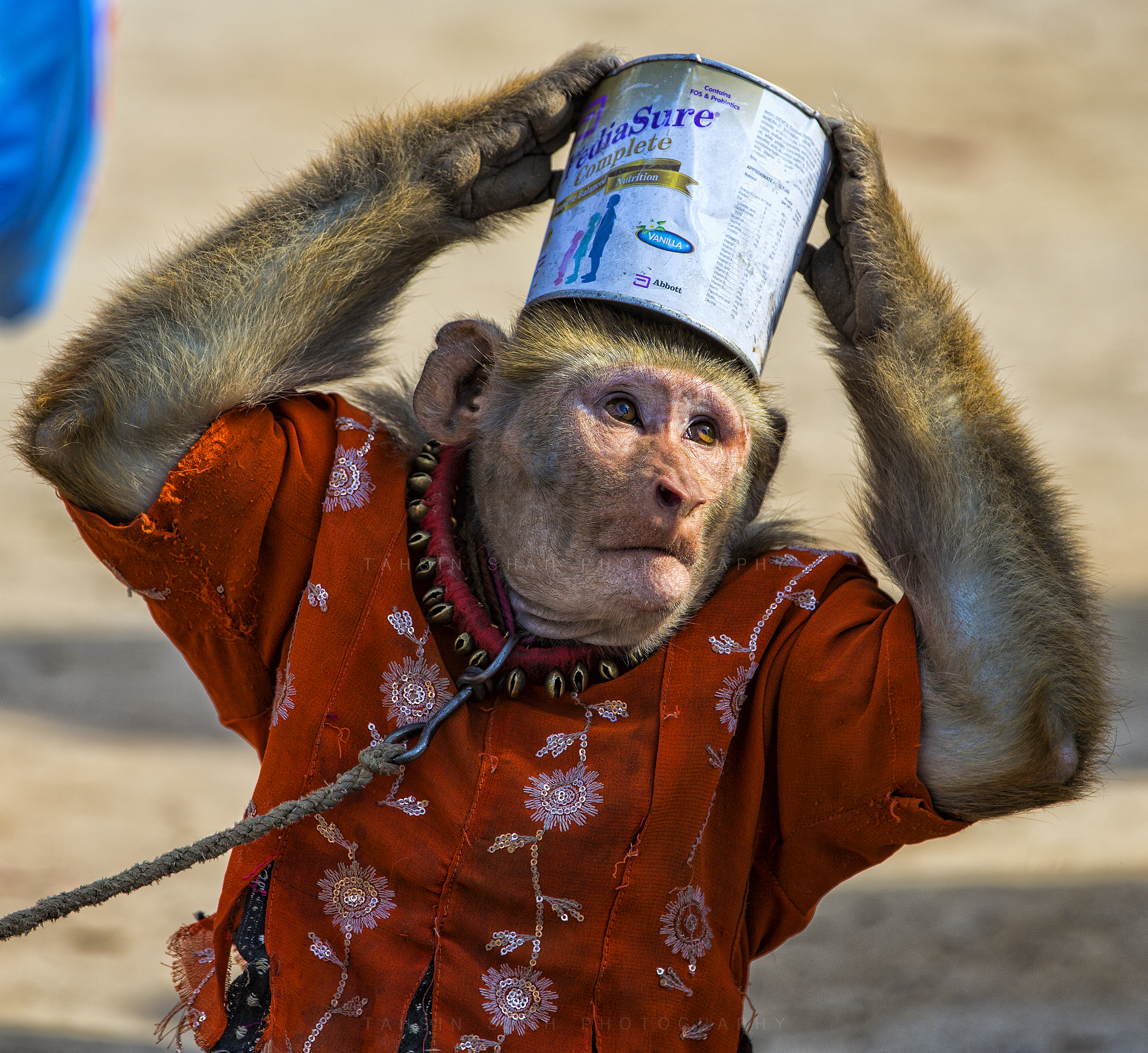
スロバキアに野生の猿は生息していない。

- 速度：ソステヌート（♩=126） - アレグロ・ヴィヴァーチェ（♩=144）[559]。『若いピアノ弾き』では冒頭のメトロノーム記号は♩=116[559]。
- 拍子：4分の2拍子[559]。
- 時間：36秒[559]。
- 調号：＃×4[559]。ホ長調[549]。山崎(2010)は「ホ長調・多調」としている[560]。

- 原曲：カロル・ルッペルト他『スロバキア歌集II』より[549]。
- 概要：恋人に振られた男が悔し紛れに「お前なんかより、町にいる猿の方がよっぽどましだ」と強がる、滑稽な歌詞の冗談歌[561]。短い序奏の後アレグロ・ヴィヴァーチェとなり、軽快な2拍子のリズムに乗って旋律が歌われる[558]。旋律は間奏を挟まずに3回奏でられ、2回目はロ長調、3回目はト長調に転調しホ長調に戻る[558]。最後は一旦テンポが遅くなってから加速し[559]、自暴自棄気味に f で終わる[558]。

#### 第2巻 第19番「ロマンス」
- 速度：アッサイ・レント（♪=ca.125）[562]。
- 拍子：8分の6拍子[562]。
- 時間：1分25秒[562]。
- 調号：＃♭なし[562]。イ音を終止音とし、ヘ音を含まないエオリア旋法で、ト音が嬰ト音に変位している[85]。山崎(2010)は「イ短調・エオリア旋法」としている[563]。

- 原曲：ヤン・カダヴィ『スロバキア歌集I』より[85]。
- 概要：所在の分からなくなった恋人の姿を求めて少年は夜の町をさまよい、宿屋の女将に「僕の恋人がここに来なかったか」と尋ねる[85]。恋人が他の男と一緒にいるのではないかという不安に襲われる少年の気持ちが p で繊細に奏でられる[564]。二重唱のような編曲になっており[563]少年と女将とのやりとりを表すかのようである[565]。なお、右手の「センプリーチェ（純粋に）」の旋律が民謡である[566]。バルトークは第24番において、全く同じ歌詞で異なる旋律の民謡を編曲している[85]。

#### 第2巻 第20番「鬼ごっこ」

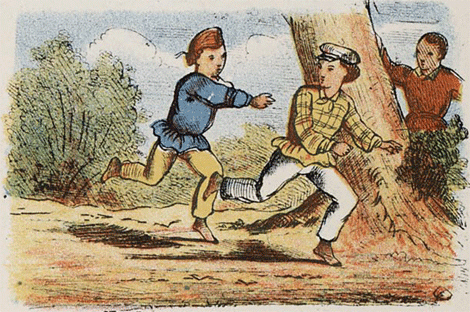
鬼ごっこ

- 速度：プレスト（♩=176） - アダージョ（♩=76） - テンポ・プリモ[567]。冒頭のテンポについては初版ではプレスティッシモ[567]。
- 拍子：4分の2拍子[567]。
- 時間：25秒[567]。
- 調号：＃♭なし[567]。ヘ音を終止音とするリディア旋法[85]。山崎(2010)は「ヘ長調・リディア旋法」としている[496]。

- 原曲：ヤン・カダヴィ『スロバキア歌集I』より[85]。
- 概要：英語のタイトルは"Game of Tag"で、音楽之友社版では「追いかけっこ」と訳されている。子供の鬼ごっこの歌で[85]、逃げていく子に「イバラの茂みに行くとスカートが破れちゃうよ」と歌う[85]。旋律はスロバキア民謡に特徴的なリディア旋法[568]で、開始のヘ音とロ音が三全音の関係になっている[248]。活気とユーモアのある曲想で[565]、伴奏が多彩に変化していく[496]。

#### 第2巻 第21番「冗談I」
- 速度：アレグロ・モデラート（♩=126）- ピウ・モッソ（♩=144）- テンポ・プリモ[569]。
- 拍子：4分の2拍子[567]。
- 時間：1分00秒[570]。
- 調号：＃♭なし[567]。ハ長調（ハ音から始まり、ヘ音を含まないペンタコード[85]）[571]。

- 原曲：バルトークが1907年11月にニトラ県の Lapáš で採集した、年配の女性による歌[572]。
- 概要：腹を空かせた男が料理を次から次へと平らげ、最後にはビールをバケツごと飲んだらバケツが壊れてしまった、という他愛もない冗談歌[232]。低音で提示される躍動感のある旋律[565]が変奏されて様々に表情を変え、最後は豪快に終わる[573][232]。なお、初版ではこの曲が「冗談」、第27番が「もう一つの冗談」であり、改訂時には第27番が「冗談II」に改められたが第21番は「冗談」のままであった[229]。音楽之友社やヘンレ社の校訂版では「冗談I」に修正されている[229][567]。

#### 第2巻 第22番「ばかさわぎ」
- 速度：モルト・アレグロ（♩=152）[574]。
- 拍子：4分の2拍子[574]。
- 時間：50秒[575]。バルトークの1910年の録音では34秒[270]。
- 調号：＃♭なし[574]。イ音を終止音とし、ホ音およびヘ音を含まないエオリア旋法＋派生音の嬰ト音[232]。山崎(2010)は「イ短調・エオリア旋法」としている[496]。

- 原曲：ヤン・カダヴィ『スロバキア歌集I』より[232]。
- 概要：英語のタイトルは"Revelry"で、春秋社版では「浮かれて」と訳されている[496]。初版では第3巻を締めくくるフィナーレであり、五度の動きを組み合わせた前奏（譜例・上）に始まり、ハンガリーの「豚飼いの踊り」のリズムをもつ旋律（譜例・下）[232]が転調しながら繰り返され、ff で終わる[576]。山崎(2010)は『子供のために』の中で有数の難しい曲としている[496]。1910年8月にコダーイがシャーンドル・エンマと結婚する際[269]、バルトークはまだ出版されていないこの曲を蓄音機に吹き込んでプレゼントした[232]。

#### 第2巻 第23番（初版：第24番）
- 速度：アンダンテ・トランクィロ（♩=72）[577]。初版ではポコ・アンダンテ[270]。
- 拍子：4分の2拍子[577]。
- 時間：40秒[577]。
- 調号：＃♭なし[577]。ニ音を終止音とするドリア旋法＋派生音の変ロ音[232]。山崎(2010)は「ニ短調・ドリア旋法」としている[496]。

- 原曲：バルトークが1906年8月にゲメル県のゲルリツェで採集した、17歳の少女による歌[注 139][578]。初版の楽譜には「ゲメル県のフィレールで採集した」とある[578]。
- 概要：初版では第4巻の2曲目であり、1曲目（改訂で削除された初版第23番）から3曲目までがアタッカでつながっていた[251]。針葉樹の森の奥深くの情景が[579]しっとりと歌われる[565]。バルトークは採集したパルランド風の民謡のリズムを変えてハンガリー風の逆付点のリズムとしている[580][581]。アタッカで第24番につながる[577]。

#### 第2巻 第24番（初版：第25番）
- 速度：アンダンテ（♩=80）- トランクィロ[577]。
- 拍子：4分の2拍子[577]。
- 時間：50秒[577]。
- 調号：＃♭なし[577]。イ音を終止音とし、ロ音を含まないエオリア旋法[581]。山崎(2010)は「ニ短調・イ短調・ドリア旋法」としている[582]。

- 原曲：第23番と同じく1906年8月にバルトークがゲメル県のゲルリツェで採集した、17歳の少女による歌[注 140][583]。初版の楽譜には「ゲメル県のフィレールで採集した」と記載されている[583]。
- 概要：アタッカで第23番からつながっている。旋律は異なるが、歌詞は第19番「ロマンス」と同じであり[581]、少年の心細い気持ちが悲しげに表現されている[582]。伴奏は終始下降する動きで[582]、旋律と応答するように書かれている[565]。

#### 第2巻 第25番「スケルツァンド」（初版：第26番）
- 速度：アレグレット（付点四分音符=58）[584]。
- 拍子：8分の3拍子[584]。
- 時間：45秒[584]。
- 調号：＃♭なし[584]。ト音を終止音とするミクソリディア旋法[581] 山崎(2010)は「ハ長調・ミクソリディア旋法」としている[585]。

- 原曲：バルトークが1906年10月にゲメル県のゲルリツェで採集した歌[586]。初版の楽譜では歌詞は掲載不適当として削除されている[581]。
- 概要：英語のタイトルは"Scherzando"で、春秋社版では「たわむれて」と訳されている[585]。なお、バルトークがスロバキア編を全1巻25曲で構想していた段階では、この曲は無題であり、後付けされたタイトルである[124]。削除された歌詞は、独り身の男性が夜更けに自分の境遇を自嘲気味に歌う内容であった[581]。意味ありげな冗談のように[587]、終始 p の範囲内で演奏され、最後は pp で消え入るように終わる[588]。

#### 第2巻 第26番「農夫の縦笛」（初版：第28番「縦笛の旋律」）

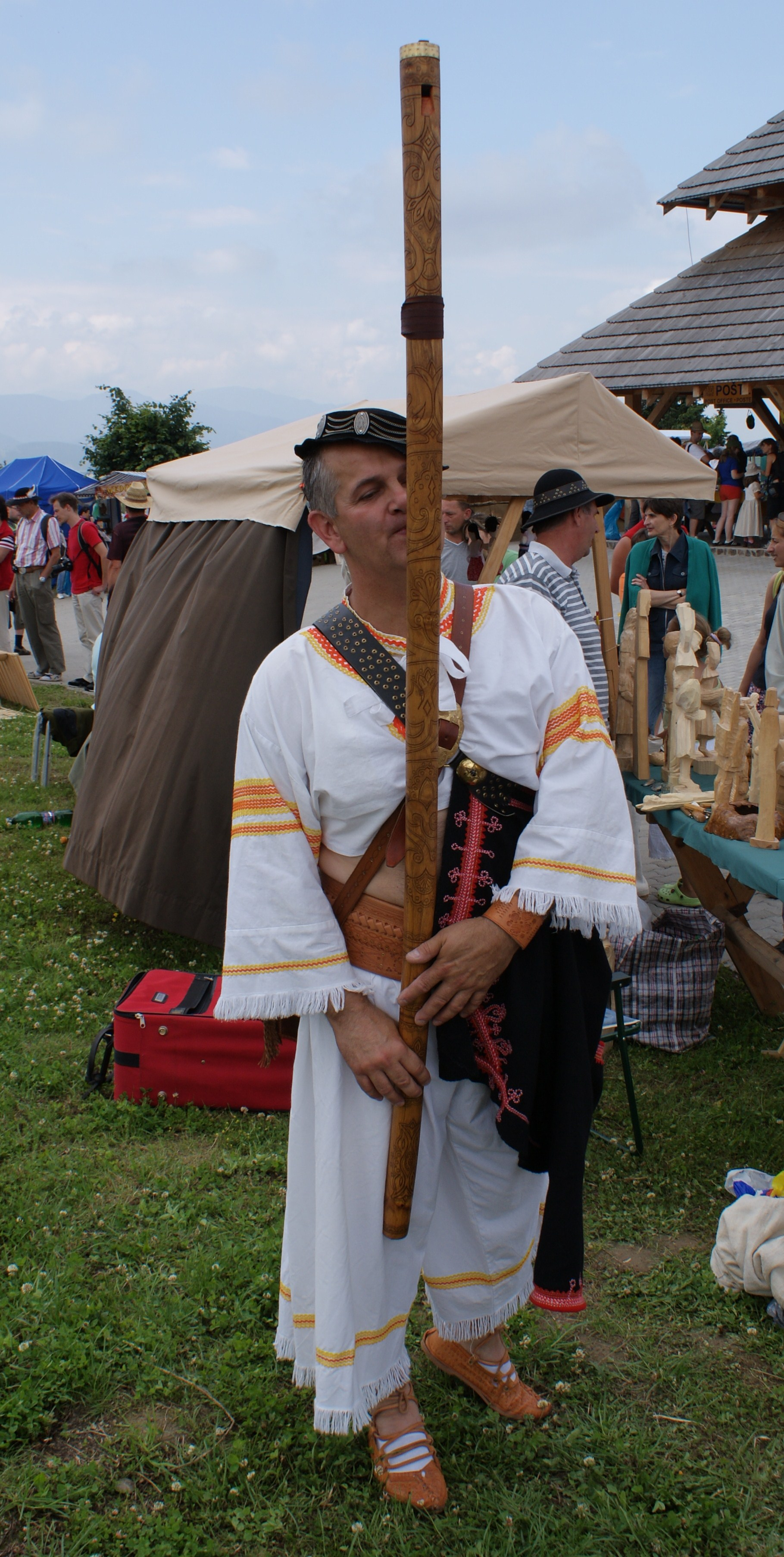
フヤラ

- 速度：アンダンテ・モルト・ルバート（♩=ca.63）[589]。
- 拍子：4分の3拍子[589]。
- 時間：1分00秒[589]。
- 調号：＃♭なし[589]。ホ音を終止音とし、嬰ヘ音を含まないフリギア旋法で、ト音が嬰ト音に変位している[581]。山崎(2010)は「ホ長調・フリギア旋法」としている[590]。

- 原曲：バルトークが1906年10月にゲメル県の Ratkósebes で採集した、フヤラ（スロバキアの笛）の音[591]。笛の旋律なので歌詞はない[581]。
- 概要：モルト・ルバートの指示があり、自由な息づかいによる羊飼い笛の旋律が即興的に演奏される[590][587]。

#### 第2巻 第27番「冗談II」（初版：第29番「もう一つの冗談」）
- 速度：アレグロ（♩=132）- ウン・ポコ・ソステヌート - テンポ・プリモ[592]。
- 拍子：4分の4拍子、最後の2小節のみ2分の3拍子[592]。
- 時間：50秒[593]。
- 調号：＃×3[589]。イ長調[594]＋派生音の嬰ニ音[581]。

- 原曲：バルトークが1907年11月にニトラ県の Zobordarázs（現：スロバキアの Dražovce） で採集した、少女による歌[595]。初版の楽譜では歌詞は掲載不適当として割愛されている[581]。
- 概要：趣向がこらされた編曲となっている[594]。左手の伴奏に含まれる4分音符の動きは「ニ - 嬰ハ - ロ - イ」と、3小節目の旋律と同じ音であり、疑似的なカノンとなっている[594]（譜例・上）。後半ではテンポを落として ff の和音で盛り上がる（譜例・下）[581]。なお、冒頭の8分音符は前奏ではなく歌詞がついている[596]。

#### 第2巻 第28番（初版：第30番）
- 速度：アンダンテ、モルト・ルバート（♩=ca.70）[593]。
- 拍子：4分の2拍子[593]。
- 時間：55秒[593]。
- 調号：♭×1[593]。ト音を終止音とするドリア旋法で、ハ音が嬰ハ音に変位している[581]。山崎(2010)は「ト短調・ドリア旋法」としている[597]。

- 原曲：ヤン・カダヴィ『スロバキア歌集I』より[581]。
- 概要：「寒い夜、ぬかるんだ道を何度も通ったが一度も嫌だと思わなかった」といった内容の歌詞[581]。「モルト・ルバート」、「モルト・エスプレッシーヴォ」の指示があり、デュナーミクも pp から f まで幅広く[581]、陰影が豊かである[587]。伴奏には終始、七の和音とその転回形が使われている[496]。

#### 第2巻 第29番「カノン」（初版：第31番）
- 速度：アレグロ・ノン・トロッポ（♩=120）- ソステヌート（♩=100）- テンポ・プリモ[598]。冒頭のテンポについては初版ではポコ・ヴィヴァーチェ[270]。
- 拍子：4分の2拍子[598]。
- 時間：52秒[598]。
- 調号：＃×1[598]。ホ音を終止音とするエオリア旋法[599]。山崎(2010)は「ホ短調・エオリア旋法・フリギア旋法」としている[600]。

- 原曲：1906年10月にバルトークがゲメル県のゲルリツェで採集した、女性による歌[601]。初版の楽譜では歌詞は掲載不適当として割愛されている[599]。
- 概要：右手が先行するカノン。和音や重音によって豪快な響きになっておりカノンに聴こえにくい[600]。曲想はハンガリー風で激しい[599]。

（第5小節～）

#### 第2巻 第30番「バグパイプII」（初版：第32番「バグパイプは歌う」）
- 速度：ヴィヴァーチェ（♩=138）[602]。『若いピアノ弾き』では♩=160[602]。
- 拍子：4分の2拍子[602]。
- 時間：57秒[603]。
- 調号：＃×1[602]。ト長調[604]。

- 原曲：カロル・ルッペルト他『スロバキア歌集II』より[599]。
- 概要：少女が恋人に向けて歌う恋の歌[599]。旋律はコロメイカのリズム（ハンガリー編の第10番「子供の踊り」参照）による。陽気な踊りの曲[599]。バグパイプ風の保続音は旋律の1回目はト音、2回目はニ音である[605]。

#### 第2巻 第31番「義賊の歌」（初版：第35番「もう一人の義賊の歌」）

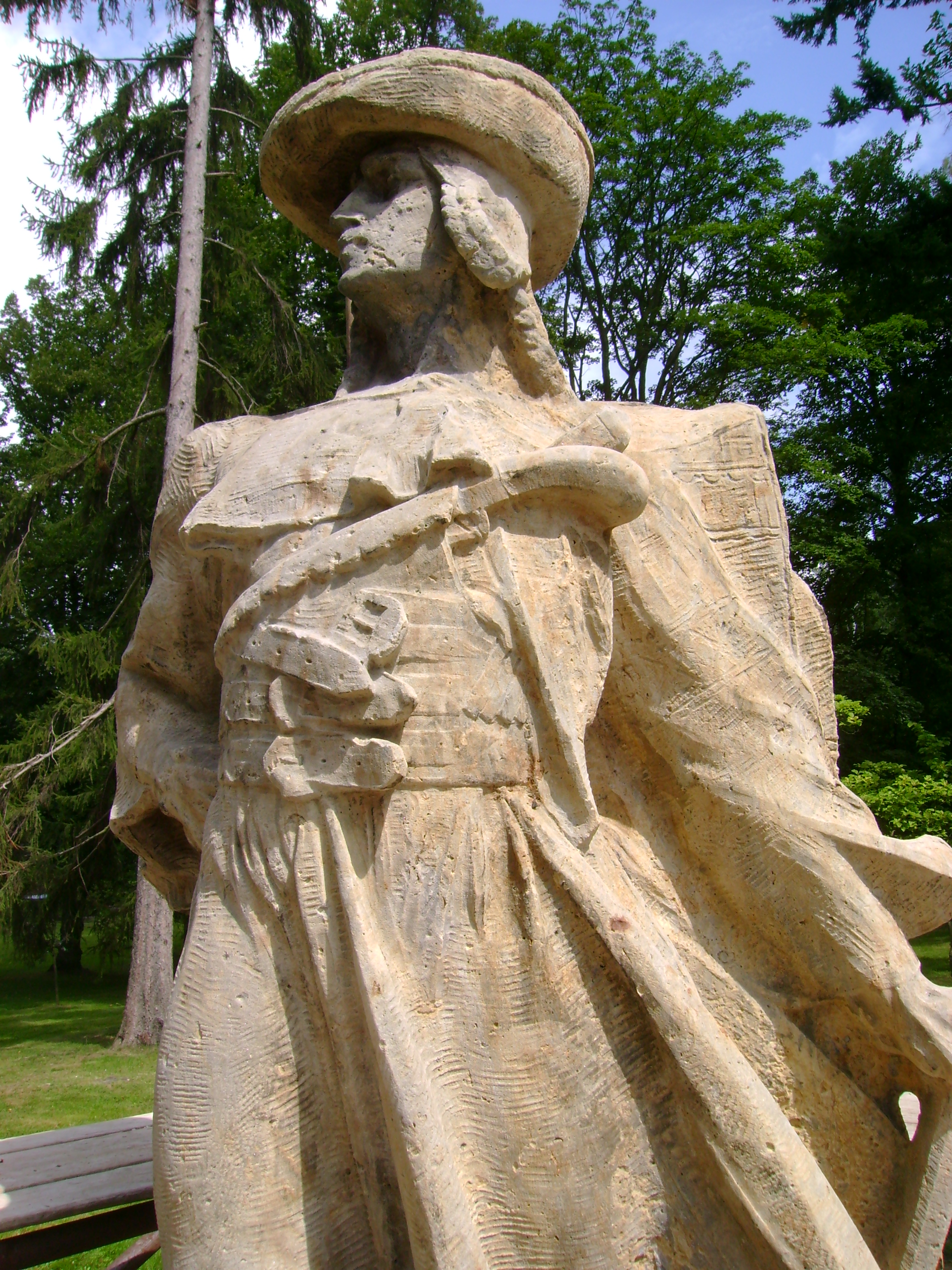
ユライ・ヤーノシークの像

- 速度：アレグロ（♩=126）- トランクィロ[606]。
- 拍子：4分の4拍子[606]。
- 時間：42秒[606]。
- 調号：♭×1[606]。ヘ長調（ヘ音から始まるペンタコード[599]）[607]。

- 原曲：カロル・アントン・メドヴェツキー『ジェトヴァ論集』より[599]。
- 概要：初版でのタイトルは「もう一人の義賊の歌」であったが[229]、第7番「義賊の歌」のタイトルが改訂版で「悲しみ」に変更されたことに伴い、この曲のタイトルが「義賊の歌」となった[229]。スロバキアで義賊として英雄視されているユライ・ヤーノシークのことが歌われる[599]。旋律と同じリズムによる空虚五度の響きをもった前奏（譜例・上）で勇ましく始まるが[608]、最後は25歳で処刑されたヤーノシークを追悼するかのように「トランクィロ（静かに）」で終わる[599]。

#### 第2巻 第32番（初版：第36番）
- 速度：ペザンテ（♩=84）[606]。初版ではラルゴ[270]。
- 拍子：4分の4拍子[606]。初版は音価が半分で4分の2拍子[609]）
- 時間：55秒[610]。
- 調号：♭×1、ただし♭は第3線（ロ音）ではなく第2間（イ音）につく特殊な調号である[606]。ハ音を終止音とし、変ホ音を含まないエオリア旋法[599]。山崎(2010)は「ハ長調・イオニア旋法・エオリア旋法・ドリア旋法」としている[611]。

- 原曲：カロル・ルッペルト他『スロバキア歌集II』より[599]。
- 概要：特殊な調号が用いられており、ジプシー音階風である[605]。女性による「好きなあの人が今どこで何をしているか分かればエプロンいっぱいの花を持って行くのに」という愛の歌が力強く歌われる[612]。ハンガリー民謡風の逆付点のリズムが使われている[605]。左手の伴奏はこの曲集では珍しく終始同じ音形が繰り返される[611]。

（特殊な調号のため、臨時記号で譜例を記載している。）

#### 第2巻 第33番（初版：第37番「兵士の歌」）
- 速度：アンダンテ・トランクィロ（♩=120）[610]。
- 拍子：4分の4拍子[610]。初版は音価が半分で4分の2拍子[613]。
- 時間：45秒[610]。
- 調号：♭×3[610]。ハ音を終止音とし、変イ音を含まないエオリア旋法[614]。山崎(2010)は「ハ短調・エオリア旋法」としている[615]。

- 原曲：バルトークが1906年9月にゲメル県のフィレール（現：スロバキアの Ratkovské Bystré）で採集した、16歳前後の女性による歌[616]。
- 概要：初版のタイトルが改訂版では削除された[617][240]。バルトークが採集した民謡は、1904年にバルトークが民謡の価値に気づくきっかけとなった、ドーサ・リディが歌っていたハンガリー民謡 "Piros alma"（「赤いリンゴ」）のさらに長いバージョンであり[240][382][157]、旋律にはハンガリー風の逆付点のリズムが含まれている[605]。民謡の歌詞は、自分に尊大な態度をとる若い兵士と3年間交際した女性が、鞍つきの馬をプレゼントしてくれた優しい大尉に乗り換えるという内容である[614][618]。伴奏の和声づけは次の第34番「お別れ」とは対照的に機能和声的であり[615]、最後はピカルディ終止で静かに曲を終える[615]。

（"Piros alma"（「赤いリンゴ」））
上の譜例の第3-5小節と対応している。）

#### 第2巻 第34番「お別れ」（初版：第38番）
- 速度：アダージォ（♩=46）- トランクィロ - ピウ・トランクィロ[621]。
- 拍子：4分の2拍子[621]。
- 時間：1分35秒[621]。
- 調号：♭×1[621]。ニ音を終止音とするフリギア旋法[614]。山崎(2010)は「イ短調・ドリア旋法・フリギア旋法」としている[622]。

- 原曲：ミクラーシュ・シュナイダー＝トラナヴィスキーが採譜したコレクションより[614]。
- 概要：英語のタイトルは ”Farewel” で、春秋社版や伊東(2012a)では「葬送」と訳されている[622][623]。元の民謡は、これから兵役で任地に赴く若者が、故郷ズヴォレンの山々と恋人に思いをはせるという内容の歌詞である[614]。曲は譜例のように、左手で奏でられる旋律に右手が和音を添えるが、古典的な和声進行によらず[624]、元の旋律とほとんど無関係な音響を作り出している[535]。伊東（2012a）は、この曲における編曲を非常に高度なものと位置づけ、「曲集中の白眉」と高く評している[623]。

#### 第2巻 第35番「バラード」（初版：第39番）
- 速度：モデラート（♩=100）- ウン・ポコ・ピウ・モッソ（♩=112）- アレグロ（♩=132）- トランクィロ - センプレ・ピウ・トランクィロ - ソステヌート（♩=84）[625]。冒頭のテンポについては初版ではポコ・ラルゴ[270]。
- 拍子：4分の2拍子[626]。
- 時間：1分30秒[627]。
- 調号：♭×1[626]。ニ音を終止音とするエオリア旋法[614]。山崎(2010)は「ニ短調・ドリア旋法・イオニア旋法」としている[628]。

- 原曲：第23番・第24番と同じく、バルトークが1906年8月にゲメル県のゲルリツェで採集した、17歳の少女による歌[注 141][583]。初版の楽譜には「ゲメル県のフィレールで採集した」と記載されている[583]。
- 概要：大金持ちが遭遇した盗賊団と押し問答の末に殴り殺されるという歌詞であるが[614]、農民の視点は金持ちを殺す盗賊の側にあり、豊かな者に対する貧しい農民の恨みが表現されている[614]。旋律（譜例）が歌詞の筋書に合わせてテンポや曲想を変えながら5回奏でられる[629]。冒頭部分では両手のオクターブユニゾンで旋律を弾くが、両手とも、1つの鍵盤を親指と人差し指の2本で同時に押さえる特殊な運指が指定されており[629]、子供であっても「ペザンテ」（重々しく）の効果を出しやすくしている[630]。

#### 第2巻 第36-37番「ラプソディ」（初版：第40番-第41番）

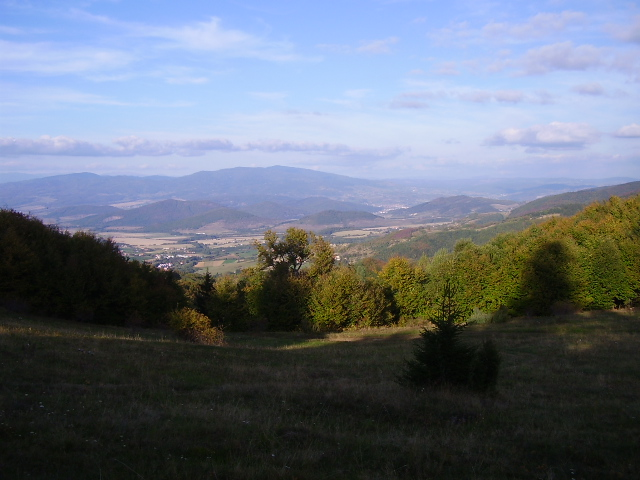
ジェトヴァ村は山々に囲まれた谷間にある。

- 速度：パルランド、モルト・ルバート（付点四分音符=ca.69-58）とアレグロ・モデラート（♩=116）が交替する[632]。
- 拍子：8分の6拍子と4分の2拍子が交替する[632]。
- 時間：2分05秒[633]。
- 調号：＃×1[634]。ニ音を終止音とするミクソリディア旋法で、第37番では派生音の嬰ハ音が加わる[635]。山崎(2010)は「ト長調・ミクソリディア旋法・ニ短調・リディア旋法」としている[636]。なお、調号は 「＃×1 → ＃×5 → ＃×2 → ♭×1 → ＃×1」と変化する[632]。

- 原曲：カロル・アントン・メドヴェツキー『ジェトヴァ論集』より[637]。
- 概要：『子供のために』で唯一、2つの民謡が組み合わされている[638]。遅いテンポの「ラッサン」（第36番）と、速いテンポの「フリシュカ」（第37番）が交替する[636]ハンガリーのラプソディ（狂詩曲）の様式で書かれており、全体の構成は「緩 - 急 - 緩 - 急 - 緩 - 急 - コーダ」となっている[639]。ジプシー音楽に見られるような過度な感情移入や超絶技巧を避けた、民謡に基づいたバルトーク独自のラプソディとなっている[640]。パルランド・ルバート様式の第36番（譜例・上）はジェトヴァ村の夏の風景が描かれる愛の歌、テンポ・ジュストの第37番（譜例・下）は「悪党は牢屋行き」とはやし立てる冗談歌である[631]。冒頭のフェルマータのついた音符は、"Hej !"（ヘイ !）という引き延ばされた掛け声であり[641]、こうした歌い出しはジェトヴァ地方の民謡に特有のものである[642]。曲の終結部分ではジャズ風の和音が使われている[638]。

#### 第2巻 第38番「悲歌」（初版：第42番）
- 速度：レント（♩=ca.60-66）[643]。
- 拍子：4分の2拍子[643]。
- 時間：1分30秒[643]。
- 調号：＃♭なし[643]。ト音を終止音とし、変ロ音がロ音に変位したフリギア旋法＋派生音のホ音[644]。山崎(2010)は「フリギア旋法・複調」としている[645]。

- 原曲：1880年にリプトー県（ハンガリー語版）のLucsivnaで採集された歌[646]。初版の楽譜では「歌詞は旋律の性質と一致しない」として掲載されていない[644]。
- 概要：英語のタイトルは"Dirge"で、音楽之友社版では「泣き歌」と訳されている[647]。右手による鐘の音を模した伴奏を背景に[531]、半音階的な旋律が即興風に歌われる[648]。バルトークがスロバキア編を25曲で構成していた段階では、次の第39番と曲順が反対になっており、この曲が曲集の最後に置かれていた[516]。原曲は愛の歌であったものを、バルトークは全く性質の異なる音楽に編曲している[516]。

#### 第2巻 第39番「哀悼歌」（初版：第43番）

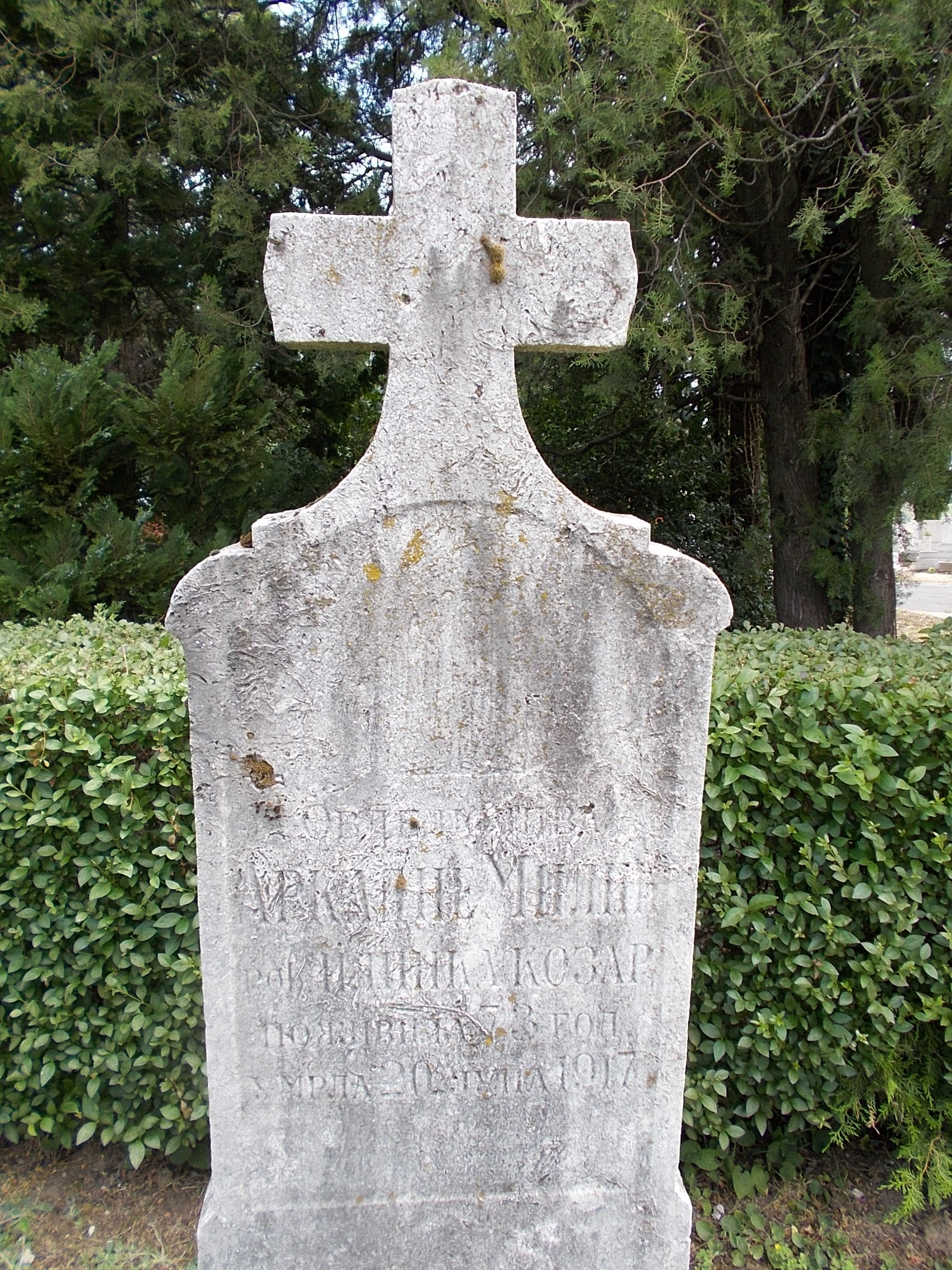
ハンガリーの墓石（バルトークとは無関係）

- 速度：レント（♩=54）- ♩=66 - ♩=54 - ポコ・アジタート（♩=76） - ♩=66 - ピウ・トランクィロ（♩=60）- モルト・トランクィロ（♩=54）[649]。
- 拍子：4分の2拍子、部分的に4分の4拍子、4分の3拍子[649]。
- 時間：2分05秒[649]。
- 調号：＃♭なし[649]。ホ音を終止音とするドリア旋法[628][644]。

- 原曲：バルトークが1906年10月にゲメル県のフィレールで採集した、少女による歌[650]。初版の楽譜には「ゲメル県のゲルリツェで採集した」と記載されている[650]。
- 概要：スロバキア編は、息子が父親の墓前で在りし日を偲ぶ悲痛な歌で締めくくられる[651][628]。短い序奏の後、「クワジ・レチタンド（朗読するように）」と指示された旋律が奏でられ、テンポや曲想、拍子が次々と変化しながら進行する。f でクライマックスを築いた後、音楽は静まり、ppp で消え入るように終わる[652]。このようなフィナーレはシューマンの『子供の情景』の構成を意識した可能性や[162]、7歳のときに父親を亡くしたバルトーク[653]の個人的な体験が影響している可能性が指摘されている[654][注 142]。

### 改訂版で削除された曲

#### 初版第2巻 第25番
- 速度：アレグロ - ピウ・レント - テンポ・プリモ[655]。
- 拍子：4分の2拍子[655]。
- 調号：＃♭なし[655]。
- 原曲：初版の楽譜には「広く知られている」と記載されている[656]。

#### 初版第2巻 第29番
- 速度：アレグロ - レント - ヴィヴァーチェ[657]。
- 拍子：4分の2拍子[657]。
- 調号：＃♭なし[657]。
- 原曲：パローチ・ホルヴァート・アダム（ハンガリー語版）が18世紀に収集したコレクションより[658]。

#### 初版第4巻 第23番
- 速度：モルト・ルバート、ノン・トロッポ・レント[659]。
- 拍子：4分の2拍子。4分の3拍子や8分の拍子が挿入される[660]。
- 調号：＃♭なし[659]。
- 原曲：バルトークが1906年10月にゲメル県のゲルリツェで採集した歌[661]。
- 概要：初版第4巻の第1曲であり、アタッカで次の曲（改訂版第23番）につながっていた[251]。

#### 初版第3巻 第27番「ひやかし歌」
- 速度：アレグロ[662]。
- 拍子：4分の2拍子[662]。
- 調号：＃♭なし[662]。
- 原曲：バルトークが1906年10月にゲメル県のゲルリツェで採集した、若い男性による歌[663]。初版の楽譜では歌詞は不適切として削除された[663]。
- 概要：タイトルはスロバキア編第18番と同一である[559][662]。

#### 初版第3巻 第33番 "D'orphelin"
- 速度：ポコ・アンダンテ[664]。
- 拍子：4分の2拍子[664]。
- 調号：＃♭なし[664]。

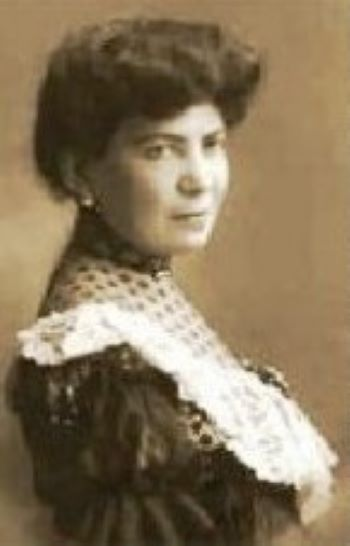
コダーイ・エンマ（1920年代）

- 原曲：カロル・ルッペルト他『スロバキア歌集II』より[665]。
- 概要：タイトルは直訳すれば「孤児」。コダーイ・エンマ（グリューバー・エンマ）の編曲であった。

#### 初版第4巻 第34番「ロマンス」
- 速度：ポコ・アレグレット[666]。
- 拍子：4分の4拍子[666]。
- 調号：＃♭なし[666]。
- 原曲：バルトークが1907年11月にニトラ県の Zobordarázs（現：スロバキアの Dražovce）で採集した、少女による歌[注 143][667]。
- 概要：コダーイ・エンマ（グリューバー・エンマ）の編曲作品であった。